# Người Mỹ gốc Do Thái

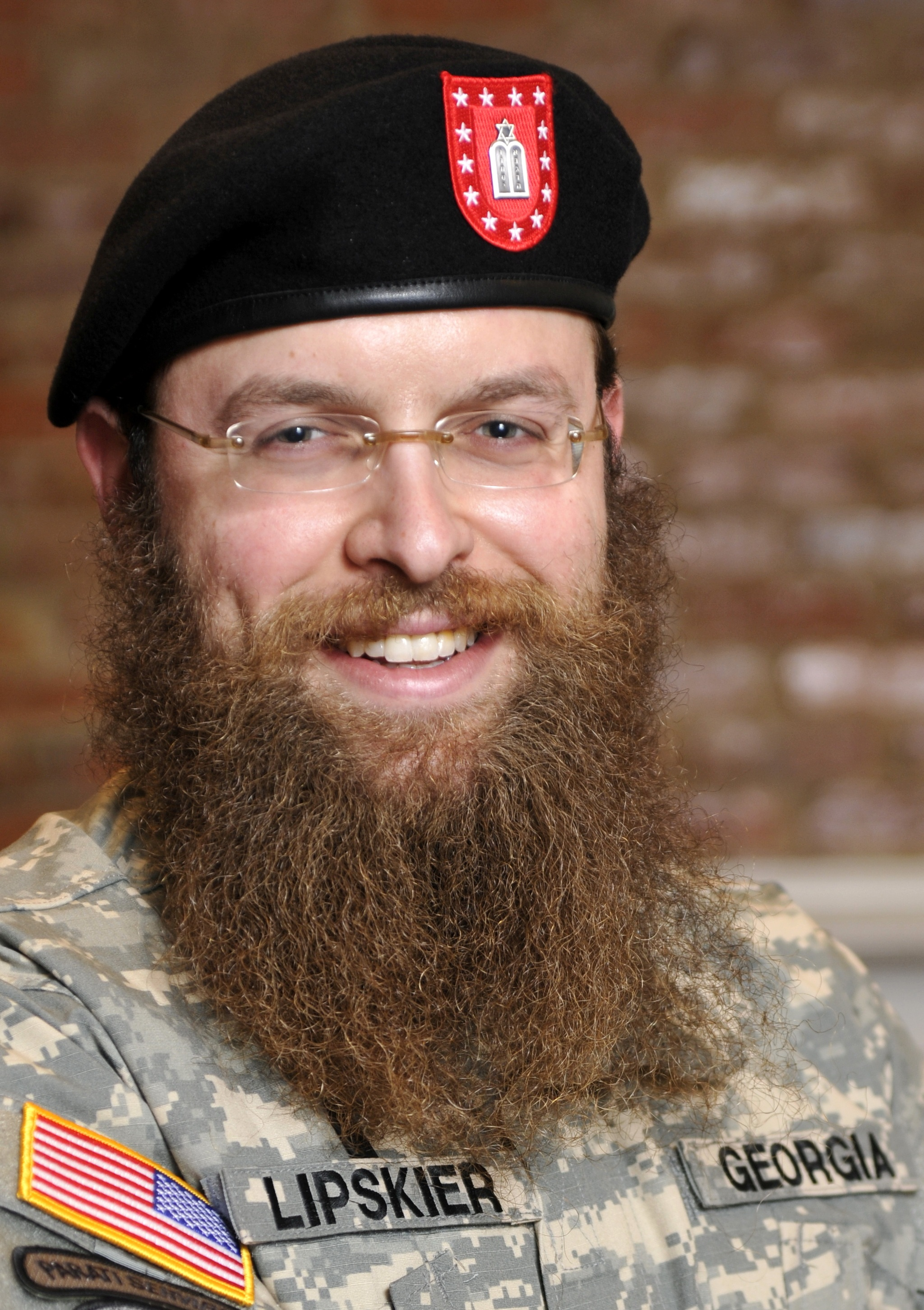
Người Do Thái đi lính Mỹ phục vụ cho tổ quốc Hoa Kỳ

Người Mỹ gốc Do Thái, hoặc người Do Thái Hoa Kỳ (tiếng Anh: American Jews hay Jewish Americans),  (Tiếng Do Thái: יהודי אמריקאי) là những ai vừa là người Mỹ vừa là người Do Thái dựa theo tôn giáo, dân tộc, và quốc tịch. Hiện nay thì cộng đồng người Do Thái ở nước Mỹ chủ yếu là Người Do Thái Ashkenazi chiếm 90% tổng dân số người Do Thái Mỹ. Đa số người Mỹ gốc Do Thái Ashkenazi sinh ra ở Hoa Kỳ. Cộng đồng người Do Thái Hoa Kỳ gìn giữ bảo tồn và phát huy các truyền thống văn hóa bản sắc dân tộc Do Thái, bao gồm các phong trào đa dạng của Do Thái Giáo.
Tùy theo định nghĩa tôn giáo và số liệu dân số khác nhau, Hoa Kỳ là quốc gia có cộng đồng người Do Thái lớn thứ nhất hay nhì trên thế giới, chỉ sau nước Israel. Năm 2012, dân số người Do Thái của Mỹ được ước tính từ 5,5 đến 8 triệu người, tùy thuộc vào định nghĩa của thuật ngữ, chiếm từ 1,7% đến 2,6% tổng dân số Hoa Kỳ.

## Lịch sử người Do Thái Hoa Kỳ

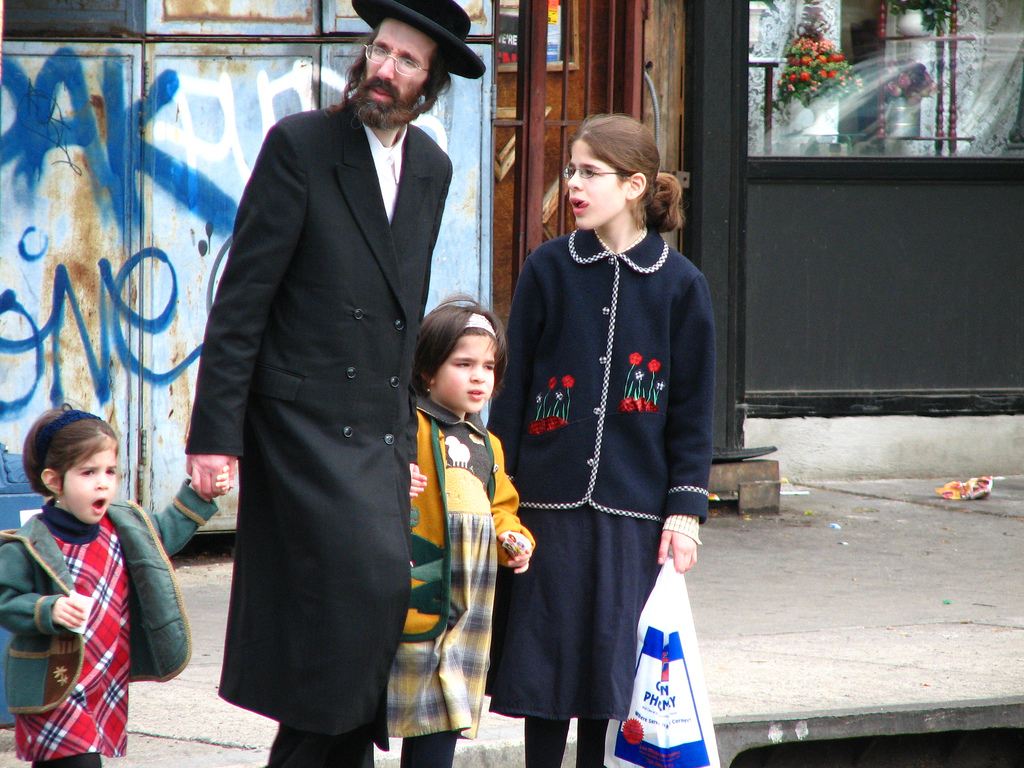
Một gia đình người Mỹ gốc Do Thái thuộc cộng đồng Do Thái Satmar ở Williamsburg quận Brooklyn tiểu bang New York

Người Do Thái đã có sinh sống tại Hoa Kỳ đến thời đại ngày nay là từ giữa thế kỷ XVII. Tuy nhiên, người Do Thái có dân số rất ít ỏi, với tối đa là khoảng 200-300 người đã di cứ đến Mỹ vào năm 1700. Phần lớn là những người nhập cư Do thái Sephardic, người gốc Tây Sephardic (còn gọi là người Do Thái Tây Ban Nha và người Do Thái Bồ Đào Nha), cho đến năm 1720 khi những Người Ashkenazi Do Thái từ Trung Âu và Đông Âu vượt trội chiếm ưu thế .
Đạo luật English Plantation Act 1740 lần đầu tiên cho phép người Do Thái trở thành công dân Anh và di cư đến các nước thuộc địa. Mặc dù một số người đã bị từ chối quyền bỏ phiếu hoặc giữ các chức vụ tại các địa phương, người Do Thái Sephardic đã trở nên tích cực trong các vấn đề cộng đồng trong những năm 1790, sau khi đạt được sự công bằng về quyền lợi chính trị ở năm tiểu bang, nơi họ có nhiều người nhất . Cho đến năm 1830, Charleston, Nam Carolina có nhiều người Do Thái hơn bất cứ nơi nào khác ở Bắc Mỹ. Người nhập cư Do Thái số lượng lớn bắt đầu vào thế kỷ XIX, vào giữa thế kỷ XIX, nhiều Người Ashkenazi Do Thái đến từ Đức, di dân sang Hoa Kỳ với số lượng lớn do luật bài Do Thái ở các quốc gia mà họ đã sinh ra . Người Do Thái chủ yếu trở thành thương nhân và ông chủ cửa hàng tiệm tạp hóa. Có khoảng 250.000 người Do Thái ở Hoa Kỳ vào năm 1880, nhiều người trong số họ là những người Do Thái có học vấn, và phần lớn là người Đức thế tục, mặc dù thiểu số là các gia đình người Do Thái Sephardic lớn tuổi nhưng vẫn còn có ảnh hưởng.
Người Do Thái di cư sang Hoa Kỳ gia tăng đáng kể vào đầu thập niên 1880, do hậu quả của khủng bố và những khó khăn về kinh tế ở các khu vực Đông Âu. Phần lớn những người nhập cư mới này là những người Do thái ở Ả rập Xê-út, mặc dù hầu hết là những người dân nghèo ở vùng nông thôn của Đế quốc Nga và Pale of Settlement, nằm ở Ba Lan, Lithuania, Belarus, Ukraine và Moldova. Trong cùng thời kỳ đó, số lượng lớn những Người Ashkenazi Do Thái cũng đã đến từ Galicia, thời kỳ đó là vùng đất nghèo nàn nhất của đế chế Austro-Hunger với một đô thị đông đảo người Do Thái, chủ yếu do các lý do kinh tế. Nhiều người Do Thái cũng di cư từ Romania. Hơn 2.000.000 người Do Thái đã hạ cánh giữa cuối thế kỷ XIX và 1924, khi Đạo luật nhập cư năm 1924 đã hạn chế dân nhập cư. Hầu hết dân định cư ở khu vực đô thị New York, thiết lập những địa bàn chủ yếu cho người Do Thái trên toàn thế giới. Năm 1915, việc phát hành các tờ báo Yiddish hằng ngày chỉ là nửa triệu ở thành phố New York và 600,000 trên toàn quốc gia. Ngoài ra, hàng ngàn người đăng ký nhiều tờ báo hàng tuần và nhiều tạp chí.

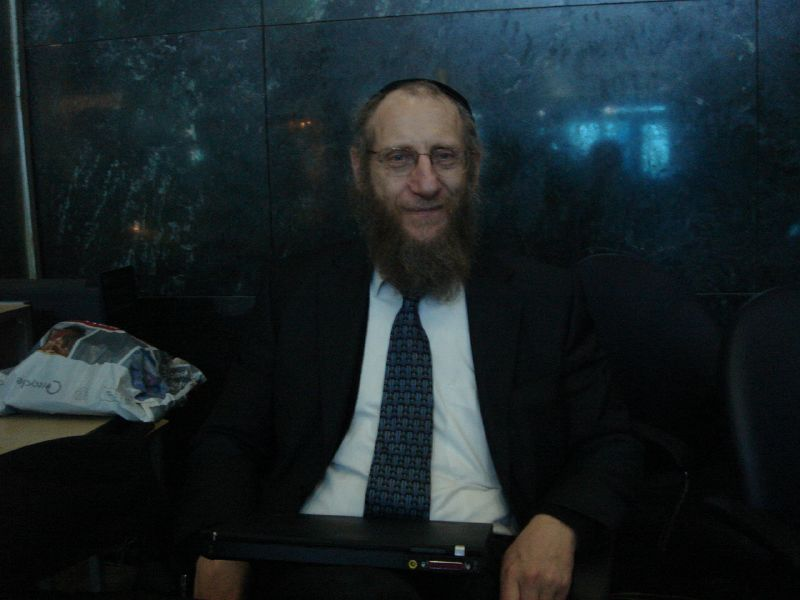
Người Do Thái Ashkenazi

Vào đầu thế kỷ XX, những người Do Thái chân ướt chân ráo này đã xây dựng các mạng lưới hỗ trợ gồm nhiều nhà nhà thờ Do Thái và Người Ashkenazi Do Thái Landsmannschaften (Tiếng Đức cho "Bang hội người đồng hương") cho người Do thái ở cùng một thị trấn hoặc làng xã. Các nhà văn Do thái Mỹ thời đó đã thúc giục sự đồng hóa và hội nhập vào nền văn hoá Mỹ rộng lớn, và người Do Thái nhanh chóng trở thành một phần của cuộc sống Mỹ. 500.000 người Do Thái Mỹ (hoặc một nửa số nam giới Do Thái từ 18 đến 50 tuổi) đã chiến đấu trong Chiến tranh thế giới II, và sau khi chiến tranh kết thúc các gia đình Do Thái con nhà lính trẻ tuổi bắt đầu có xu hướng ra ngoại thành sinh sống. Ở đó, người Do Thái đã trở nên đồng hóa và chứng minh rằng hôn nhân khác chủng tộc đang phát triển. Các vùng ngoại ô tạo thuận lợi cho việc hình thành các trung tâm mới vì tỷ lệ nhập học của các sinh viên Do Thái tăng hơn gấp đôi giữa cuối Thế Chiến II và giữa những năm 1950, trong khi liên minh giáo hội tăng từ 20% năm 1930 lên 60% vào năm 1960; tăng trưởng nhanh nhất trong Cải cách, và đặc biệt là các bộ lạc truyền thống. Những làn sóng di cư Do Thái gần đây từ Nga và các khu vực khác đã tham gia vào phần lớn cộng đồng người Mỹ gốc Do Thái.
Người Mỹ gốc Do Thái đã thành công trong nhiều lĩnh vực và nhiều khía cạnh trong những năm qua . Cộng đồng người Do Thái ở Mỹ đã xuất phát từ tầng lớp thiểu số thấp hơn, với phần lớn các nghiên cứu cho thấy 80% người Do Thái đã trở thành những người lao động chân tay được sử dụng trước chiến tranh thế giới thứ nhất và phần lớn các lĩnh vực cấm họ hành nghề  cho đến khi trở thành một chủng tộc có những người giàu nhất hoặc những người giàu nhất nhì ở Hoa Kỳ trong 40 năm qua về số doanh thu trung bình hàng năm, với nồng độ rất cao trong các học viện và các lĩnh vực khác, và ngày nay người Do Thái có thu nhập bình quân đầu người cao nhất so với bất kỳ các nhóm chủng tộc khác ở Hoa Kỳ, và số tiền mà người Do Thái kiếm được gấp đôi những người Mỹ không mang gốc gác dòng máu Do Thái.

### Bản sắc dân tộc Do Thái

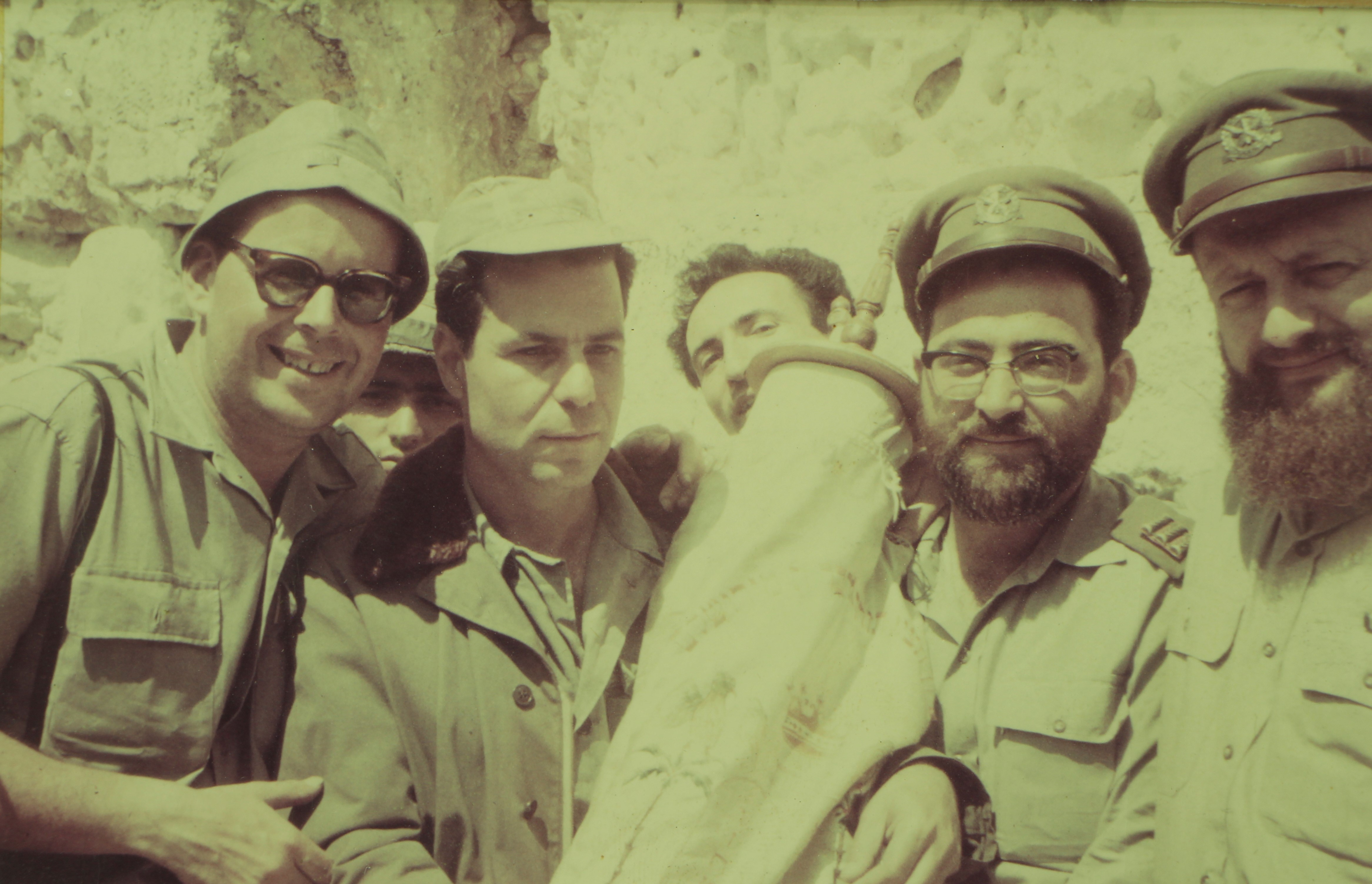
Người Do Thái ở Bức tường phương Tây trong chiến tranh Sáu ngày

Các học giả tranh luận liệu những trải nghiệm lịch sử thuận lợi cho người Do Thái ở Hoa Kỳ là một trải nghiệm độc đáo là để xác nhận chủ nghĩa ngoại lệ Hoa Kỳ
Korelitz (1996) cho thấy người Mỹ gốc Do Thái trong những năm cuối của thế kỷ XIX và đầu thế kỷ XX đã từ bỏ định nghĩa về chủng tộc Do Thái và chuyển định nghĩa đó sang thành sắc tộc. Chìa khóa để hiểu sự chuyển đổi này từ việc tự định nghĩa chủng tộc Do Thái sang một dân tộc văn hoá Do Thái có thể được tìm thấy trong "Menorah Journal" từ năm 1915 đến năm 1925. Trong thời gian này, những người đóng góp cho Menorah đã thúc đẩy quan điểm văn hoá, tôn giáo, và các góc nhìn khác về người Do Thái hơn là chủng tộc Do Thái trong một thế giới đang áp đảo và hấp thụ sự độc đáo của bản sắc Do Thái. Tạp chí đại diện cho những lý tưởng của phong trào menorah được Horace M. Kallen và những người khác thành lập để thúc đẩy sự phục hồi trong bản sắc văn hoá của người Do Thái và chống lại ý tưởng về chủng tộc như là một phương tiện để xác định căn tính dân tộc.
Sau năm 1960, những kỷ niệm của Holocaust, cùng với cuộc Chiến tranh Sáu ngày vào năm 1967 đã có những tác động lớn đến việc tạo dựng bản sắc dân tộc Do Thái. Một số người cho rằng Holocaust cung cấp cho người Do Thái một lý do để phân biệt chủng tộc cho người Do Thái tại một thời điểm khi mà các dân tộc thiểu số khác cũng đang khẳng định chính bản thân họ.

### Chính trị
| Bầu cử năm | Ứng cử viên của Đảng Dân Chủ | % của phiếu bầu cử của người Do Thái | Kết quả |
| ---------- | ---------------------------- | ------------------------------------ | ------- |
| 1916       | Woodrow Wilson               | 55                                   | Thắng   |
| 1920       | James M. Cox                 | 19                                   | Thua    |
| 1924       | John W. Davis                | 51                                   | Thua    |
| 1928       | Al Smith                     | 72                                   | Thua    |
| 1932       | Franklin D. Roosevelt        | 82                                   | Thắng   |
| 1936       | Franklin D. Roosevelt        | 85                                   | Thắng   |
| 1940       | Franklin D. Roosevelt        | 90                                   | Thắng   |
| 1944       | Franklin D. Roosevelt        | 90                                   | Thắng   |
| 1948       | Harry Truman                 | 75                                   | Thắng   |
| 1952       | Adlai Stevenson              | 64                                   | Thua    |
| 1956       | Adlai Stevenson              | 60                                   | Thua    |
| 1960       | John F. Kennedy              | 82                                   | Thắng   |
| 1964       | Lyndon B. Johnson            | 90                                   | Thắng   |
| 1968       | Hubert Humphrey              | 81                                   | Thua    |
| 1972       | George McGovern              | 65                                   | Thua    |
| 1976       | Jimmy Carter                 | 71                                   | Thắng   |
| 1980       | Jimmy Carter                 | 45                                   | Thua    |
| 1984       | Walter Mondale               | 67                                   | Thua    |
| 1988       | Michael Dukakis              | 64                                   | Thua    |
| 1992       | Bill Clinton                 | 80                                   | Thắng   |
| 1996       | Bill Clinton                 | 78                                   | Thắng   |
| 2000       | Al Gore                      | 79                                   | Thua    |
| 2004       | John Kerry                   | 76                                   | Thua    |
| 2008       | Barack Obama                 | 78                                   | Thắng   |
| 2012       | Barack Obama                 | 68                                   | Thắng   |
| 2016       | Hillary Clinton              | 71                                   | Thua    |

Tại thành phố New York, trong khi cộng đồng người Đức gốc Do Thái xây dựng khu thành thị thượng lưu giàu sang, càng có nhiều người Do Thái di cư từ Đông Âu phải đối mặt với các căng thẳng ở các khu trung tâm thành phố với nhưng người láng giềng người Công giáo người Ái Nhĩ Lan và người Đức, đặc biệt là người Công giáo Ái Nhĩ Lan đã kiểm soát Chính trị Đảng Dân chủ  tại thời điểm đó. Người Do Thái thành công trong việc kinh doanh hàng may mặc quần áo và trong các công đoàn ở New York. Vào những năm 1930, người Do Thái là một nhân tố chính trị quan trọng ở New York, với sự hỗ trợ mạnh mẽ cho các chương trình tự do nhất của Tân Giao dịch. Người Do Thái tiếp tục là một phần quan trọng của Liên minh Tân Hợp đồng, đặc biệt ủng hộ Phong trào Quyền Công dân. Tuy nhiên, vào giữa những năm 1960, phong trào Đen đã gây ra sự tách biệt ngày càng tăng giữa người Mỹ gốc Phi và người Do Thái, mặc dù cả hai nhóm này vẫn vững chắc trong Trại Dân chủ .
Trong khi những người Do Thái gốc Đức có khuynh hướng bảo thủ về chính trị, thì làn sóng người Do Thái từ Đông Âu bắt đầu vào đầu những năm 1880, thường là cánh tả và tự do hơn và trở thành đa số trong chính trị . Nhiều người đến Mỹ với kinh nghiệm trong các phong trào xã hội chủ nghĩa, vô chính phủ và cộng sản cũng như Đảng lao động, xuất phát từ Đông Âu. Nhiều người Do Thái đã lên đến các vị trí lãnh đạo trong phong trào lao động Mỹ vào đầu thế kỷ XX và đã giúp tạo ra các nghiệp đoàn đóng một vai trò quan trọng trong chính trị cánh tả, và sau năm 1936, trong chính trị Đảng Dân chủ .
Mặc dù người Mỹ gốc Do Thái thường dựa vào đảng Cộng hòa vào nửa sau của thế kỷ XIX, phần lớn đa số bầu cử Đảng Dân chủ ít nhất là vào năm 1916, khi họ giành được 55% phiếu của Woodrow Wilson.
Với cuộc bầu cử Franklin D. Roosevelt, người Mỹ gốc Do Thái đã bỏ phiếu bình chọn hầu hết vào Đảng Dân chủ. Họ đã bỏ phiếu cho Roosevelt 90% trong cuộc bầu cử năm 1940, và năm 1944, có nhiều người Do Thái hỗ trợ nhất. Trong cuộc bầu cử năm 1948, sự ủng hộ của người Do Thái đối với đảng Dân chủ Harry S. Truman đã giảm đến 75%, với 15% ủng hộ Đảng cấp tiến . Do cuộc vận động hành lang, và niềm hy vọng cạnh tranh lấy lòng người Do Thái cho cuộc bỏ phiếu, cả hai nền tảng chính của đảng ủng hộ chủ nghĩa Zion từ năm 1944  và ủng hộ việc thành lập một nhà nước Do Thái; điều đó đã rõ ràng có ít hiệu quả, tuy nhiên với 90% vẫn bỏ phiếu khác cho đảng khác hơn là đảng Cộng hòa. Trong mỗi cuộc bầu cử, kể từ năm 1980, không ứng cử viên tổng thống nào của đảng Dân chủ thắng cử với ít hơn 67% phiếu bầu của người Do Thái. (Năm 1980, Carter đã giành được 45% phiếu bầu của người Do Thái.)
Trong các cuộc bầu cử năm 1952 và 1956, người Do Thái đã bỏ phiếu cho đảng Dân chủ Adlai Stevenson từ 60% trở lên, trong khi Tướng Eisenhower giành được 40% phiếu bầu; sự thể hiện tốt nhất cho đến nay cho đảng Cộng hòa kể từ khi Harding 43% vào năm 1920. Năm 1960, 83% bỏ phiếu cho đảng Dân chủ John F. Kennedy chống lại Richard Nixon, và năm 1964, 90% người Do Thái Mỹ đã bỏ phiếu cho Lyndon Johnson, đối thủ của đảng Cộng hòa, thủ lĩnh đảng bảo thủ Barry Goldwater. Hubert Humphrey đã giành được 81% phiếu của người Do Thái trong các cuộc bầu cử năm 1968, trong sự thất bại tranh cử tổng thống của ông cạnh tranh với Richard Nixon.

### Tham gia vào các phong trào đòi quyền lợi cho công dân
Các thành viên của cộng đồng người Do Thái Mỹ đã có những thành viên nổi bật trong các phong trào đòi quyền lợi công dân. Vào giữa thế kỷ XX, có các người Do Thái Mỹ, những người đã tham gia tích cực nhất trong các phong trào đòi quyền lợi Công dân và những phong trào nữ quyền. Một số người Do Thái Hoa Kỳ cũng là những nhân vật tích cực trong cuộc đấu tranh cho các quyền của người đồng tính luyến ái LGBT ở Mỹ.
Joachim Prinz, chủ tịch của Đại hội Do thái Mỹ, đã nêu ra những điều sau đây khi ông phát biểu từ bục giảng tại Lincoln Memorial trong tháng nổi tiếng Washington vào ngày 28 tháng 8 năm 1963: "Như những người Do Thái, chúng tôi mang đến cuộc biểu tình tuyệt vời này, trong đó hàng ngàn người trong chúng ta tự hào tham gia, trải nghiệm hai mặt - một trong những tinh thần và một trong lịch sử của chúng ta... Từ kinh nghiệm lịch sử của người Do Thái trong ba năm rưỡi, chúng ta nói: lịch sử cổ đại của chúng ta bắt đầu bằng chế độ nô lệ và khao khát tự do. Dân tộc tôi đã sống hàng ngàn năm ở các khu phố ghê tởm của châu Âu... Đó là vì những lý do này mà không chỉ đơn thuần cảm thông và từ bi đối với những người da đen ở Mỹ đang thúc đẩy chúng ta, đó là tất cả và vượt ra ngoài tất cả những cảm tình và cảm xúc, cảm giác nhận dạng hoàn toàn và tình đoàn kết sinh ra từ kinh nghiệm lịch sử đau đớn của chúng ta.

### Cuộc diệt chủng Do Thái
Nạn diệt chủng Do Thái Holocaust đã có một ảnh hưởng sâu sắc đến cộng đồng người Do Thái Hoa Kỳ, đặc biệt là sau năm 1960, khi người Do Thái cố gắng hiểu được những gì đã xảy ra, và đặc biệt là để tưởng nhớ và đối phó với nó khi nhìn về tương lai. Abraham Joshua Heschel đã tóm tắt tình trạng tiến thoái lưỡng nan này khi ông cố gắng hiểu Auschwitz: "Để cố gắng trả lời là phải phạm một lời báng bổ cực đoan, Israel cho phép chúng ta chịu đựng nỗi đau đớn của Auschwitz mà không có sự thất vọng triệt để, để khám phá ra sự rực rỡ của Thiên Chúa Trời trong những khu rừng rậm rạp của lịch sử.

### Các vấn đề quốc tế
Chủ nghĩa phục quốc Do Thái trở thành một phong trào tổ chức chuyên nghiệp ở Hoa Kỳ với sự tham gia của các nhà lãnh đạo như Louis Brandeis và lời hứa của dân tộc Anh về quê hương Do Thái trong Tuyên bố Balfour năm 1917. Những người Mỹ Do Thái đã tổ chức các vụ tẩy chay hàng hóa của người Đức trong những năm 1930 nhằm phản đối luật lệ của Đức Quốc Xã Nazi tại Đức. Các chính sách cánh tả trong nước của Franklin D. Roosevelt đã nhận được sự ủng hộ mạnh mẽ từ người Do Thái trong những năm 1930 và 1940, cũng như chính sách đối ngoại chống lại Đức Quốc Xã và việc thúc đẩy Liên Hợp Quốc. Sự ủng hộ chính trị cho chủ nghĩa Zion trong thời kỳ này, dù đang tăng lên, vẫn là một ý kiến thiểu số trong số những người Do Thái ở Đức cho đến khoảng năm 1944-45, khi những tin đồn và báo cáo đầu tiên về vụ giết người hàng loạt có tính hệ thống đối với người Do Thái ở nước Đức và những quốc gia bị chiếm đóng bởi Đức trở nên nổi tiếng giải về các trại tập trung của Đức Quốc Xã và các trại diệt chủng người Do Thái. Sự ra đời của Israel vào năm 1948 đã làm Trung Đông trở thành trung tâm của mọi sự chú ý; sự công nhận quốc gia Israel bởi chính phủ Hoa Kỳ (sau các phản đối của những người Mỹ ly khai) là một dấu hiệu của sự ủng hộ và ảnh hưởng nội tại của nó.
Sự quan tâm này ban đầu được dựa trên một ái lực tự nhiên về tôn giáo để hỗ trợ cho Israel trong cộng đồng Do Thái. Sự chú ý này cũng là do các xung đột tiếp theo chưa được giải quyết liên quan đến việc thành lập nhà nước Israel và chủ nghĩa Sion. Một cuộc tranh luận nội bộ sống động đã bắt đầu, sau Chiến tranh Sáu ngày. Cộng đồng người Mỹ gốc Do Thái gây chia rẽ dù có đồng ý với phản ứng của Israel hay không; đại đa số đã chấp nhận chiến tranh khi cần thiết. Một sự căng thẳng tồn tại đặc biệt là đối với một số người Do Thái cánh tả, những người coi quốc gia Israel là quá chống lại Liên Xô và chống lại Palestine.

## Nhân khẩu

Phần trăm của dân số Do Thái ở Mỹ năm 2000.

Dân số Do Thái của Hoa Kỳ là lớn nhất thế giới, hoặc thứ hai so với dân số Do Thái của Israel, tùy thuộc vào nguồn và phương pháp được sử dụng để đo lường.
Con số dân số chính xác thay đổi tùy thuộc vào việc người Do Thái được tính dựa trên cân nhắc về luật Do thái halakhic hay các nhân tố nhận dạng thế tục, chính trị và nguốn gốc tổ tiên. Có khoảng 4 triệu tín đồ Do thái giáo ở Hoa Kỳ vào năm 2001, khoảng 1,4% dân số Hoa Kỳ. Theo Cơ quan Do Thái, trong năm 2017, Israel có 6.4 triệu người Do Thái (49.1% dân số Do Thái trên thế giới), trong khi Hoa Kỳ có 5.3 triệu người Do Thái (40.2%).

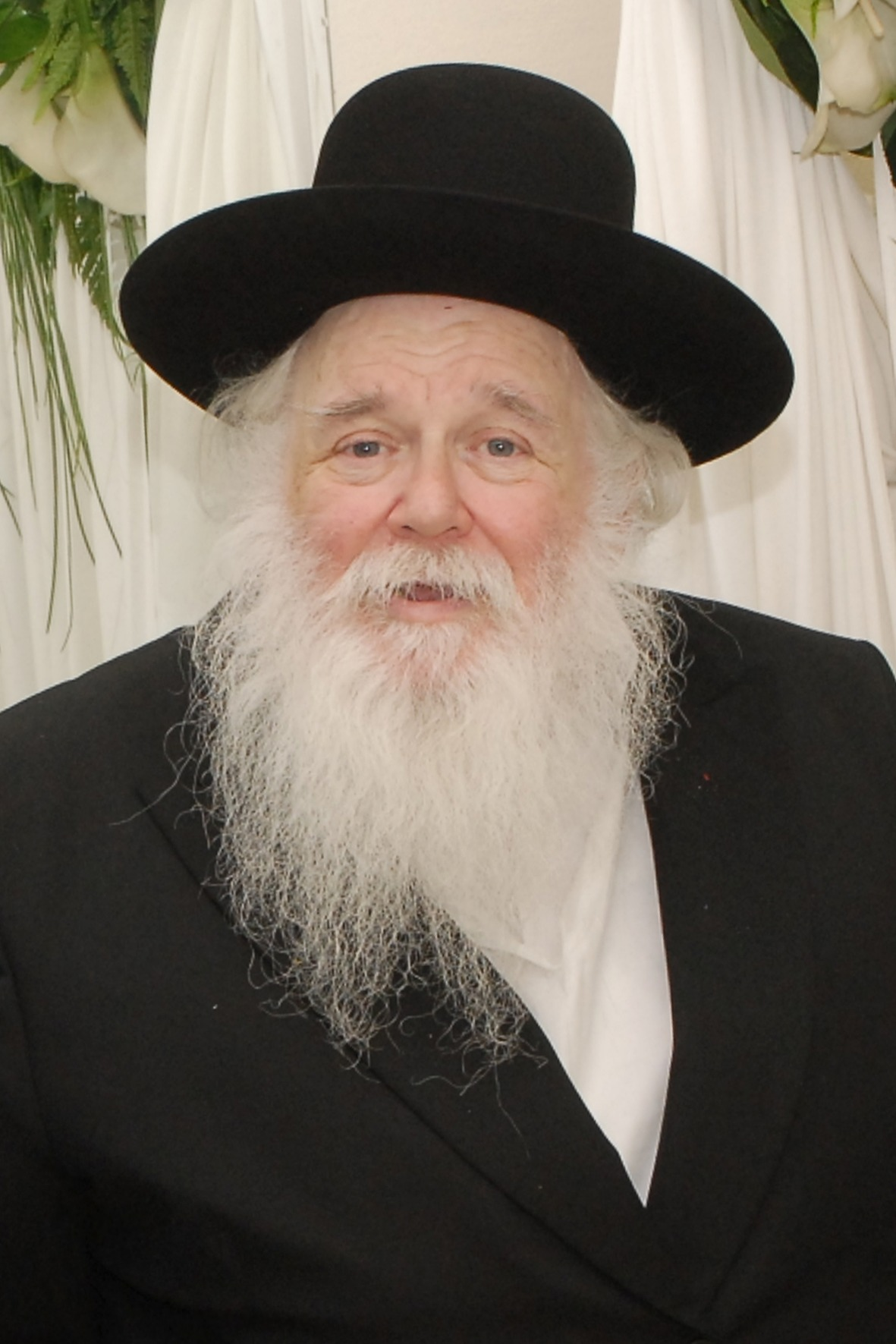
Người Do Thái cao tuổi trong quần áo truyền thống tôn giáo

Năm 2012, các nhà nhân khẩu học ước tính dân số người Do Thái ở Mỹ (bao gồm cả tôn giáo và vô tôn giáo) là 5.425.000 (hoặc 1,73% dân số Hoa Kỳ vào năm 2012), trích dẫn các thất bại về phương pháp luận trong các ước tính cao hơn trước đó . Các nguồn tin khác nói rằng con số này là khoảng 6,5 triệu.
Cuộc khảo sát dân số người Do Thái của người Do Thái đã đặt con số người Do Thái ở Mỹ là 6.4 triệu người, chiếm khoảng 2,1% tổng dân số. Con số này cao hơn đáng kể so với ước tính khảo sát quy mô lớn trước đây, được thực hiện bởi ước tính Dân số Do Thái năm 2000-2001 ước tính khoảng 5.2 triệu người Do Thái. Một nghiên cứu năm 2007 của Viện Nghiên cứu Xã hội Steinhardt (SSRI) tại Đại học Brandeis cho thấy những bằng chứng cho biết cả hai con số này có thể bị đánh giá thấp với 7,7 triệu người Mỹ gốc Do Thái có tiềm năng  Tuy nhiên, những ước tính cao hơn này được đưa ra bằng cách bao gồm tất cả các thành viên trong gia đình không phải là người Do Thái và các thành viên gia đình, chứ không phải là những cá nhân được khảo sát.
Dân số người Mỹ gốc Do Thái có nét đặc trưng về dân số theo thành phần dân số già hóa và tỷ lệ sinh đẻ rất thấp đáng kể so với các thế hệ thay thế.
Những Người Ashkenazi Do Thái, là những người hiện nay chiếm phần lớn đa số của người Do Thái Mỹ, định cư đầu tiên và ở trong và sinh sống xung quanh thành phố New York; trong những thập kỷ gần đây nhiều người đã chuyển đến Miami, Los Angeles và các khu vực đô thị lớn khác ở Nam và Tây. Các khu đô thị của thành phố New York, Los Angeles, và Miami có gần ¼ người Do Thái trên thế giới.
Khảo sát Dân số Do Thái năm 1990 đã thăm dò 4,5 triệu người Do Thái trưởng thành xác định danh tính của họ. Tổng số quốc gia cho thấy 38% liên kết với truyền thống Cải cách, 35% là Bảo thủ, 6% là Chính thống giáo, 1% là người tái cấu trúc, 10% liên kết với một số truyền thống khác, và 10% nói họ chỉ là người Do Thái. Năm 2013, cuộc khảo sát dân số Do Thái của Pew Research cho thấy có 35% người Do Thái ở Mỹ là cải cách, 18% là người bảo thủ, 10% là người Chính thống giáo, 6% thuộc các giáo phái khác, và 30% không đồng nhất với một giáo phái .

### Chủng tộc của người Mỹ gốc Do Thái

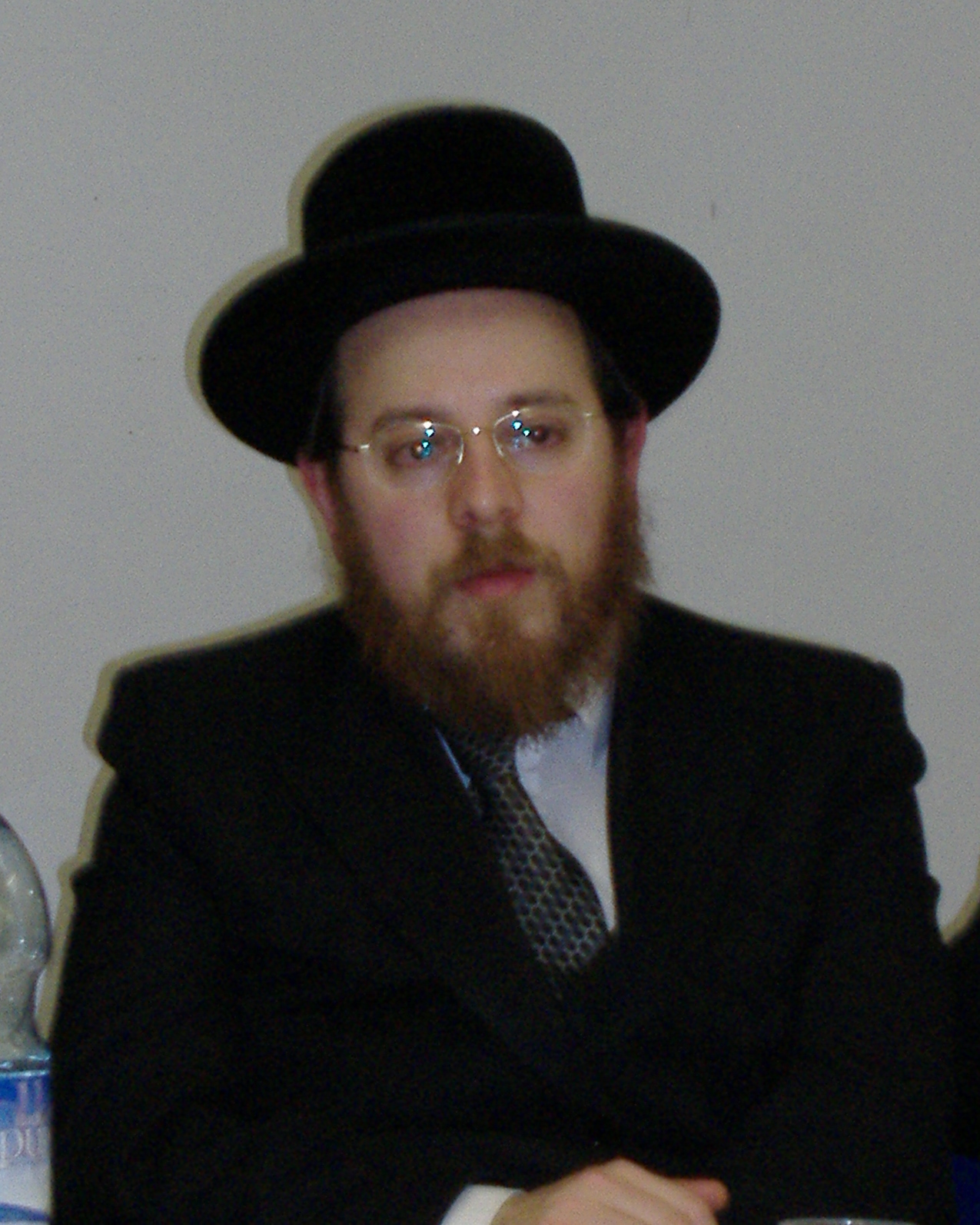
Người da trắng gốc Do Thái hay người Do Thái da trắng

Đa số những người Do Thái ở Mỹ là người Da Trắng. Trong năm 2013, khảo sát về người Mỹ gốc Do Thái của Trung tâm nghiên cứu Pew Research Center cho biết hơn 90% người Do Thái trả lời cuộc khảo sát cho thấy họ không phải là người da màu, 2% là người da đen, 3% là người Mỹ gốc Tây Ban Nha và 2% nguồn gốc khác.
Mặc dù đa số người Mỹ gốc Do Thái tự xác định bản thân họ là người da trắng. Tuy nhiên bản sắc người da trắng vẫn có một số người Do Thái trong cộng đồng Do Thái vẫn còn gây tranh cãi trong nội bộ với nhau.
Đồng thời, một số nhà bình luận đã nhận thấy rằng "nhiều người Do Thái Mỹ vẫn giữ được sự mơ hồ về tính chất bản sắc người da trắng". Karen Brodkin giải thích rằng sự mơ hồ này có nguồn gốc từ những lo lắng về sự mất gốc Do Thái, đặc biệt là ở ngoài giới tinh hoa trí tuệ học giả trí thức . Tương tự như vậy, Kenneth Marcus quan sát một số hiện tượng văn hóa lưỡng lự được ghi nhận bởi các học giả khác, và kết luận rằng "tính chất người da trắng đã không được xác định dứt khoát việc xây dựng chủng tộc của người Do Thái Mỹ" . Mối quan hệ giữa người Do Thái Mỹ và đa số những người tự coi bản thân mình là người da trắng tiếp tục được miêu tả là "phức tạp" .

### Người Do Thái Mỹ gốc phi và người Châu Phi gốc Do Thái

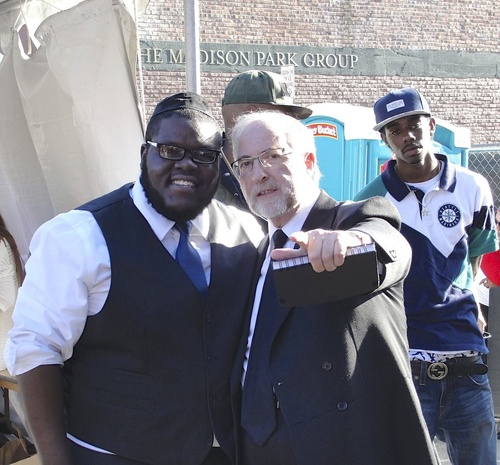
Người Do Thái Mỹ gốc Phi và người Do Thái da trắng Ashkenazi từ trái sang phải

Cộng đồng người Mỹ gốc Do Thái bao gồm người Do Thái Mỹ gốc Phi Châu và những người Mỹ gốc Do Thái khác gốc Châu Phi, định nghĩa này loại trừ người Mỹ Do Thái Bắc Phi, những người hiện đang theo Điều tra Dân số Hoa Kỳ là người da trắng (mặc dù một loại mới đã được Cục Điều tra Dân số đề xuất cho năm 2020 điều tra dân số). Ước tính số người Do Thái Mỹ gốc Phi ở Hoa Kỳ từ 20.000  đến 200.000 . Người Do thái gốc Phi Châu thuộc về tất cả các môn phái người Do Thái ở Mỹ. Giống như những người Do Thái da trắng, một số người Do Thái da đen là người vô thần.
Những người Do Thái Phi châu nổi tiếng bao gồm Lisa Bonet, Sammy Davis, Jr., Rashida Jones, Yaphet Kotto, Jordan Farmar, Taylor Mays, và rabbis Capers Funnye và Alysa Stanton.
Mối quan hệ giữa người Do Thái Mỹ gốc Phi Châu và những người Mỹ Do Thái khác thường là thân mật. Tuy nhiên, có những bất đồng với một thiểu số cụ thể của cộng đồng Black Hebrew Israelites từ những người Mỹ gốc Phi xem bản thân họ là người Do Thái, nhưng những người khác không phải là người Do Thái, họ xem chính bản thân họ là con cháu thật sự của dân tộc Do Thái cổ đại. Black Hebrew Israelites thường không được coi là thành viên của cộng đồng Do Thái chủ đạo, vì họ chưa chính thức chuyển đổi sang đạo Do thái giáo, và cũng không liên quan gì đến sắc tộc với người Do Thái khác. Một nhóm khác cũng tương tự như vậy, nhóm African Hebrew Israelites of Jerusalem, đã di cư đến Israel và được cấp giấy phép thường trú nhân vĩnh viễn tại nơi đó.

### Ví trị địa lý
Theo một nghiên cứu được xuất bản bởi các nhà nhân khẩu học và các nhà xã hội học Ira Sheskin và Arnold Dashefsky, sự phân bố dân số Do Thái vào năm 2015 như sau:
| Tiểu Bang/lãnh thổ   | Người Do Thái Hoa Kỳ (2015) | Phần trăm |
| -------------------- | --------------------------- | --------- |
| Alabama              | 8,800                       | 0.18%     |
| Alaska               | 6,175                       | 0.84%     |
| Arizona              | 106,300                     | 1.58%     |
| Arkansas             | 1,725                       | 0.06%     |
| California           | 1,232,690                   | 3.18%     |
| Colorado             | 103,020                     | 1.92%     |
| Connecticut          | 117,850                     | 3.28%     |
| Delaware             | 15,100                      | 1.61%     |
| District of Columbia | 28,000                      | 4.25%     |
| Florida              | 651,510                     | 3.28%     |
| Georgia              | 128,420                     | 1.27%     |
| Hawaii               | 7,280                       | 0.51%     |
| Idaho                | 2,225                       | 0.14%     |
| Illinois             | 297,435                     | 2.31%     |
| Indiana              | 17,220                      | 0.26%     |
| Iowa                 | 6,170                       | 0.20%     |
| Kansas               | 17,425                      | 0.60%     |
| Kentucky             | 11,300                      | 0.26%     |
| Louisiana            | 10,675                      | 0.23%     |
| Maine                | 13,890                      | 1.04%     |
| Maryland             | 238,200                     | 3.99%     |
| Massachusetts        | 274,680                     | 4.07%     |
| Michigan             | 83,155                      | 0.84%     |
| Minnesota            | 45,750                      | 0.84%     |
| Mississippi          | 1,575                       | 0.05%     |
| Missouri             | 64,275                      | 1.06%     |
| Montana              | 1,350                       | 0.13%     |
| Nebraska             | 6,150                       | 0.33%     |
| Nevada               | 76,300                      | 2.69%     |
| New Hampshire        | 10,120                      | 0.76%     |
| New Jersey           | 523,950                     | 5.86%     |
| New Mexico           | 12,725                      | 0.61%     |
| New York             | 1,759,570                   | 8.91%     |
| North Carolina       | 35,435                      | 0.36%     |
| North Dakota         | 400                         | 0.05%     |
| Ohio                 | 147,715                     | 1.27%     |
| Oklahoma             | 4,625                       | 0.12%     |
| Oregon               | 40,650                      | 1.02%     |
| Pennsylvania         | 293,240                     | 2.29%     |
| Rhode Island         | 18,750                      | 1.78%     |
| South Carolina       | 13,820                      | 0.29%     |
| South Dakota         | 250                         | 0.03%     |
| Tennessee            | 19,600                      | 0.30%     |
| Texas                | 158,505                     | 0.59%     |
| Utah                 | 5,650                       | 0.19%     |
| Vermont              | 5,985                       | 0.96%     |
| Virginia             | 95,695                      | 1.15%     |
| Washington           | 72,085                      | 1.02%     |
| West Virginia        | 2,310                       | 0.12%     |
| Wisconsin            | 33,055                      | 0.57%     |
| Wyoming              | 1,150                       | 0.20%     |
| Tổng cộng            | 6,829,930                   | 2.14%     |

### Những trung tâm đông đảo người Do Thái
| Xếp hạng | Xếp hạng | Khu đô thị    | Số lượng người Do Thái | Số lượng người Do Thái |
| (WJC)    | (ARDA)   | Khu đô thị    | (WJC)                  | (ASARB)                |
| -------- | -------- | ------------- | ---------------------- | ---------------------- |
| 1        | 1        | New York City | 1,750,000              | 2,028,200              |
| 2        | 3        | Miami         | 535,000                | 337,000                |
| 3        | 2        | Los Angeles   | 490,000                | 662,450                |
| 4        | 4        | Philadelphia  | 254,000                | 285,950                |
| 5        | 6        | Chicago       | 248,000                | 265,400                |
| 6        | 8        | San Francisco | 210,000                | 218,700                |
| 7        | 7        | Boston        | 208,000                | 261,100                |
| 8        | 5        | Baltimore     | 165,000                | 276,445                |

| Xếp Hạng | Tiểu Bang            | Phần trăm người Do Thái |
| -------- | -------------------- | ----------------------- |
| 1        | New York             | 8.91                    |
| 2        | New Jersey           | 5.86                    |
| 3        | District of Columbia | 4.25                    |
| 4        | Massachusetts        | 4.07                    |
| 5        | Maryland             | 3.99                    |
| 6        | Florida              | 3.28                    |
| 7        | Connecticut          | 3.28                    |
| 8        | California           | 3.18                    |
| 9        | Nevada               | 2.69                    |
| 10       | Illinois             | 2.31                    |
| 11       | Pennsylvania         | 2.29                    |

### Sự phân bố của người Do Thái Mỹ
Theo Ngân hàng Dữ liệu Do Thái Bắc Mỹ  104 quận và các thành phố độc lập tính đến năm 2011 với các cộng đồng Do Thái lớn nhất, theo tỷ lệ dân số là:
|    | Quận                              | Do Thái dân số | % tổng cộng |
| 1  | Rockland County, New York         | 91,300         | 29.3%       |
| 2  | Kings County, New York            | 561,000        | 22.4%       |
| 3  | Nassau County, New York           | 230,000        | 17.2%       |
| 4  | Palm Beach County, Florida        | 208,850        | 15.8%       |
| 5  | New York County, New York         | 240,000        | 15.1%       |
| 6  | Westchester County, New York      | 136,000        | 14.3%       |
| 7  | Montgomery County, Maryland       | 113,000        | 11.6%       |
| 8  | Ocean County, New Jersey          | 61,500         | 10.7%       |
| 9  | Marin County, California          | 26,100         | 10.3%       |
| 10 | Bergen County, New Jersey         | 92,500         | 10.2%       |
| 10 | Monmouth County, New Jersey       | 64,000         | 10.2%       |
| 12 | Broward County, Florida           | 170,700        | 9.8%        |
| 13 | Sullivan County, New York         | 7,425          | 9.6%        |
| 14 | Norfolk County, Massachusetts     | 63,600         | 9.5%        |
| 15 | Queens County, New York           | 198,000        | 8.9%        |
| 16 | Orange County, New York           | 32,300         | 8.7%        |
| 17 | Alpine County, California         | 101            | 8.6%        |
| 18 | San Francisco County, California  | 65,800         | 8.2%        |
| 19 | Montgomery County, Pennsylvania   | 64,500         | 8.1%        |
| 20 | Middlesex County, Massachusetts   | 113,800        | 7.6%        |
| 21 | Baltimore County, Maryland        | 60,000         | 7.5%        |
| 22 | Lake County, Illinois             | 51,300         | 7.3%        |
| 22 | Richmond County, New York         | 34,000         | 7.3%        |
| 24 | Santa Clara County, California    | 128,000        | 7.2%        |
| 25 | Arlington County, Virginia        | 14,000         | 6.7%        |
| 25 | San Mateo County, California      | 47,800         | 6.7%        |
| 27 | Bucks County, Pennsylvania        | 41,400         | 6.6%        |
| 27 | Ventura County, California        | 54,000         | 6.6%        |
| 29 | Middlesex County, New Jersey      | 52,000         | 6.4%        |
| 30 | Camden County, New Jersey         | 32,100         | 6.2%        |
| 30 | Essex County, New Jersey          | 48,800         | 6.2%        |
| 32 | Falls Church, Virginia            | 750            | 6.1%        |
| 33 | Howard County, Maryland           | 17,200         | 6.0%        |
| 33 | Morris County, New Jersey         | 29,700         | 6.0%        |
| 35 | Somerset County, New Jersey       | 19,000         | 5.9%        |
| 36 | Suffolk County, New York          | 86,000         | 5.8%        |
| 37 | Cuyahoga County, Ohio             | 70,300         | 5.5%        |
| 38 | Fulton County, Georgia            | 50,000         | 5.4%        |
| 39 | Los Angeles County, California    | 518,000        | 5.3%        |
| 40 | Ozaukee County, Wisconsin         | 4,500          | 5.2%        |
| 41 | Fairfield County, Connecticut     | 47,200         | 5.1%        |
| 41 | Oakland County, Michigan          | 61,200         | 5.1%        |
| 43 | Baltimore, Maryland               | 30,900         | 5.0%        |
| 43 | St. Louis County, Missouri        | 49,600         | 5.0%        |
| 45 | Nantucket County, Massachusetts   | 500            | 4.9%        |
| 46 | Denver County, Colorado           | 28,700         | 4.8%        |
| 46 | Sonoma County, California         | 23,100         | 4.8%        |
| 46 | Union County, New Jersey          | 25,800         | 4.8%        |
| 49 | Washington, D.C.                  | 28,000         | 4.7%        |
| 50 | Philadelphia County, Pennsylvania | 66,800         | 4.4%        |
| 50 | Pitkin County, Colorado           | 750            | 4.4%        |
| 52 | Arapahoe County, Colorado         | 24,600         | 4.3%        |
| 52 | Atlantic County, New Jersey       | 11,700         | 4.3%        |
| 52 | Geauga County, Ohio               | 4,000          | 4.3%        |
| 52 | Miami-Dade County, Florida        | 106,300        | 4.3%        |
| 56 | Chester County, Pennsylvania      | 20,900         | 4.2%        |
| 56 | Cook County, Illinois             | 220,200        | 4.2%        |
| 58 | Boulder County, Colorado          | 12,000         | 4.1%        |
| 59 | Passaic County, New Jersey        | 20,000         | 4.0%        |
| 60 | Alameda County, California        | 59,100         | 3.9%        |
| 60 | Albany County, New York           | 12,000         | 3.9%        |
| 60 | Bronx County, New York            | 54,000         | 3.9%        |
| 60 | Putnam County, New York           | 3,900          | 3.9%        |
| 64 | Delaware County, Pennsylvania     | 21,000         | 3.8%        |
| 65 | Clark County, Nevada              | 72,300         | 3.7%        |
| 65 | Suffolk County, Massachusetts     | 27,000         | 3.7%        |
| 67 | DeKalb County, Georgia            | 25,000         | 3.6%        |
| 67 | Fairfax County, Virginia          | 38,900         | 3.6%        |
| 69 | Alexandria, Virginia              | 4,900          | 3.5%        |
| 70 | Dutchess County, New York         | 10,000         | 3.4%        |
| 70 | Napa County, California           | 4,600          | 3.4%        |
| 70 | Schenectady County, New York      | 5,200          | 3.4%        |
| 73 | Allegheny County, Pennsylvania    | 40,500         | 3.3%        |
| 73 | Berkshire County, Massachusetts   | 4,300          | 3.3%        |
| 73 | Fairfax, Virginia                 | 750            | 3.3%        |
| 73 | Hartford County, Connecticut      | 29,600         | 3.3%        |
| 77 | Clay County, Georgia              | 101            | 3.2%        |
| 77 | Ulster County, New York           | 5,900          | 3.2%        |
| 79 | Contra Costa County, California   | 32,100         | 3.1%        |
| 79 | New Haven County, Connecticut     | 27,100         | 3.1%        |
| 81 | Essex County, Massachusetts       | 22,300         | 3.0%        |
| 82 | Burlington County, New Jersey     | 12,900         | 2.9%        |
| 82 | San Diego County, California      | 89,000         | 2.9%        |
| 82 | Sussex County, New Jersey         | 4,300          | 2.9%        |
| 85 | Johnson County, Kansas            | 15,000         | 2.8%        |
| 85 | Orange County, California         | 83,750         | 2.8%        |
| 87 | Hamilton County, Ohio             | 21,400         | 2.7%        |
| 87 | Multnomah County, Oregon          | 20,000         | 2.7%        |
| 87 | Pinellas County, Florida          | 25,000         | 2.7%        |
| 90 | Monroe County, New York           | 19,000         | 2.6%        |
| 90 | Sarasota County, Florida          | 9,950          | 2.6%        |
| 92 | Broomfield County, Colorado       | 1,400          | 2.5%        |
| 92 | Cobb County, Georgia              | 17,300         | 2.5%        |
| 92 | Collier County, Florida           | 8,000          | 2.5%        |
| 92 | Hennepin County, Minnesota        | 29,300         | 2.5%        |
| 92 | Mercer County, New Jersey         | 9,000          | 2.5%        |
| 97 | Cumberland County, Maine          | 6,775          | 2.4%        |
| 97 | Seminole County, Florida          | 10,000         | 2.4%        |
| 99 | Cherokee County, Georgia          | 5,000          | 2.3%        |
| 99 | Custer County, Idaho              | 101            | 2.3%        |
| 99 | Dukes County, Massachusetts       | 300            | 2.3%        |
| 99 | Hampden County, Massachusetts     | 10,600         | 2.3%        |
| 99 | Santa Cruz County, California     | 6,000          | 2.3%        |
| 99 | Santa Fe County, New Mexico       | 3,300          | 2.3%        |

### Các sắc tộc Do Thái
| Tổ tiên                 | 2000                | 2000 (% người Mỹ)                |
| ----------------------- | ------------------- | -------------------------------- |
| Người Ashkenazi Do Thái | 5–6 million         | không đáng kể (không có dữ liệu) |
| Người Sephardi Do Thái  | 200,000–300,000     | không đáng kể (không có dữ liệu) |
| Người Mizrahi Do Thái   | 250,000             | không đáng kể (không có dữ liệu) |
| Người Italqim Do Thái   | 200,000             | không đáng kể (không có dữ liệu) |
| Người Bukharan Do Thái  | 50,000–60,000       | không đáng kể (không có dữ liệu) |
| Người Do Thái Núi       | 10,000 to 40,000    | không đáng kể (không có dữ liệu) |
| Người Thổ Do Thái       | 8,000               | không đáng kể (không có dữ liệu) |
| Người Romaniote Do Thái | 6,500               | không đáng kể (không có dữ liệu) |
| Beta Israel             | 1,000               | không đáng kể (không có dữ liệu) |
| Tổng cộng               | 5,425,000–8,300,000 | (1,7-2,6% dân số Hoa Kỳ)         |

### Ai là người Do Thái?

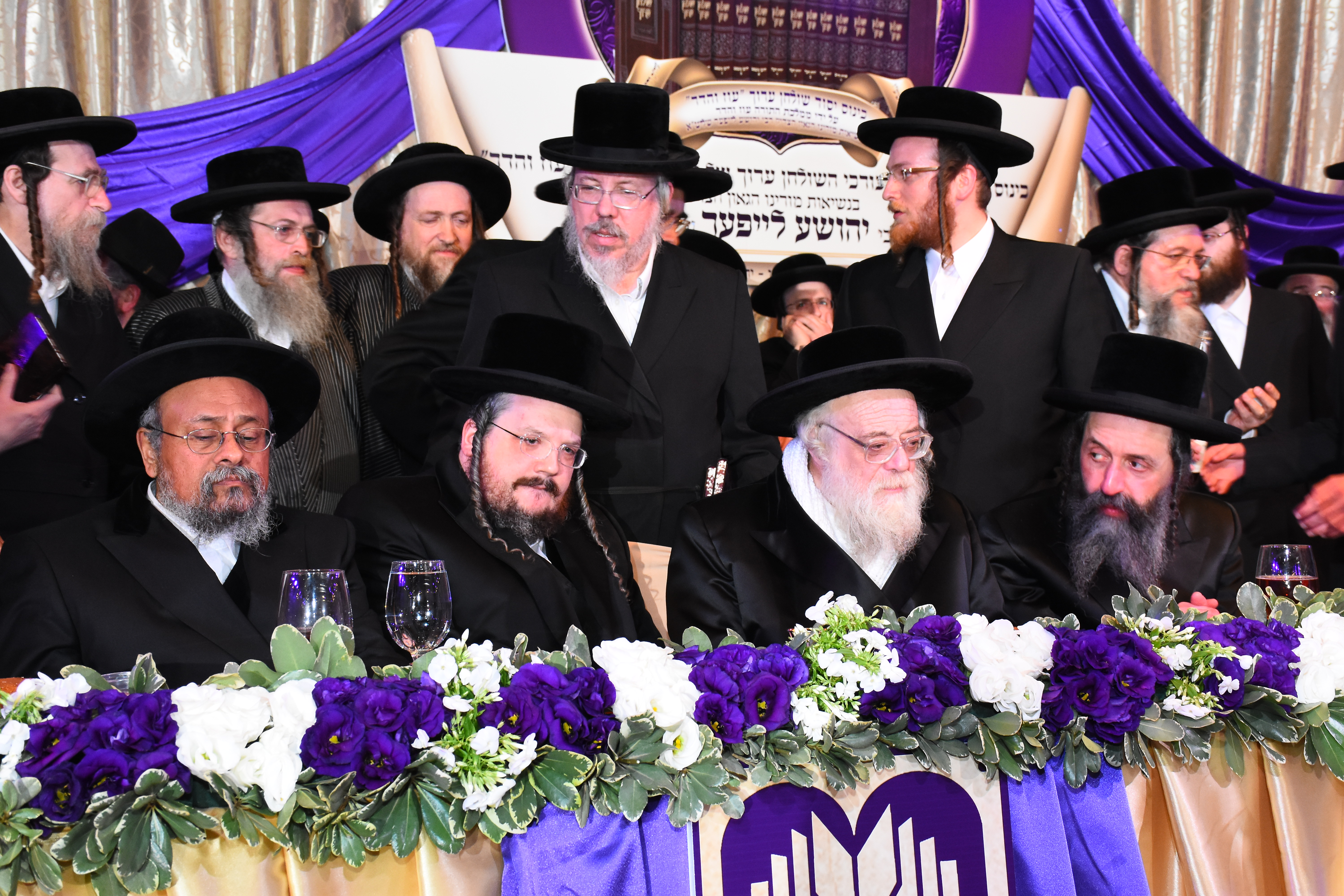
Đàn ông người Do Thái truyền thống mặc y phục tôn giáo

Do Thái giáo chia sẻ những tính chất của một dân tộc, một sắc tộc, một tôn giáo, và một nền văn hóa. Điều này làm cho định nghĩa "ai là người Do Thái" thay đổi chút ít tùy thuộc vào cách tiếp cận tôn giáo hay dân tộc để xác định.
Nói chung, trong xã hội hiện đại thế tục, người Do Thái được chia thành ba nhóm: những người sinh ra trong gia đình Do Thái không kể đến việc có theo đạo hay không, những người có tổ tiên hoặc dòng máu (đôi khi bao gồm cả những người không có nguồn gốc đúng theo mẫu hệ), những người không có tổ tiên hoặc dòng máu Do Thái nhưng đã cải đạo chuyển đổi tôn giáo sang đạo Do Thái giáo và do đó là tín đồ của tôn giáo.
Định nghĩa truyền thống lịch sử về bản sắc Do Thái dựa trên nền tảng căn bản của luật pháp đạo Do Thái giáo Halakha qua chế độ mẫu hệ, và việc cải đạo chuyển đổi tôn giáo theo luật pháp đạo Do Thái giáo Halakha.

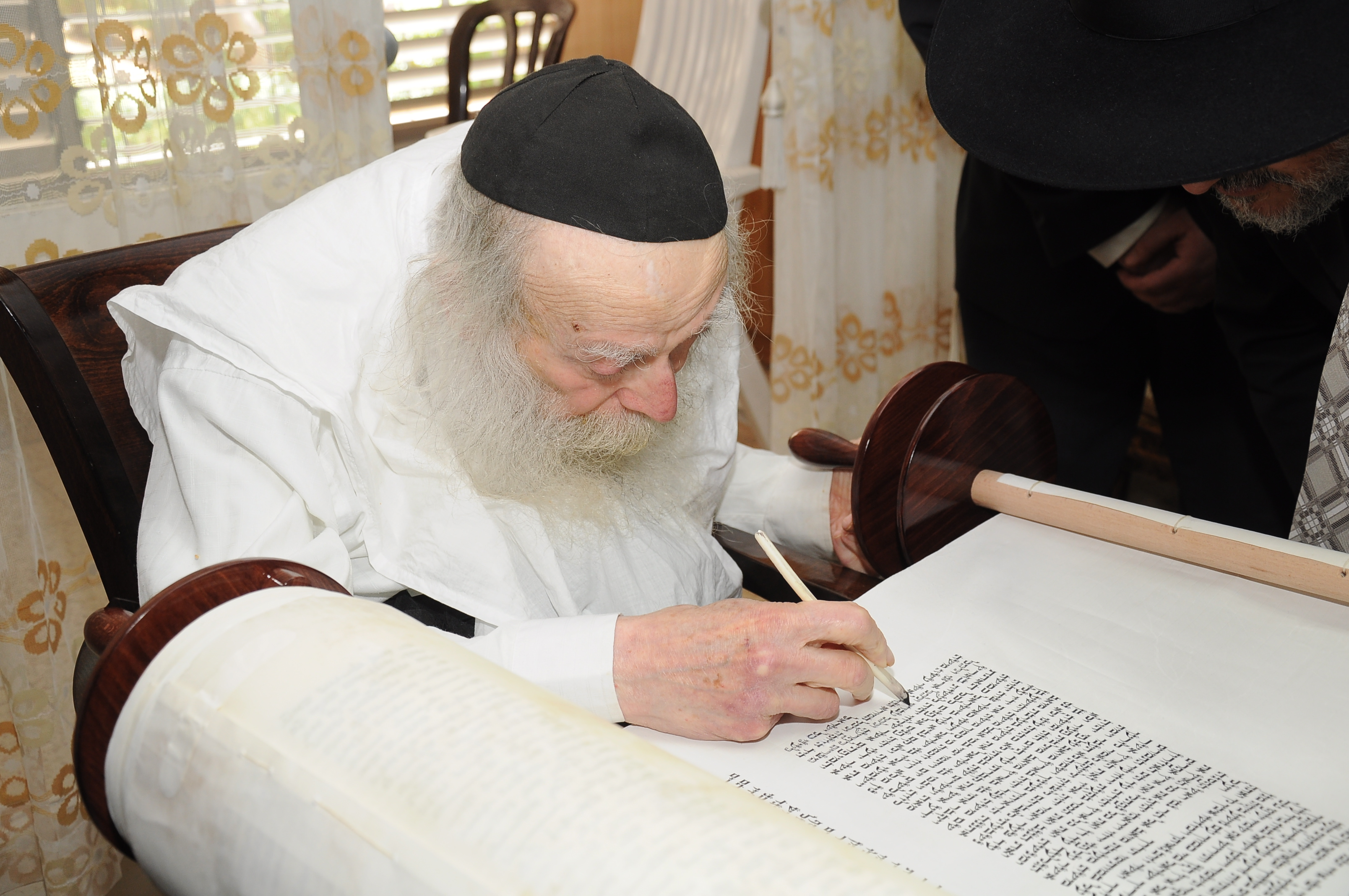
Một người Do thái cao tuổi đang ghi chép kinh kệ Torah

Định nghĩa lịch sử "ai là người Do Thái" trở về pháp điển hóa của Kinh Thánh Torah Khẩu Truyền vào Talmud Babylonia vào khoảng năm 200. Giải thích theo Kinh Thánh Tanakh như đoạn 7:1–5 trong sách Sách Đệ Nhị Luật, được sử dụng bởi các nhà hiền triết người Do Thái để lời cảnh báo đối chống lại việc hôn nhân khác đạo giữa người Do Thái và người Canaan bởi vì theo Sách Đệ Nhị Luật 7:1–5 có ghi chép rằng ,
| “                                       | Khi Giê-hô-va Đức Chúa Trời ngươi đã dẫn ngươi vào xứ mình sẽ nhận được, đuổi khỏi trước mặt ngươi nhiều dân tộc, là dân Hê-tít, dân Ghi-rê-ga-sít, dân A-mô-rít, dân Ca-na-an, dân Phê-rê-sít, dân Hê-vít, và dân Giê-bu-sít, tức bảy dân tộc lớn và mạnh hơn ngươi, khi Giê-hô-va Đức Chúa Trời ngươi đã phó cho các dân ấy cho, và ngươi đánh bại chúng, thì phải diệt hết chúng đi, chớ lập giao ước cùng, và cũng đừng thương xót lấy. Ngươi chớ làm sui gia với chúng, chớ gả con gái mình cho con trai họ, cũng đừng cưới con gái họ cho con trai mình, vì các dân tộc nầy sẽ dụ con trai ngươi lìa bỏ ta mà phục sự các thần khác, rồi cơn thạnh nộ của Đức Giê-hô-va nổi lên cùng ngươi, diệt ngươi cách vội vàng. Nhưng đối cùng các dân đó, các ngươi phải làm như vầy: phá những bàn thờ, đập bể những pho tượng, đánh hạ các thần A-sê-ra và đốt những hình chạm của chúng nó. | ” |
| — Phục truyền Luật lệ Ký 7:1–5 (Vi1934) | |   |

Trong Sách Lêvi 24:10 của người Do Thái có ghi chép rằng:
| “ | Có một đứa con trai, mẹ là người Y-sơ-ra-ên, và cha là người Ê-díp-tô, đi ra giữa vòng dân Y-sơ-ra-ên, đánh lộn tại nơi trại quân với một người Y-sơ-ra-ên.. | ” |

Điều này được bổ sung bởi Ezra 10: 2-3, nơi người Israel trở về từ Babylon lập Giao ước với Thiên Chúa là sẽ đuổi vợ dân ngoại và con cái dân ngoại của họ.
Trong thế kỷ đầu tiên, Babylon là nơi người Do Thái di cư đến sau cuộc chinh phục của người Babylon cũng như sau khi cuộc Khởi nghĩa Bar Kokhba kết thúc vào năm 135. Dân số người Do Thái lúc đó phát triển nhanh chóng, ước tính khoảng 1 triệu người Do Thái tăng lên khoảng 2 triệu dân Do Thái trong giai đoạn từ năm 200 đến năm 500. Sự phát triển dân số của người Do Thái là do sự tăng trưởng tự nhiên và dòng người nhập cư của người Do Thái từ nhiều vùng đất của Israel, chiếm khoảng 1/6 dân số Do Thái thế giới tại thời kỳ đó. Tại thời điểm việc cải đạo chuyển đổi tôn giáo đã chiếm một phần của sự tăng trưởng dân số của người Do Thái. Một số người cho rằng trong thế kỷ đầu tiên của kỷ nguyên Kitô giáo, ví dụ, dân số tăng hơn gấp đôi, từ bốn đến 8-10 triệu trong phạm vi của đế quốc La Mã, kết quả của một làn sóng cải đạo chuyển đổi tôn giáo.
Các nhà sử học khác tin rằng việc cải đạo chuyển đổi tôn giáo trong thời kỳ La Mã được giới hạn về số lượng và không chiếm đáng kể đến sự tăng trưởng dân số của người Do Thái, do nhiều yếu tố khác nhau như chuyển đổi bất hợp pháp của nam giới Do Thái Giáo trong thế giới La Mã từ giữa thế kỷ II. Một yếu tố khác có thể gây khó khăn trong việc cải đạo chuyển đổi tôn giáo trong thế giới La Mã là yêu cầu luật pháp đạo Do Thái Giáo Halakha về việc cắt bao quy đầu, một yêu cầu mà những nhà truyền giáo Kitô giáo đã nhanh chóng loại bỏ. Thuế dành riêng cho người Do Thái trong Đế quốc La Mã vào năm 70 cũng hạn chế sức hấp dẫn của Do Thái giáo.

## Kinh tế xã hội

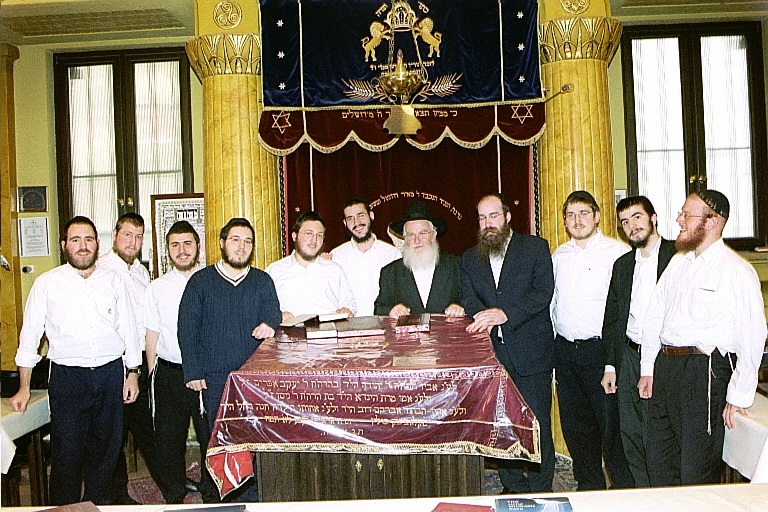
Các sinh viên Do Thái của một chủng viện Do Thái

Giáo dục đóng một vai trò quan trọng như là một phần của bản sắc Do Thái; vì nền văn hoá Do Thái đặc biệt chú trọng vào giáo dục và nhấn mạnh tầm quan trọng của việc tu luyện các hoạt động trí tuệ, học bổng và học hỏi, người Do Thái Mỹ là một nhóm có xu hướng được giáo dục tốt hơn và kiếm được nhiều hơn cả người Mỹ nói chung . Người Do Thái Hoa Kỳ cũng có trung bình 14,7 năm học tập làm cho họ trở thành những người có trình độ học vấn cao nhất so với tất cả các nhóm tôn giáo lớn ở nước Mỹ.
31% người Do Thái ở Mỹ có bằng tốt nghiệp, con số này được so sánh với dân số Mỹ nói chung, nơi có 11% người Mỹ có bằng tốt nghiệp . Các nghề nghiệp chuyên nghiệp của người da trắng đã thu hút được người Do Thái và phần lớn cộng đồng có khuynh hướng đuổi theo ngành nghề chuyên nghiệp của người da trắng đòi hỏi trình độ đại học liên quan đến các chứng chỉ chính thức, trong đó uy tín và chất lượng của nghề nghiệp được đánh giá cao trong văn hoá Do Thái. Trong khi 46% người Mỹ làm việc trong các công việc trình độ chuyên nghiệp và quản lý, 61% người Do Thái ở Mỹ làm việc với tư cách là các chuyên gia, nhiều người trong số họ là những chuyên gia có trình độ học vấn cao, có công việc tự chủ trong quản lý, nghề nghiệp và doanh nghiệp liên quan đến kỹ thuật, khoa học, y học, ngân hàng đầu tư, tài chính, luật pháp, và hàn lâm.

27% của tất cả sinh viên Đại học Yale ở tiểu bang Connecticut của Hoa Kỳ có nguồn gốc Do Thái

Phần lớn cộng đồng người Mỹ Do Thái có lối sống trung lưu. Trong khi số tiền kiếm được tính theo căn hộ của người Mỹ trung bình là 99500 đô la thì số tiền của người Do Thái kiếm được là 443000 mỹ kim  Ngoài ra, thu nhập của người Do Thái trung bình được ước tính nằm trong khoảng từ 97000 đô la cho đến 98000 đô la mỹ, số tiền người Do Thái kiếm được gần gấp đôi số tiền trung bình kiếm được của người Mỹ .
Theo phân tích của Gallup, người Mỹ gốc Do Thái là nhóm dân tộc giàu sang nhất so với bất kỳ nhóm dân tộc hay tôn giáo nào ở Mỹ.
Phần lớn các học sinh Do Thái đi học ở các trường công lập, mặc dù các trường học của người Do Thái và các chủng viện Do Thái xuất hiện khắp cả nước Mỹ. Các nghiên cứu văn hoá Do Thái và học tiếng Do Thái cũng thường được dạy tại các nhà thờ Do thái theo hình thức các lớp học thêm hoặc trường Chúa nhật.

#### Người Do Thái Hoa Kỳ ở các cơ sở giáo dục đại học Mỹ
| Rank | Đại Học | Ghi danh học sinh Do Thái (ước tính) | % của thể xác sinh viên | Tuyển sinh đại học                 |
| ---- | --- | ------------------------------------ | ----------------------- | ---------------------------------- |
| 1    | Đại học Florida | 6,500                                | 19%                     | 34,464                             |
| 2    | Rutgers University | 6,400                                | 18%                     | 36,168                             |
| 3    | Đại học Central Florida | 6,000                                | 11%                     | 55,776                             |
| 4    | Đại học Maryland, College Park | 5800                                 | 20%                     | 28,472                             |
| 5    | University of Michigan | 4,500                                | 16%                     | 28,983                             |
| 6    | Đại học Indiana tại Bloomington Đại học Wisconsin-Madison                                                                                        | 4,200                                | 11% 13%                 | 39,184 31,710                      |
| 8    | CUNY, Brooklyn College Queens College Pennsylvania State University, University Park                                                             | 4,000                                | 28% 25% 10%             | 14,406 16,326 41,827               |
| 11   | Binghamton University | 3,700                                | 27%                     | 13,632                             |
| 12   | University at Albany Florida International University Michigan State University Arizona State University California State University, Northridge | 3,500                                | 27% 8% 9% 8% 10%        | 13,139 45,813 39,090 42,477 35,552 |

| Xếp Hạng | Đại Học                                                                        | Ghi danh học sinh Do Thái (ước tính)! | % của thân xác sinh viên | Tuyển sinh đại học      |
| -------- | ------------------------------------------------------------------------------ | ------------------------------------- | ------------------------ | ----------------------- |
| 1        | Đại học New York                                                               | 6,500                                 | 33%                      | 19,401                  |
| 2        | Boston University                                                              | 4,000                                 | 20%                      | 15,981                  |
| 3        | Đại học Cornell                                                                | 3,500                                 | 25%                      | 13,515                  |
| 4        | University of Miami                                                            | 3,100                                 | 22%                      | 14,000                  |
| 5        | The George Washington University University of Pennsylvania Yeshiva University | 2,800                                 | 31% 30% 99%              | 10,394 9,718 2,803      |
| 8        | Syracuse University                                                            | 2,500                                 | 20%                      | 12,500                  |
| 9        | Đại học Columbia Emory University Harvard University Tulane University         | 2,000                                 | 29% 30%                  | 6,819 6,510 6,715 6,533 |
| 13       | Brandeis University Northwestern University Washington University in St. Louis | 1,800                                 | 56% 23% 29%              | 3,158 7,826 6,097       |

Có khoảng 4000 sinh viên Do Thái tại Đại học California, Berkeley.

## Tôn giáo

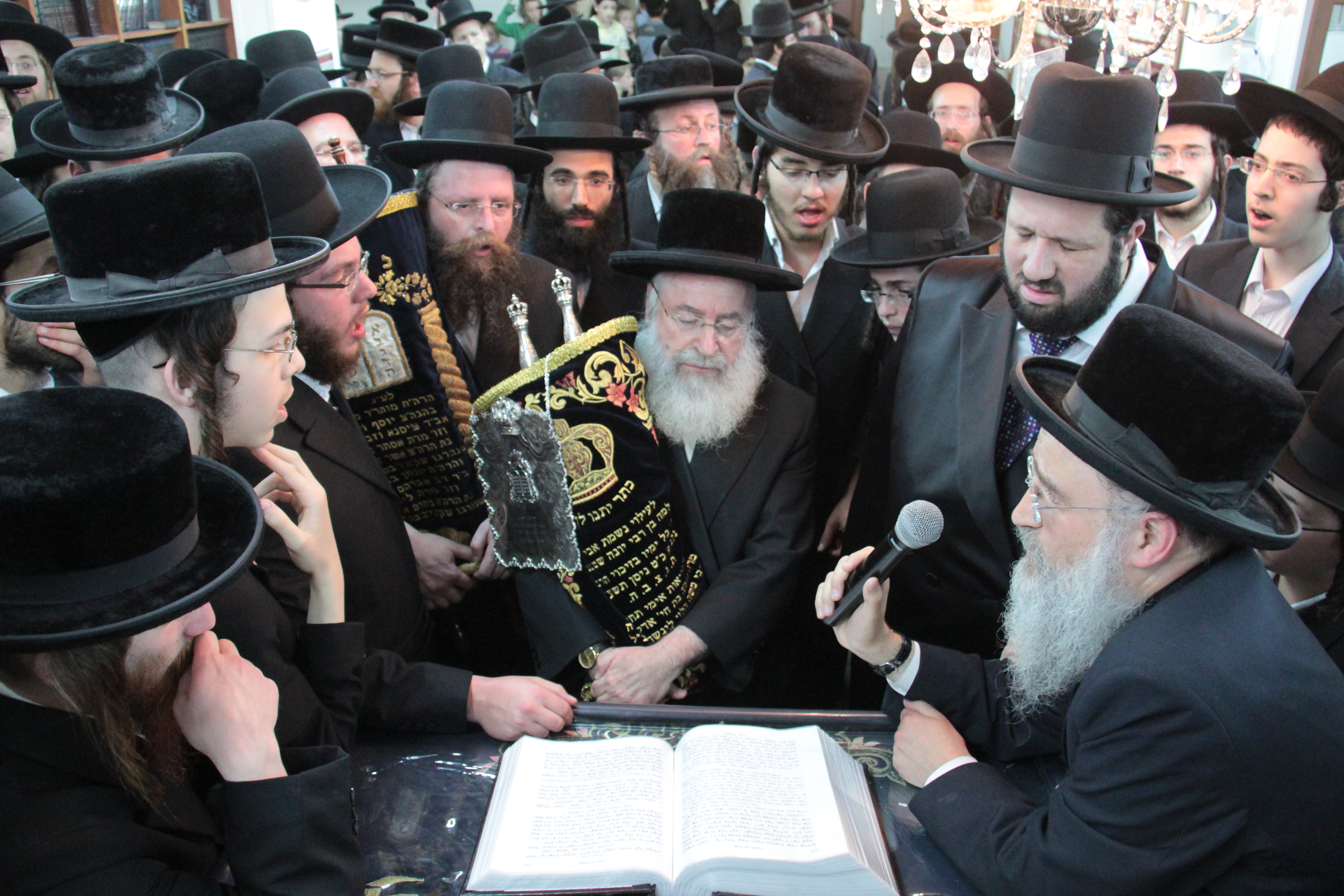
Người Do Thái sinh hoạt tôn giáo

Người Do thái ở Hoa Kỳ được xem là một sắc tộc cũng như là một tôn giáo.

### Mức độ thực hành tôn giáo
Thực hành tôn giáo của người Do Thái ở Mỹ khá đa dạng. Trong số 4,3 triệu người Do Thái người Mỹ được miêu tả là "liên kết chặt chẽ" với Do thái giáo, hơn 80% người Do Thái khảo sát là có tham gia các hoạt động tích cực liên quan tới đạo Do Thái giáo,, từ việc tham dự các buổi cầu nguyện hàng ngày cho đến ít nhất là chỉ tham gia lễ Passover Seders hoặc thắp những cây nến lung linh vào ngày lễ Hanukkah.

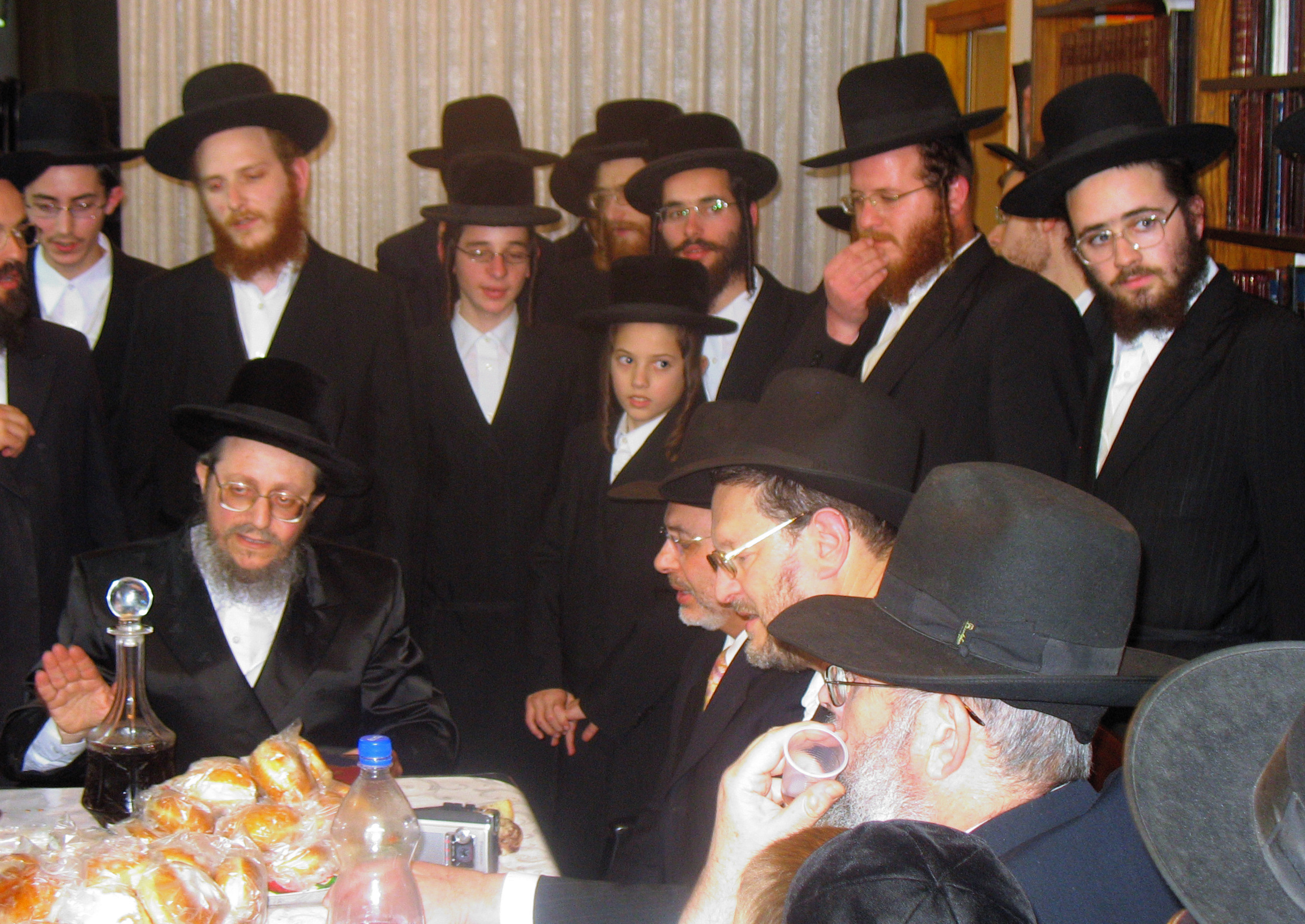
Cộng đồng người Do Thái tham dự ngày lễ Hanukkah

Cuộc thăm dò ý kiến của Harris năm 2003 cho thấy 16% người Do Thái Mỹ đến nhà thờ ít nhất mỗi tháng một lần, 42% đi ít hơn nhưng ít nhất mỗi năm một lần, và 42% đi ít hơn mỗi năm một lần .
Cuộc Điều tra Xác định Tôn giáo của Hoa Kỳ năm 2008 cho thấy khoảng 3,4 triệu người Do Thái Mỹ gọi họ là tín đồ tôn giáo - trong số dân Do Thái nói chung khoảng 5,4 triệu người. Theo số liệu của nghiên cứu, số người Do Thái tự nhận mình là người Do Thái theo văn hoá đã tăng từ 20% năm 1990 lên 37% năm 2008. Trong cùng thời kỳ, số người trưởng thành ở Hoa Kỳ nói họ không có tôn giáo tăng từ 8% lên 15%. Các nhà nghiên cứu nói rằng người Do Thái có nhiều khả năng là người thế tục hơn người Mỹ nói chung. Theo một số nghiên cứu, khoảng một nửa số người Do Thái ở Hoa Kỳ - kể cả những người coi mình là những người theo tôn giáo - đều khẳng định trong cuộc khảo sát rằng họ có thế giới quan thế tục và không thấy mâu thuẫn giữa quan điểm đó và đức tin của họ. Các nhà nghiên cứu cho rằng xu hướng giữa người Do Thái ở Mỹ với tỷ lệ cao giữa hôn nhân khác chủng tộc và "sự bất mãn hết lòng thương mến từ Do Thái giáo" ở Hoa Kỳ .
Khoảng một phần sáu người Do Thái Mỹ duy trì các tiêu chuẩn chế độ ăn chay kosher .

### Phật giáo

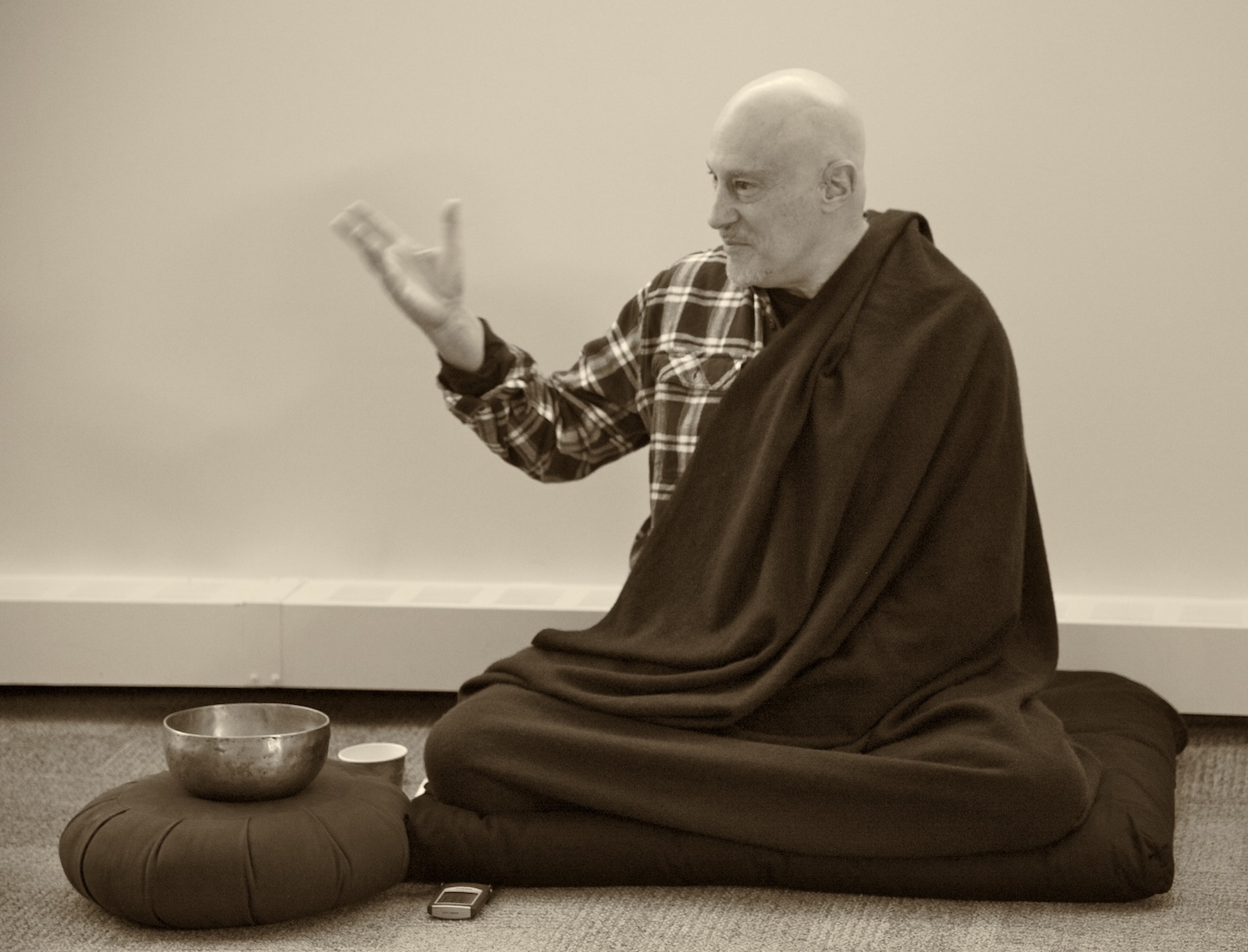
Shinzen Young một người Phật Tử người Do Thái giảng dạy triết lý Phật giáo tinh thần Nhà Phật cho các sinh viên Mỹ ở Viện Đại học Harvard năm 2012

Người Do Thái xuất hiện và có mặt rất nhiều trong thế giới Phật giáo Hoa Kỳ và người Do Thái là những tín đồ Phật giáo mà có cha mẹ không phải là Phật tử, và vô di sản Phật giáo, với khoảng một phần năm  và 30% của tất cả các tín đồ Phật tử ở Mỹ là người Do Thái  mặc dù chỉ có 2% người Mỹ là người Do Thái. Tên gọi Jubus, một số lượng người Phật Tử gốc Do Thái ngày càng tăng cao ở Mỹ và người Do Thái đã bắt đầu áp dụng tinh thần thực tiễn của Phật giáo. Những người Phật Tử Do Thái Hoa Kỳ nổi tiếng bao gồm: Robert Downey, Jr. Allen Ginsberg, Goldie Hawn và con gái Kate Hudson, Steven Seagal, Adam Yauch của nhóm nhạc rap The Beastie Boys, và Garry Shandling. Nhà sản xuất phim ảnh Anh em nhà Coen đã được ảnh hưởng bởi Phật giáo trong khoảng một thời gian.
Sau đây là danh sách những người Do Thái theo Phật giáo rất nổi tiếng ở Mỹ:
- Mandy Patinkin[101]
- Jeremy Piven[102]
- Bhikkhu Bodhi[103]
- Ayya Khema
- Thubten Chodron[104]
- Leonard Cohen[105]
- Jacques Rutzky - Oberlin Buddhist Affiliate, nhà xuất bản của "Coyote Speaks"
- Surya Das[106]
- Richard Davidson
- Robert Downey Jr.[107]
- Mark Epstein[108]
- Anthony Ervin[109]
- Zoketsu Norman Fischer[110]
- Allen Ginsberg[111]
- Tetsugen Bernard Glassman[112]
- Philip Glass[113]
- Craig Taro Gold[114]
- Natalie Goldberg[115]
- Daniel Goleman[116]
- Joseph Goldstein[117]
- Dan Harris[118]
- Goldie Hawn[99]
- Jon Kabat-Zinn
- Jack Kornfield[119]
- Rabbi Alan Lew - còn được gọi là thiền sư thầy đạo[120]
- Jay Michaelson
- Larry Rosenberg[121]
- Sharon Salzberg[122]
- Nyanaponika Thera[123]
- Helen Tworkov[124]
- Adam Yauch[125]
- Shinzen Young[126]

### Đức tin tôn giáo
Người Do Thái Mỹ có khuynh hướng là người vô thần hay bất khả tri hơn so với hầu hết người Mỹ, đặc biệt so với người Tin Lành hay người Công giáo. Một cuộc thăm dò năm 2003 cho thấy rằng trong khi 79% người Mỹ tin vào Thiên Chúa, chỉ có 48% người Do Thái Mỹ tin vào Thiên Chúa, so với 79% và 90% đối với người Công giáo La Mã và người Tin lành. Trong khi 66% người Mỹ nói rằng họ "hoàn toàn chắc chắn" về sự tồn tại của Thiên Chúa, 24% người Do Thái Hoa Kỳ nói như vậy. Và mặc dù 9% người Mỹ tin rằng không có Thiên Chúa (8% Công giáo và 4% Tin Lành), 19% người Do Thái Mỹ tin rằng Thiên Chúa không hề tồn tại .
Một Cuộc thăm dò Harris năm 2009 cho thấy người Do Thái Mỹ là nhóm tôn giáo đông nhất chấp nhận thuyết tiến hóa, với 80% tin vào tiến hóa, so với 51% đối với người Công giáo, 32% đối với người Tin lành, và 16% người Kitô hữu tái sinh. Người Do Thái cũng ít tin vào các hiện tượng siêu nhiên như phép lạ, thiên thần hay thiên đường.

## Chính trị đương thời
—Milton Himmelfarb

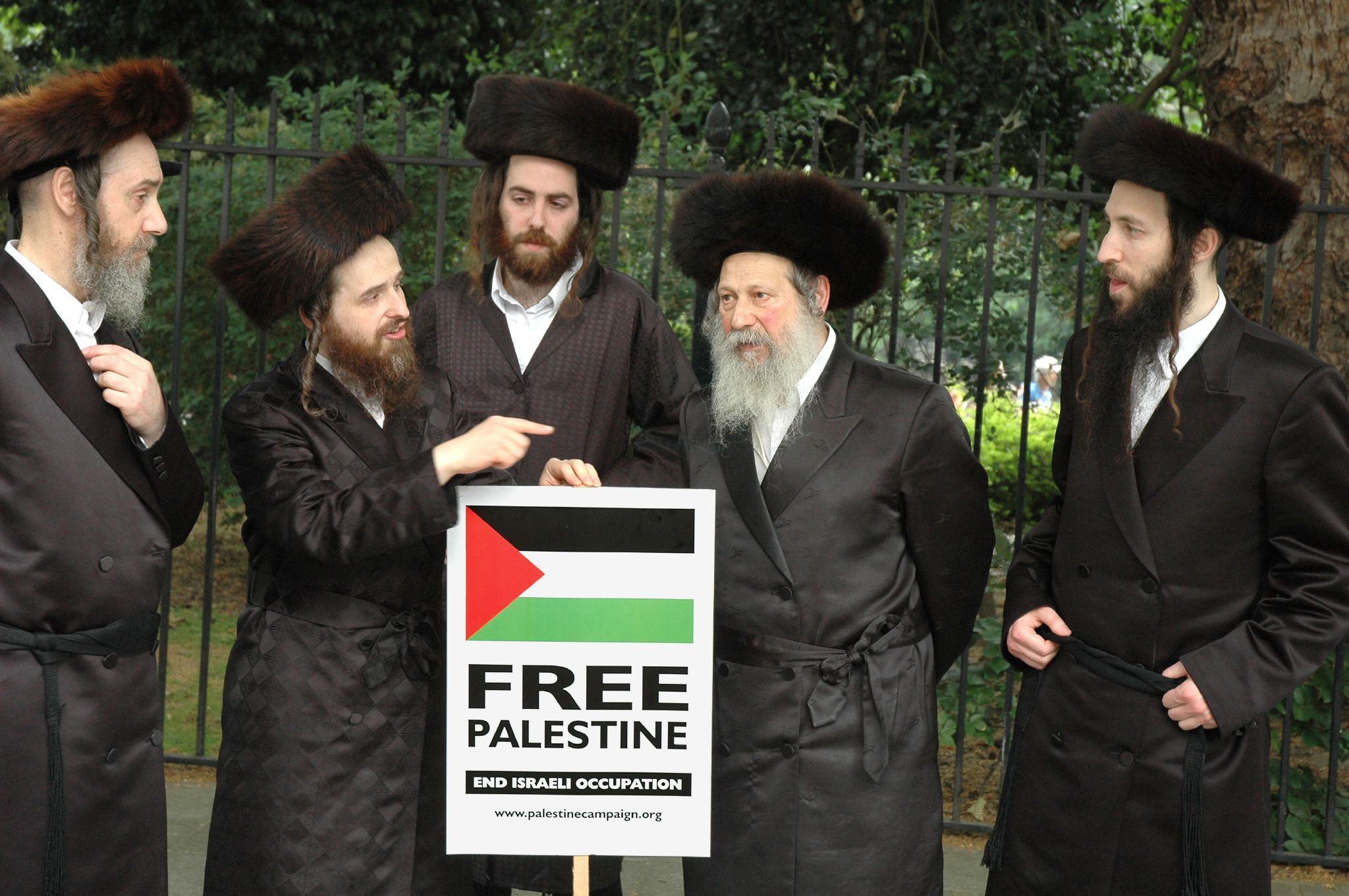
Nhóm đàn ông người Do Thái biểu tình ủng hộ Palestine

Ngày nay, người Do Thái Mỹ là một nhóm đặc biệt và có ảnh hưởng trong chính trị quốc gia Hoa Kỳ. Jeffrey S. Helmreich viết rằng khả năng của những người Do Thái ở Mỹ có thể đạt được điều này thông qua vai trò chính trị hay tài chính được đánh giá quá cao, rằng ảnh hưởng chính yếu nằm trong các hình thức bỏ phiếu của nhóm .
"Người Do Thái đã cống hiến cho chính trị giống như sự sốt sắng trong tôn giáo" viết bởi Mitchell Bard, ông cho biết thêm rằng người Do Thái có tỷ lệ cử tri bầu cử cao nhất so với bất kỳ nhóm dân tộc nào (84% số người đăng ký bầu cử ).
Mặc dù phần lớn (60-70%) người Do Thái theo phe Dân chủ, người Do Thái trải rộng lãnh thổ chính trị của họ, với những người Do Thái quan tâm nhiều về chính trị thì khả năng bỏ phiếu của họ cao hơn cho đảng Cộng hòa hơn là những người Do Thái ít quan tâm về chính trị và các đồng loại Do Thái thế tục .
Nhờ số liệu thống kê trong Cuộc Tổng tuyển cử Hoa Kỳ năm 2008, 78% người Do Thái bầu cử cho đảng Dân chủ Barack Obama so với 21% người Do Thái bầu cử cho đảng Cộng hòa John McCain mặc cho các nỗ lực của đảng Cộng hòa nhằm kết nối Obama với các nguyên nhân của Hồi giáo và Palestine. Người ta đã gợi ý rằng quan điểm bảo thủ của Sarah Palin đối với các vấn đề xã hội có thể làm cho người Do Thái lúng túng và tránh né bỏ phiếu cho McCain-Palin. Trong cuộc bầu cử tổng thống Hoa Kỳ năm 2012, 69% người Do Thái bỏ phiếu cho Tổng thống đương nhiệm Đảng Dân Chủ Obama.

### Chính sách đối ngoại

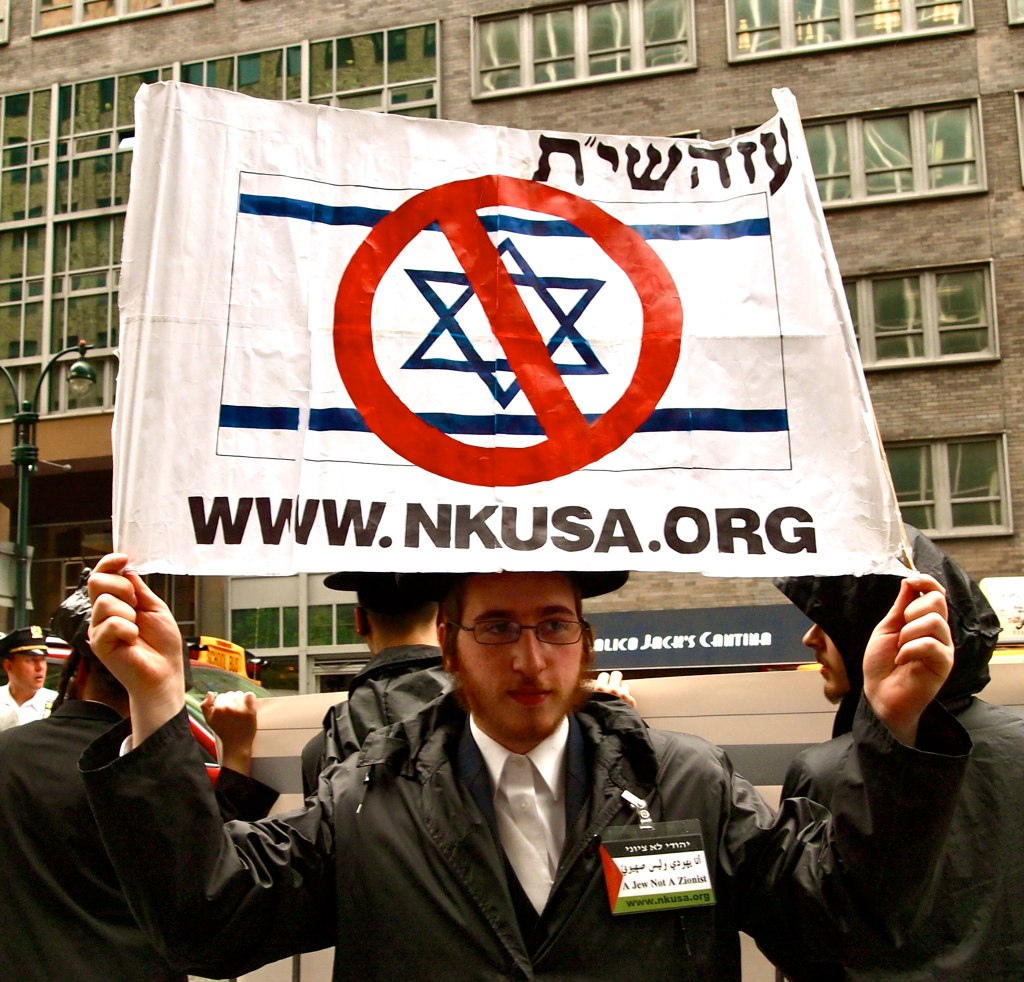
Một người đàn ông người Do Thái giơ khẩu hiệu biểu tình phản đối Israel

Người Do Thái ở Mỹ đã tỏ ra rất quan tâm đến các vấn đề chính sách ngoại giao, đặc biệt là đối với nước Đức trong những năm 1930, và Israel từ năm 1945. Cả hai đảng lớn đã có những cam kết mạnh mẽ ủng hộ Israel. Tiến sĩ Eric Uslaner của Đại học Maryland cho rằng trong cuộc bầu cử năm 2004: "Chỉ có 15% người Do Thái nói rằng Israel là một vấn đề quan trọng trong bầu cử, trong đó 55% cử tri bầu cử bỏ phiếu cho Kerry (so với 83% cử tri Do Thái không quan tâm đến Israel). " Uslander chỉ ra rằng quan điểm tiêu cực của các Kitô hữu Phúc âm có ảnh hưởng tiêu cực rõ rệt đối với đảng Cộng hòa trong số cử tri Do Thái, trong khi người Do Thái Chính Thống, theo truyền thống, có thái độ bảo thủ hơn về các vấn đề xã hội, thì họ lại ủng hộ Đảng Cộng hòa. Một bài báo của tờ New York Times cho thấy phong trào Do Thái cho đảng Cộng hòa tập trung chủ yếu vào các vấn đề dựa trên đức tin, tương tự như cuộc bầu cử bỏ phiếu của người Công giáo, được cho là đã giúp Tổng thống Bush lấy lòng Florida vào năm 2004. Tuy nhiên, Natan Guttman, giám đốc văn phòng của The Forward ở Washington đã bác bỏ quan điểm này, viết trong Moment rằng mặc dù "đúng là những người Cộng hòa đang tiến một bước nhỏ và vững chắc vào cộng đồng người Do Thái... hãy nhìn vào ba thập niên qua cuộc thăm dò, đáng tin cậy hơn các cuộc thăm dò bầu cử trước, và số liệu rõ ràng: Người Do Thái bỏ phiếu cho Đảng Dân chủ là áp đảo, " một khẳng định được xác nhận bởi các kết quả bầu cử tổng thống Mỹ gần đây nhất.
Mặc dù một số nhà phê bình cho rằng lợi ích của người Do Thái là một phần việc chịu trách nhiệm về sự thúc đẩy cuộc chiến tranh Iraq, người Mỹ gốc Do Thái thực sự đã phản đối mạnh mẽ cuộc chiến tranh Iraq kể từ khi nó khởi đầu hơn bất kỳ các nhóm tôn giáo nào khác, hoặc thậm chí là người Mỹ. Sự phản đối lớn hơn đối với chiến tranh không chỉ đơn thuần là kết quả của việc nhận dạng Dân chủ ở Hoa Kỳ ở mức độ cao, như những người Do Thái với tất cả các thuyết phục chính trị có khuynh hướng phản đối chiến tranh hơn so với những người không phải là người Do Thái cùng có khuynh hướng chính trị.

### Vấn đề trong nước

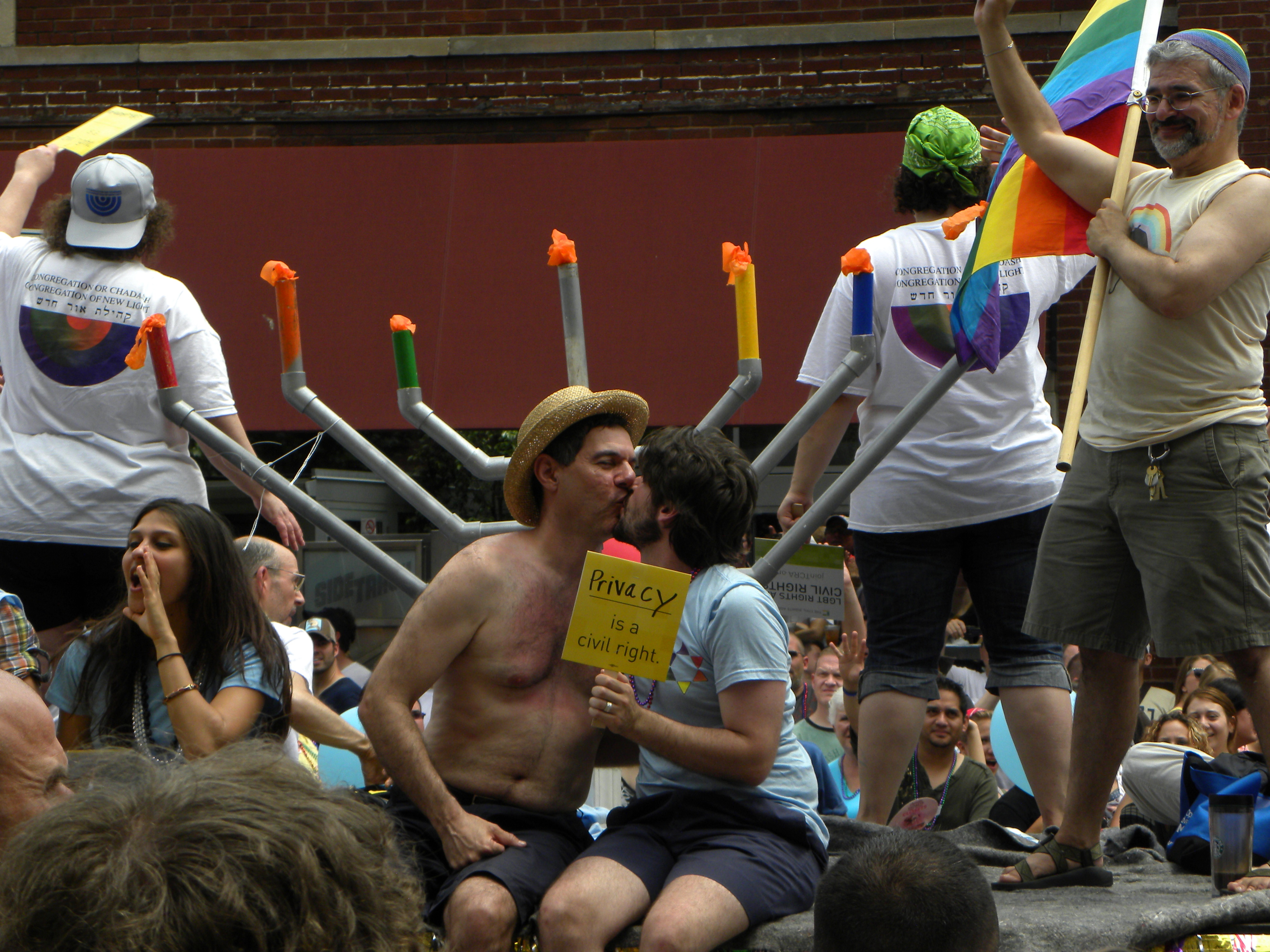
Các đàn ông người Do Thái ủng hộ đồng tính luyến ái LGBT

Nghiên cứu của Trung tâm nghiên cứu Pew Research Center năm 2013 cho thấy quan điểm của người Do thái Mỹ về chính trị trong nước gắn liền với sự tự định nghĩa của cộng đồng là một thiểu số bị khủng bố được hưởng lợi từ sự tự do và những thay đổi trong xã hội Hoa Kỳ và cảm thấy bắt buộc phải giúp đỡ các dân tộc thiểu số khác hưởng những lợi ích tương tự. Người Mỹ gốc Do Thái qua nhiều độ tuổi và nhiều giới tính có khuynh hướng bỏ phiếu ủng hộ và hỗ trợ các chính trị gia và các chính sách của Đảng Dân chủ. Mặt khác, người Do Thái Chính Thống Do thái có các quan điểm chính trị trong nước gần giống với các hàng xóm láng giềng Kitô hữu .
Người Do Thái ở Mỹ phần lớn ủng hộ quyền của người đồng tính luyến ái và người chuyển đổi giới tính LGBT và 79% người Do Thái trả lời trong cuộc thăm dò Pew rằng tình dục đồng giới nên được "chấp nhận bởi xã hội". Sự chia rẽ trong cộng đồng Do Thái về đồng tính luyến ái tùy theo mức độ sùng đạo. Các Rabbi cải cách ở Mỹ thực hiện hôn nhân đồng tình như là một vấn đề thường lệ, và có 15 chi tộc Do Thái đồng tính luyến ái ở Bắc Mỹ. Cải cách, tái thiết và, bảo thủ càng phát triển thì người Do Thái ủng hộ nhiều hơn trong các vấn đề như hôn nhân đồng giới nhiều hơn so với người Do Thái chính thống.

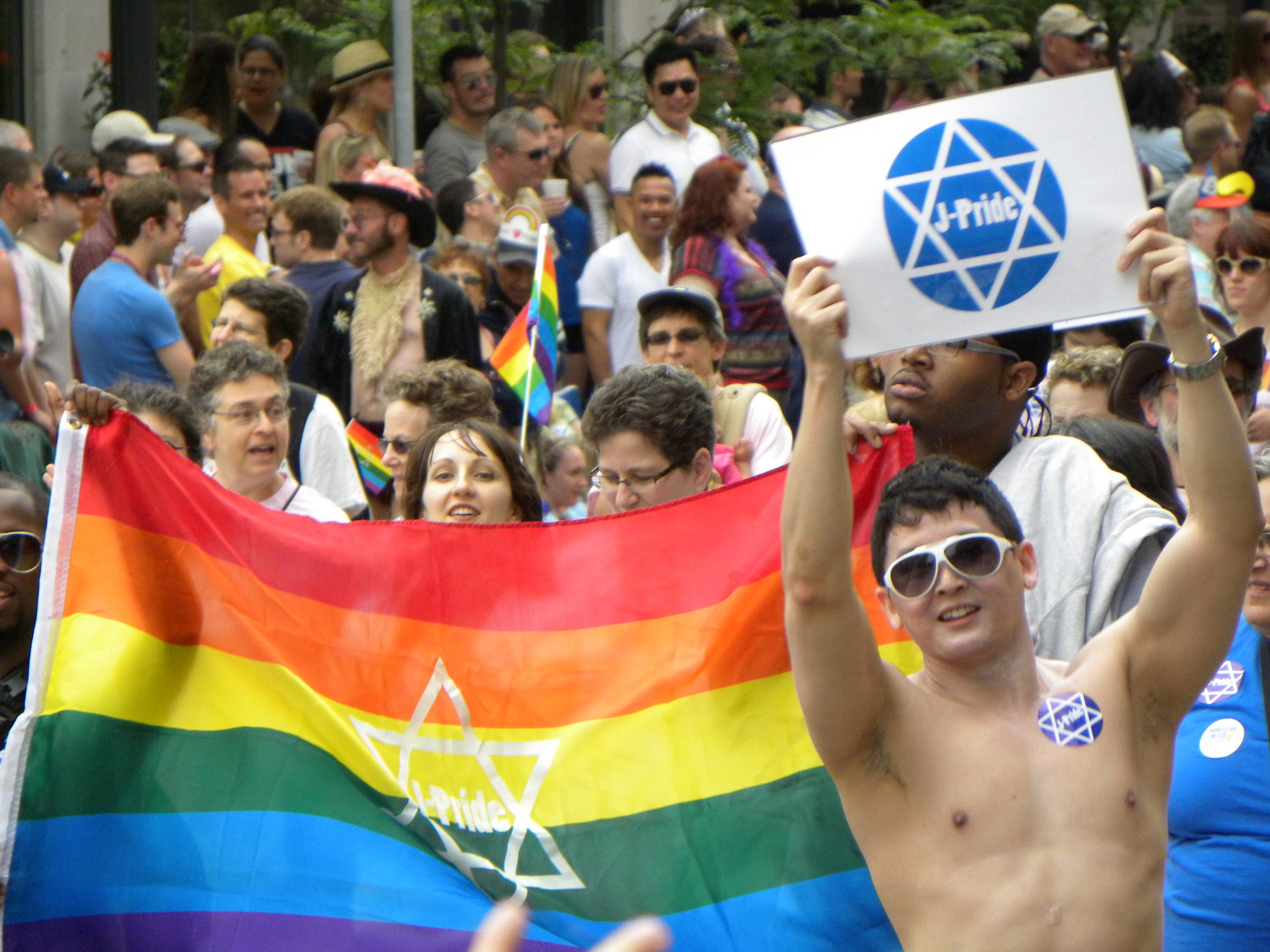
Người Do Thái tổ chức diễu hành đồng tính luyến ái tại the Twin Cities Pride Parade năm 2011

Một cuộc khảo sát năm 2007 của các nhà lãnh đạo và các nhà hoạt động Do Thái Bảo thủ cho thấy đa số người Do Thái ủng hộ việc cử hành đồng tính luyến ái đồng giới và hôn nhân đồng giới. Theo đó, 78% cử tri Do Thái chống lại Dự luật 8 California (2008), dự luật cấm hôn nhân đồng tính ở California. Không một nhóm dân tộc nhóm chủng tộc nhóm sắc tộc nào hay bất cứ nhóm tôn giáo nào khác đã bỏ phiếu chống lại Dự luật 8 California (2008) ngoại trừ dân tộc Do Thái đã làm chuyện ấy .
Trong việc xem xét sự cân bằng giữa nền kinh tế và bảo vệ môi trường, người Do Thái Mỹ có nhiều khả năng hơn các nhóm tôn giáo khác (ngoại trừ Phật giáo) để ủng hộ việc bảo vệ môi trường mạnh mẽ hơn..
Người Do Thái ở Mỹ cũng áp đảo các chính sách cần sa của Hoa Kỳ hiện nay. Tám mươi sáu phần trăm người Mỹ Do Thái chống lại việc bắt giữ những người hút cần sa không bạo động, so với 61% phần lớn dân số và 68% của tất cả thành viên đảng Dân chủ. Ngoài ra, 85% người Do Thái ở Hoa Kỳ phản đối việc sử dụng luật thực thi pháp luật liên bang để đóng cửa các hợp tác xã y tế trồng cần sa trong các tiểu bang nơi cần sa y tế là hợp pháp, so với 67% đa số dân số và 73% người Dân chủ.

## Văn hóa Mỹ Do Thái
Kể từ khi làn sóng di dân lớn cuối cùng của người Do Thái đến Mỹ (hơn 2.000.000 người Do Thái từ Đông Âu tới giữa năm 1890 và năm 1924), nền văn hoá thế tục Hoa Kỳ Do Thái đã được tích hợp trong hầu hết mọi cách quan trọng với văn hoá Mỹ rộng lớn hơn. Nhiều khía cạnh của văn hoá Do Thái đã trở thành một phần của nền văn hoá Hoa Kỳ rộng lớn hơn.

### Ngôn ngữ

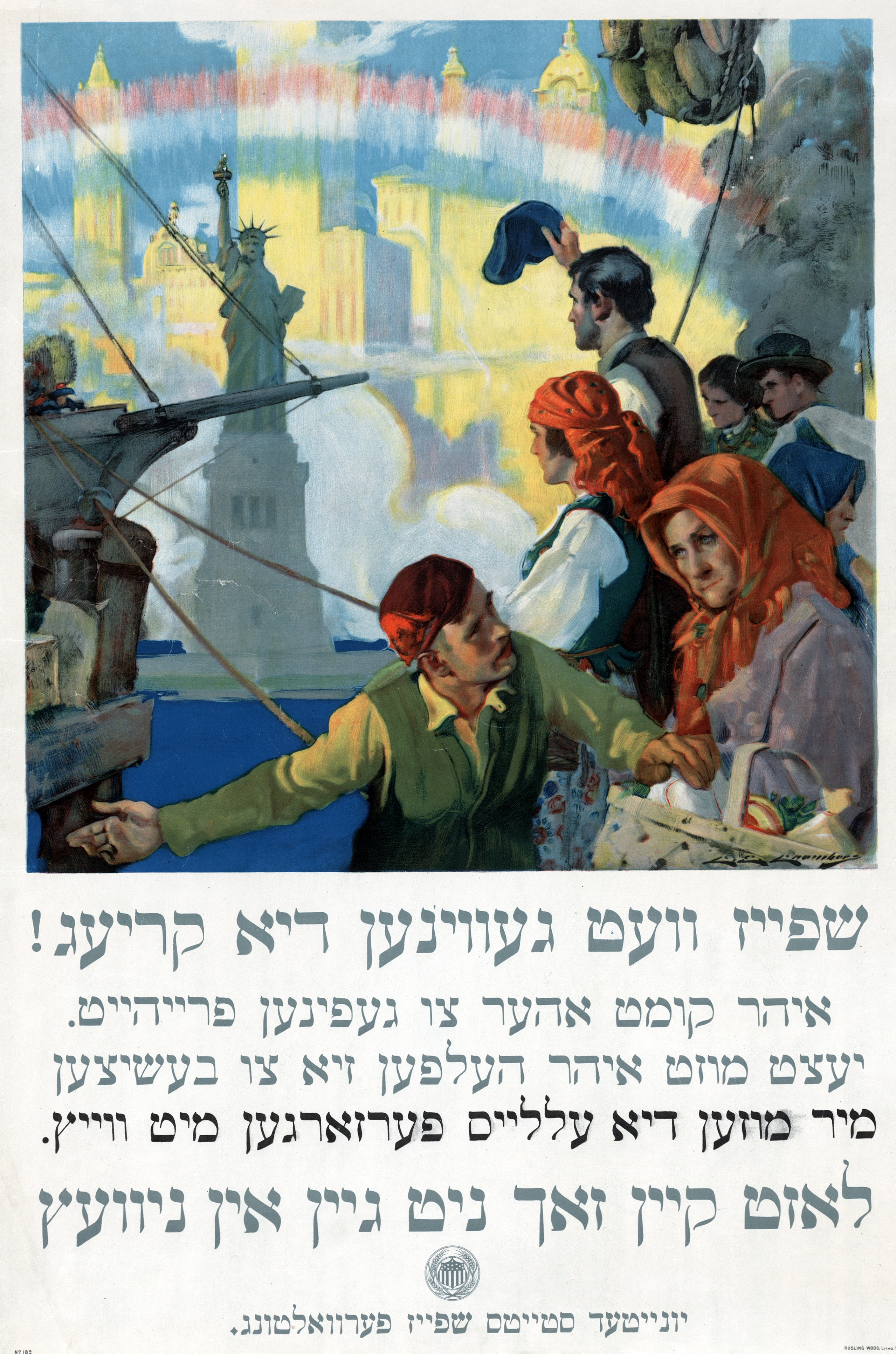
Thức ăn sẽ chiến thắng cuộc chiến tranh, Bạn đã đến đây để tìm kiếm tự do, bây giờ bạn phải giúp đỡ để bảo tồn nó, Lúa mì là cần thiết cho các đồng minh, không lãng phí - thông cáo tiếng Yiddish trong giai đoạn Chiến tranh thế giới thứ nhất năm 1917

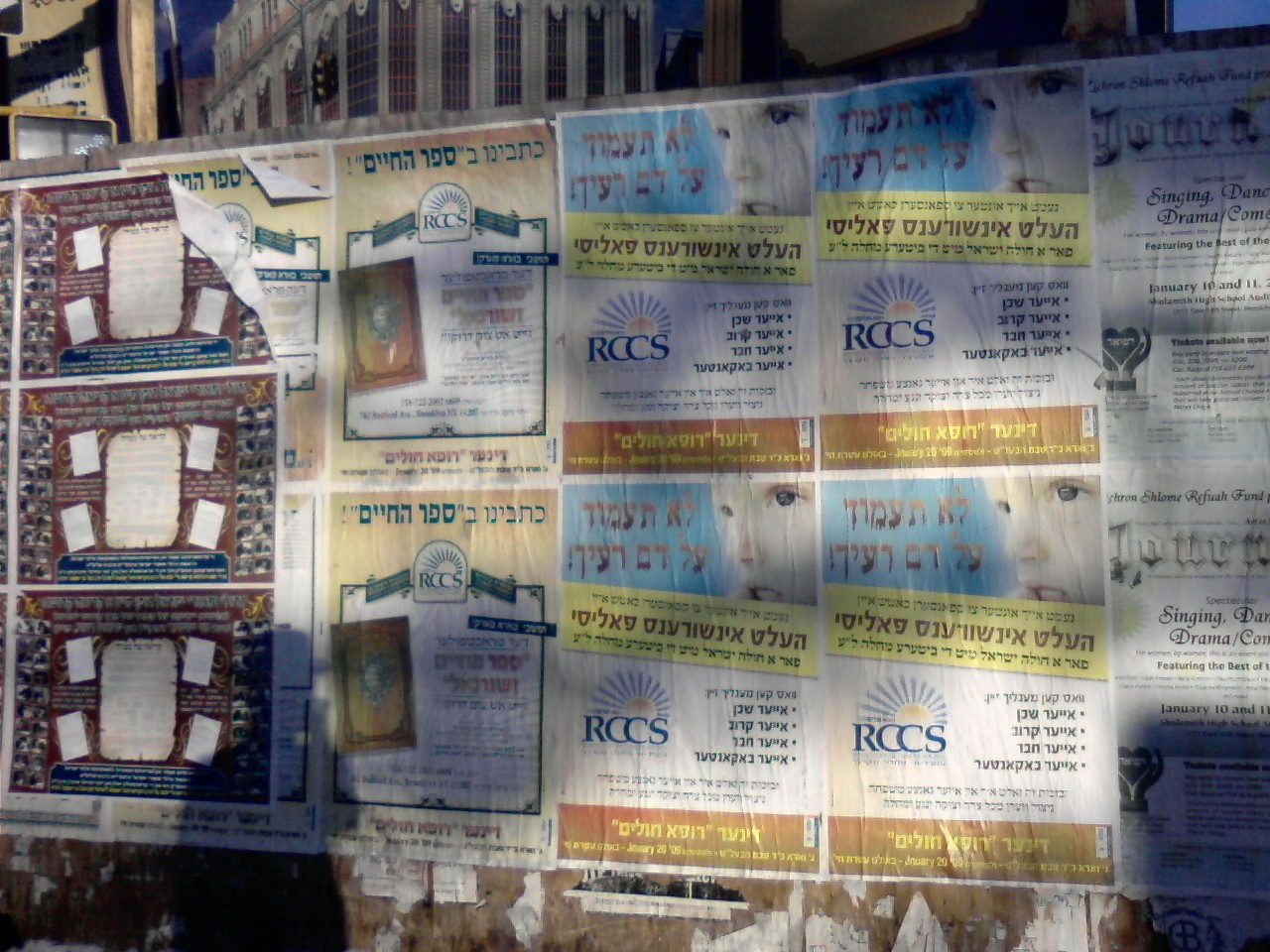
Những áp phích tiếng Yiddish thường thấy được dán đầy trên tường ở Brooklyn, New York

Hầu hết người Do Thái Mỹ ngày nay là những người nói tiếng Anh bản xứ. Một số ngôn ngữ khác vẫn còn được sử dụng trong một số cộng đồng Do Thái người Mỹ, các cộng đồng đại diện cho nhiều bộ phận Do Thái từ khắp nơi trên thế giới đã hợp nhất để tạo nên dân Do Thái Mỹ.
Nhiều người Do Thái Hoa Kỳ Hasidic, thuộc chủng tộc Ashkenazi, nói tiếng Yiddish. Yiddish đã từng được nói như là ngôn ngữ chính của phần lớn trong số vài triệu Người Ashkenazi Do Thái nhập cư vào Hoa Kỳ.
Cộng đồng người Do Thái Ba Tư Hoa Kỳ, đáng chú ý là cộng đồng lớn trong và xung quanh Los Angeles và Beverly Hills, California, chủ yếu nói tiếng Ba Tư trong nhà và trong hội đường giáo đường. Người Ba Tư Do Thái cũng hỗ trợ báo chí tiếng Ba Tư của họ. Người Ba Tư Do Thái cũng cư trú ở các vùng phía đông New York như Kew Gardens và Great Neck, Long Island.
Nhiều người nhập cư Do Thái gần đây của Liên Xô nói tiếng Nga chủ yếu ở nhà và có một số cộng đồng đáng chú ý nơi cuộc sống và kinh doanh công cộng được thực hiện chủ yếu ở Nga, chẳng hạn như ở Bãi biển Brighton ở Thành phố New York và Bãi biển Sunny Isles ở Florida. Ước tính năm 2010 về số lượng gia đình Do Thái nói tiếng Nga ở khu vực thành phố New York là khoảng 92.000, và số lượng cá thể là từ 223.000-350.000 . Một dân số người Nga Do Thái khác cũng có thể tìm thấy ở quận Richmond của San Francisco nơi mà thị trường Nga đứng bên cạnh nhiều doanh nghiệp châu Á.
Những người Mỹ gốc Do thái Bukharan nói tiếng Bukhori, một phương ngữ lai trộn giữa Ba Tư và Nga. Họ xuất bản các tờ báo của chính họ như Thời báo Bukharian và phần lớn sống ở Queens, New York. Forest Hills thuộc quận Queens, đường số 108 được gọi là "Đường phố Bukharian",, có liên quan đến nhiều cửa hàng và nhà hàng được tìm thấy trong và xung quanh khu phố mang ảnh hưởng văn hóa Bukharian. Nhiều người Bukharian cũng có mặt tại các vùng Arizona, Miami, Florida, và các khu vực Nam California như San Diego.
Hebrew cổ điển là ngôn ngữ của hầu hết các tài liệu tôn giáo Do thái Giáo, chẳng hạn như Tanakh (Kinh thánh) và Siddur (kinh nguyện). Hebrew hiện đại cũng là ngôn ngữ chính thức của Nhà nước Israel hiện đại, điều này khuyến khích nhiều người học nó như một ngôn ngữ thứ hai. Một số người nhập cư Israel gần đây nói tiếng Hebrew là ngôn ngữ chính của họ.

### Chính phủ và quân sự

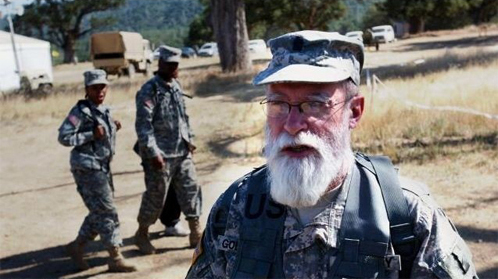
Tuyên úy người Do Thái trong quân đội Mỹ

Kể từ năm 1845, đã có tổng cộng 34 người Do Thái đã phục vụ trong Thượng viện, bao gồm 14 thượng nghị sĩ. Judah P. Benjamin là Thượng nghĩ sĩ người Do Thái đầu tiên của Nghị viện, và sau đó làm Bộ trưởng Chiến tranh Liên bang và Ngoại trưởng Hoa Kỳ trong cuộc nội chiến. Rahm Emanuel từng là Tổng Tham mưu cho Tổng thống Barack Obama. Số người Do Thái được bầu vào Nhà tăng lên mức cao nhất mọi thời đại là 30 người. Tám người Do Thái được bổ nhiệm vào Tòa án tối cao Hoa Kỳ.
Cuộc Nội chiến đánh dấu bước chuyển đổi cho người Do Thái ở Mỹ. Nó đã giết chết những tin vịt của chủ nghĩa bài Do Thái, vốn phổ biến rộng rãi ở Châu Âu, có nghĩa là người Do Thái hèn nhát, thích chạy trốn trong chiến tranh hơn là phục vụ chiến đấu cùng với các công dân trong trận chiến .
Ít nhất đã có hai mươi tám người Mỹ gốc Do Thái đã được trao Huân chương Danh dự.

### Khoa học, kinh doanh, và học vấn

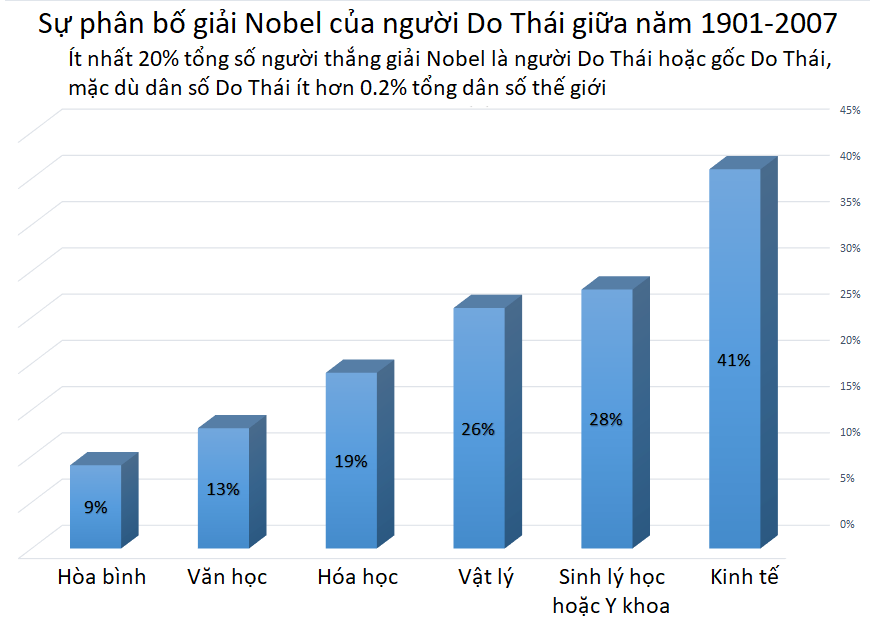
Sự phân bố giải Nobel của người Do Thái giữa năm 1901-2007.
Ít nhất 20% tổng số người thắng giải Nobel là người Do Thái hoặc gốc Do Thái, mặc dù dân số Do Thái ít hơn 0.2% tổng dân số thế giới.
Giải Nobel đã được trao cho hơn 850 cá nhân, (hoặc 1 trên 500 người). Nhìn chung, người Do Thái hoặc người gốc Do Thái đã giành tổng cộng 41% giải thưởng Nobel về kinh tế, 28% thuốc men y học, 26% vật lý, 19% hóa học, 13% về văn học và 9% của tất cả các giải thưởng hòa bình.

Với xu hướng của người Do Thái được rút kinh nghiệm lâu dài từ những công việc văn phòng và có khuynh hướng theo đuổi trí tuệ, nhiều người Do Thái cũng đã rất thành công đáng kể như là một dân tộc thiểu số chuyên nghiệp và tài giỏi trong kinh doanh ở Hoa Kỳ. Văn hoá Do Thái có truyền thống mạnh mẽ, nhấn mạnh và tôn trọng tiền bạc và nhấn mạnh vào sự nhạy bén về tài chính, sự sáng suốt trong kinh doanh và sự hiểu biết về kinh doanh đã dẫn đến việc nhiều người Do Thái bắt đầu thành lập các cơ sở kinh doanh riêng của họ và đã trở thành những động lực tăng trưởng kinh tế chính tạo nên nền kinh tế hùnh mạnh siêu cường Mỹ. Nhiều doanh nghiệp gia đình người Do Thái được truyền lại từ thế hệ này sang thế hệ khác là tài sản, nguồn thu nhập và là nền tảng tài chính vững chắc cho sự thịnh vượng phu quý thành công trong kinh tế và xã hội của gia tộc. Trong lĩnh vực văn hoá người Mỹ Do Thái, người Mỹ gốc Do Thái cũng đã phát triển một nền văn hóa mạnh mẽ về tinh thần kinh doanh vì sự xuất sắc trong kinh doanh và sự tham gia vào kinh doanh và thương mại là rất có giá trị cao trong nền văn hoá Do thái. Người Do Thái ở Mỹ cũng bị thu hút bởi nhiều môn học khác nhau trong giới học viện hàn lâm như vật lý học, xã hội học, kinh tế học, tâm lý học, toán học, triết học và ngôn ngữ học và đóng vai trò không cân xứng trong nhiều lĩnh vực học thuật. Những nhà trí thức người Do Thái như Saul Bellow, Ayn Rand, Noam Chomsky, Thomas Friedman, và Elie Wiesel đã có một tác động đáng kể trong cuộc sống công cộng ở Mỹ. Trong số 200 nhà trí thức có ảnh hưởng nhất Hoa Kỳ, 50% là người Do Thái thuần chủng với 76% người Do Thái Do Thái có một người cha là người Do Thái. Trong số những người đoạt giải Nobel Hoa Kỳ, 37 phần trăm là người Mỹ Do Thái (18 lần tỷ lệ người Do Thái trong dân số), như 61 phần trăm của Huy chương John Bates Clark trong số người nhận giải kinh tế (35 lần tỷ lệ là người Do Thái) .
Trong thế giới kinh doanh, trong khi người Do Thái Mỹ chỉ chiếm dưới 2,5% dân số Hoa Kỳ, họ chiếm 7,7% số ghế trong các công ty của Hoa Kỳ . Trong giới bất động sản ở New York, 18 trong số 20 nhà đầu tư bất động sản giàu nhất thế giới có trụ sở tại thành phố New York là khu vực khai thác của người Do Thái. Người Do Thái Hoa Kỳ cũng có một sự hiện diện mạnh mẽ trong bản quyền sở hữu NBA. Trong số 30 đội của NBA, có 14 chủ sở hữu chính của người Do Thái. Một số người Do Thái đã phục vụ như là các ủy viên NBA bao gồm cả ủy viên của ủy ban NBA David Stern và ủy viên hiện tại là Adam Silver.
Vì nhiều nghề nghiệp trong khoa học, kinh doanh và hàn lâm thường trả lương cao, người Do Thái cũng có khuynh hướng có thu nhập cao hơn so với hầu hết đa số người Mỹ. Cuộc Điều tra Dân số Do Thái quốc gia năm 2000-2001 cho thấy thu nhập trung bình của một gia đình Do Thái là 54.000 đô la một năm và 34% số gia đình Do Thái báo cáo có thu nhập trên 75.000 đô la một năm .

### Văn học Mỹ Do Thái

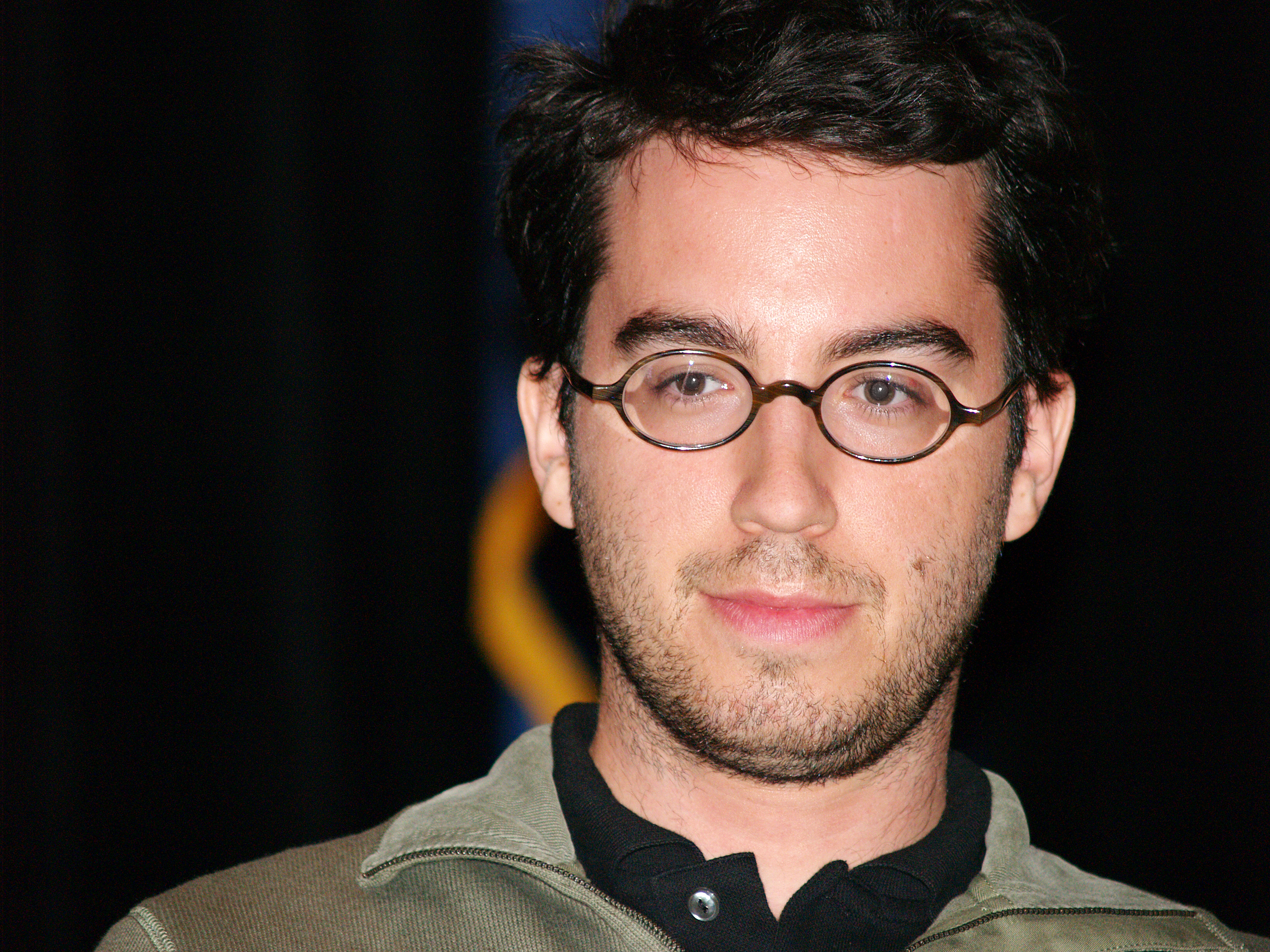
Jonathan Safran Foer một nhà văn người Do Thái nổi tiếng ở Mỹ

Mặc dù người Mỹ gốc Do Thái đã đóng góp rất nhiều cho nền văn hóa nghệ thuật Mỹ, vẫn có một nền văn học Mỹ Do Thái rõ rệt. Văn học Hoa Kỳ Do Thái thường khám phá những kinh nghiệm về việc trở thành một người Do thái ở Mỹ, và những mâu thuẫn của xã hội thế tục và lịch sử.

### Nhạc dân ca Mỹ

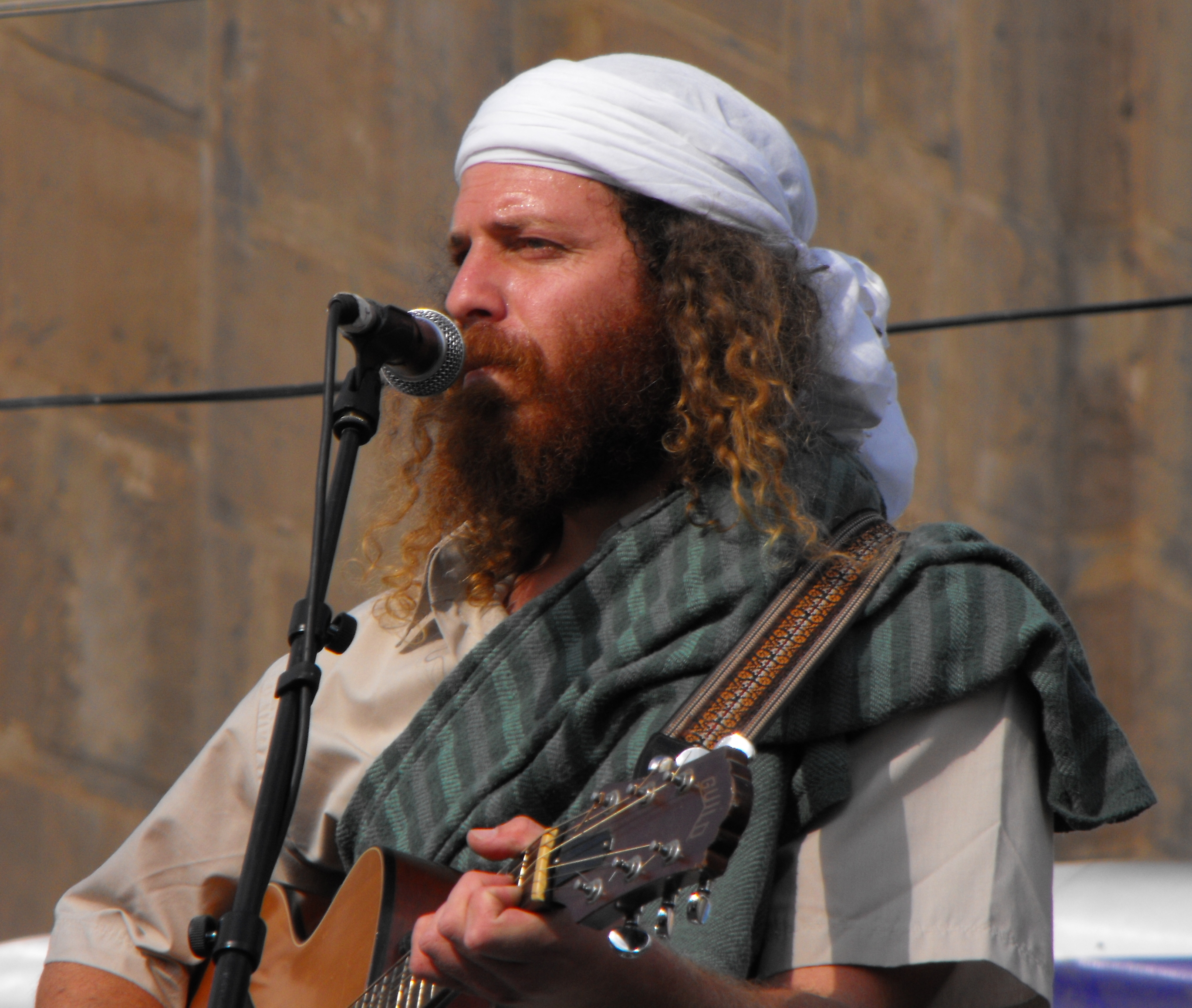
Một nhạc sĩ người Do Thái

Người Do Thái đã tham gia vào nền âm nhạc dân ca Hoa Kỳ kể từ cuối thế kỷ XIX; những người này thường là những người tị nạn từ Trung Âu và Đông Âu, và có nhiều thiệt thòi về kinh tế hơn các đồng đạo đến từ Tây Âu và Sephardic. Các sử gia coi đó như là một di sản của hát kịch nhạc nghệ Yiddish thế tục, các truyền thống cổ kính và mong muốn được đồng hóa. Vào những năm 1940, bản sắc người Do Thái đã được hình thành trong nền âm nhạc dân ca Mỹ.
Ví dụ về các tác động lớn mà người Do Thái đã có trong âm nhạc dân gian Hoa Kỳ bao gồm, nhưng không giới hạn: Moe Asch là người đầu tiên thu âm và phát hành nhiều nhạc của Woody Guthrie, bao gồm "This Land is Your Land" để đáp lại "God Bless America" của Irving Berlin, và Guthrie đã viết các bài hát Do Thái. Guthrie kết hôn với một người Do Thái và con trai của họ Arlo đã trở thành có ảnh hưởng theo quyền của riêng anh. Tập đoàn một người của Asch Folkways Records cũng phát hành nhiều phần âm nhạc của Leadbelly và Pete Seeger từ những năm 40 và 50. Danh mục âm nhạc lớn của Asch được tự nguyện tặng cho Smithsonian.
Ba trong số bốn người sáng tạo ra Liên hoan dân gian Newport, Wein, Bikel và Grossman (Seeger không phải là người Do Thái). Albert Grossman kết hợp cùng Peter, Paul và Mary, trong đó Yarrow là người Do Thái. Oscar Brand, thuộc một gia đình người Do Thái Canada, có chương trình phát thanh dài nhất "Liên hoan nhạc dân ca của Oscar Brand", đã được phát sóng liên tiếp từ năm 1945 ở NYC . Và là chương trình phát sóng đầu tiên ở Mỹ, nơi chủ nhà sẽ trả lời bất kỳ thư từ cá nhân nào.
Nhóm nhạc có ảnh hưởng The Weavers, người kế nhiệm Almanac Singers, dẫn đầu bởi Pete Seeger, đã có một người quản lý Do Thái, và 2 trong 4 thành viên của nhóm là người Do Thái (Gilbert và Hellerman). Bên B của "Good Night Irene" có bài hát dân ca Do Thái được cá nhân chọn để ghi âm bởi Pete Seeger "Tzena, Tzena, Tzena".
Tạp chí âm nhạc dân ca có ảnh hưởng Sing Out! Được đồng sáng lập và biên soạn bởi Irwin Silber năm 1951, và do ông biên tập cho đến năm 1967, khi tạp chí đã ngừng xuất bản trong nhiều thập kỷ. Nhà phê bình âm nhạc đầu tiên của tạp chí Rolling Stone, Jon Landau, là người Đức gốc Do Thái. Izzy Young đã sáng lập ra Trung tâm văn hóa truyền thống huyền thoại tại NY, và hiện nay là Trung tâm Văn học dân gian gần Mariatorget ở Södermalm, Thụy Điển, liên quan đến âm nhạc dân gian Mỹ và Thụy Điển .
Dave Van Ronk đã quan sát thấy cảnh hậu trường của những năm 1950 là "ít nhất 50% là người Do Thái, và họ đã thông qua âm nhạc như là một phần của sự đồng hoá bản thân họ với nền văn hóa truyền thống Anh-Mỹ, bản thân nó là một cấu trúc nhân tạo nhưng không kém phần cung cấp cho chúng ta với một số điểm chung tương đồng 
.

### Ngành dịch vụ tài chính

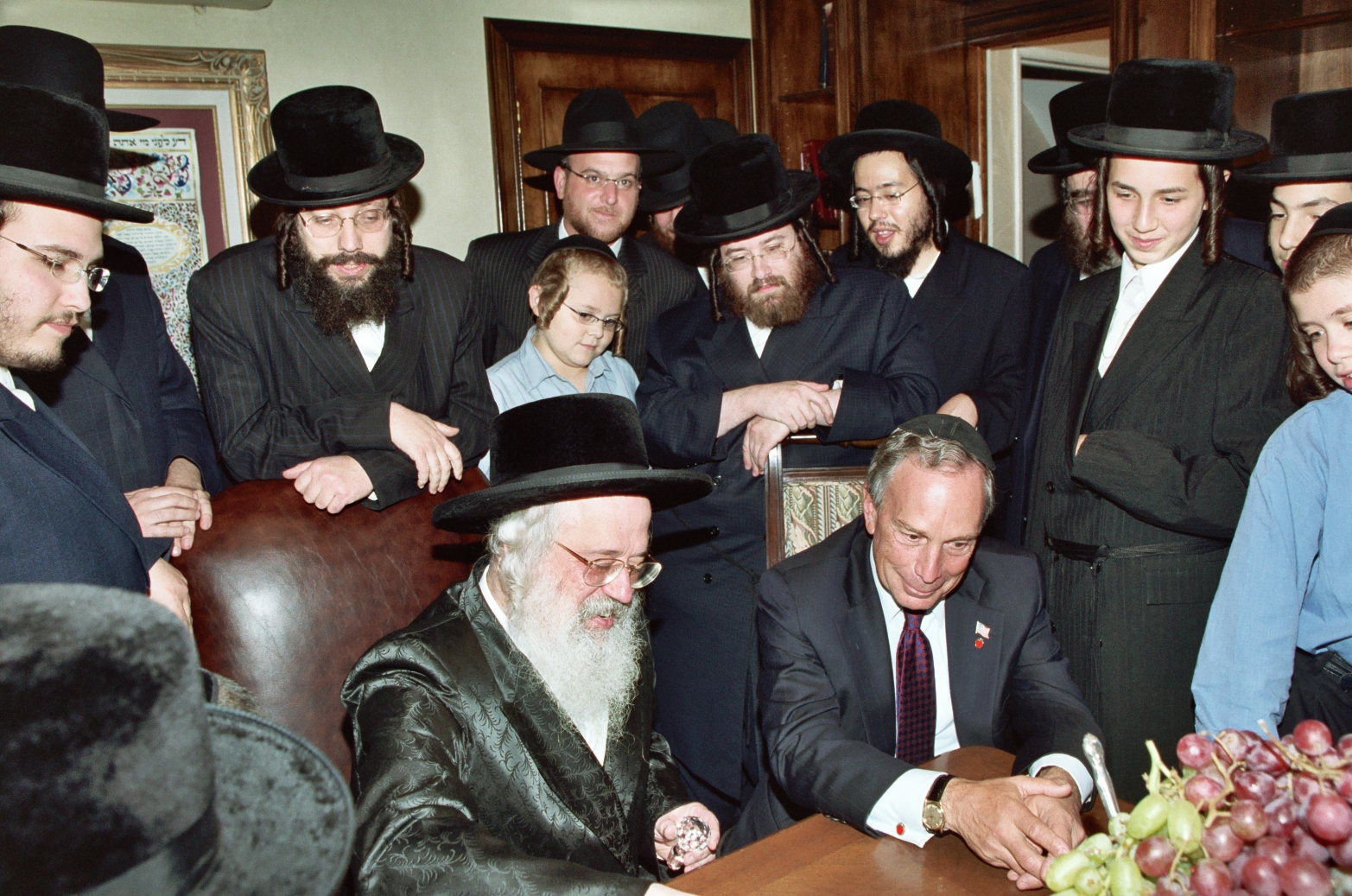
Tỷ phú Hoa Kỳ Michael Bloomberg và các Đồng Hương người Do Thái

Người Do Thái từ lâu đã tham gia vào các lĩnh vực ngành nghề dịch vụ tài chính kể từ thời kỳ thuộc địa. Người do thái nhận được quyền buôn bán lông thú vật từ các thuộc địa Hà Lan và Thụy Điển. Thống đốc Anh vinh danh những quyền này sau khi tiếp quản. Trong Chiến tranh Cách mạng, Haym Solomon đã giúp tạo ra ngân hàng Mỹ bán trung tâm đầu tiên ở Hoa Kỳ và tư vấn cho Alexander Hamilton để xây dựng hệ thống ngân hàng tài chính cho nước Mỹ.

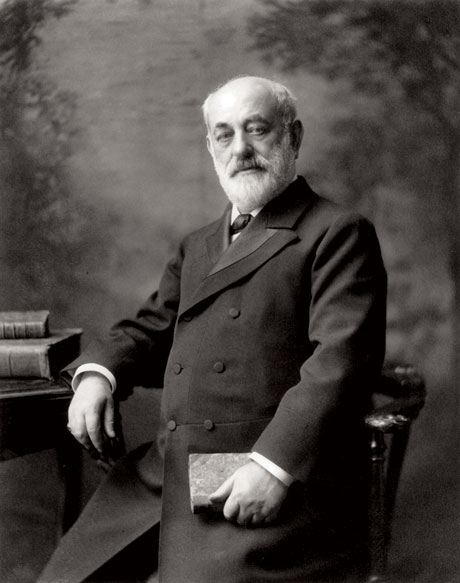
Đại gia ngân hàng người do thái gốc Đức Marcus Goldman

Người Do Thái ở Hoa Kỳ trong thế kỷ XIX, XX và XXI đã đóng một vai trò khá quan trọng trong việc phát triển các ngành dịch vụ tài chính của quốc gia Mỹ, cả ở các ngân hàng đầu tư và các quỹ đầu tư. Các ông chủ ngân hàng người Đức gốc Do Thái bắt đầu đảm nhận vai trò chính trong nền tài chính Mỹ trong những năm 1830 khi chính phủ và tư nhân mượn tiền để xây dựng các dự án như kênh rạch đào, đường sắt và các cải tiến trong nước khác tăng nhanh và phát triển đáng kể. Những người đàn ông vĩ đại như là August Belmont (Đại lý của Rothschild ở New York và một đảng viên Dân chủ hàng đầu), Philip Speyer, Jacob Schiff (tại công ty Kuhn, Loeb & Company), Joseph Seligman, Philip Lehman (của anh em nhà Lehman), Jules Bache, và Marcus Goldman (của ngân hàng đầu tư mạo hiểm Goldman Sachs) minh hoạ cho tầng lớp tài chánh tinh hoa ưu tú này. Cũng như các đối tác, gia đình, cá nhân và kết nối kinh doanh không phải là người Do Thái, uy tín về tính trung thực, liêm chính, khả năng và sẵn sàng chấp nhận những rủi ro được tính toán rất cần thiết để tuyển dụng nguồn vốn từ các nguồn đầu tư rộng rãi. Các gia đình và các công ty mà người do thái kiểm soát được ràng buộc bởi các yếu tố tôn giáo và xã hội, và các mối kết hôn lấy vợ gả chồng. Các mối quan hệ cá nhân thực tế đã tạo điều kiện thuận lợi cho công việc kinh doanh làm ăn trước sự ra đời của các tổ chức thể chế ở thế kỷ XX. Các tư tưởng kỳ thị phân biệt chủng tộc chống lại người do thái thì cho rằng người do thái là những người đóng vai trò then chốt trong một tổ chức với âm mưu thống trị thế giới.

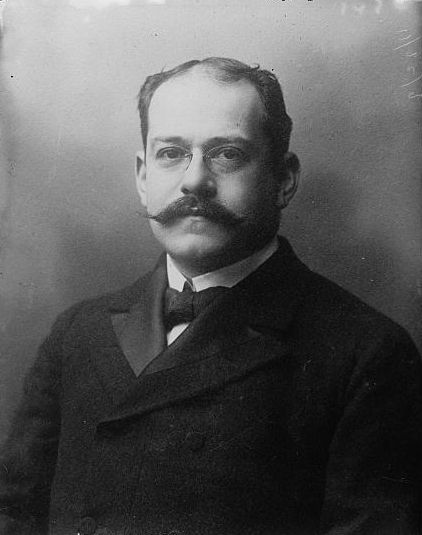
Đại gia người do thái Jules Bache

Kể từ cuối thế kỷ XX, người Do Thái đã đóng một vai rất trò quan trọng trong ngành công nghiệp quỹ phòng hộ, theo Zuckerman (2009). SAC Capital Advisors,, Soros Fund Management, Och-Ziff Capital Management, GLG Partners Renaissance Technologies và Elliott Management Corporation là những quỹ phòng hộ lớn do người Do Thái đồng sáng lập.
Người do thái cũng đóng vai trò then chốt trong ngành công nghiệp cổ phần tư nhân, đồng sáng lập một số công ty lớn nhất và nổi tiếng nhất ở Hoa Kỳ như là Blackstone, Cerberus Capital Management, TPG Capital, BlackRock, Carlyle Group, Warburg Pincus, và KKR.

#### Cục Dự trữ Liên bang Hoa Kỳ
Paul Warburg, một trong những người ủng hộ hàng đầu về việc thành lập một ngân hàng trung ương của nước Mỹ Hoa Kỳ và là một trong những thống đốc đầu tiên của Cục Dự trữ Liên bang (Hoa Kỳ) mới thành lập, đến từ một gia đình Do Thái nổi tiếng ở Đức. Kể từ đó, một số người Do Thái đã đóng giữ vai trò chức vụ Chủ tịch Hội đồng Thống đốc Cục Dự trữ Liên bang Hoa Kỳ của Cục Dự trữ Liên bang Hoa Kỳ, bao gồm các vị chủ tịch trước đây như Ben Bernanke và Alan Greenspan và nữ chủ tịch hiện tại là Janet Yellen.

### Nền văn hóa thịnh hành
Nhà hát kịch nghệ Yiddish được nhiều người xem, và nghệ thuật nhạc kịch Yiddish đã cung cấp cơ sở căn bản để đào tạo cho những người biểu diễn và các nhà sản xuất phim ảnh đã chuyển đến Hollywood vào những năm 1920. Nhiều người trong số những người tiên phong và khởi xướng cho nền công nghiệp điện ảnh giải trí Hollywood là người Do thái. Họ đóng vai trò trong việc phát triển mạng lưới truyền thanh và truyền hình, điển hình là William S. Paley điều hành công ty truyền thông và phát thanh Hoa Kỳ CBS. Stephen J. Whitfield nói rằng "Gia đình Sarnoff đã thống trị NBC."
Rất nhiều các cá nhân người Do Thái đã có những đóng góp đáng kể cho nền văn hoá Mỹ. Đã có nhiều diễn viên và người biểu diễn người Mỹ gốc Do Thái, từ các diễn viên từ năm 1900 đến các ngôi sao điện ảnh Hollywood cổ điển, và hiện nay cũng có rất nhiều diễn viên điện ảnh minh tinh màn bạc nổi tiếng là người Do Thái. Lĩnh vực hài kịch Mỹ cũng có nhiều người Do Thái. Cũng có nhiều di sản Do Thái ở Hoa Kỳ bao gồm các nhà soạn nhạc và nhà văn, ví dụ như tác giả bài hát "Viva Las Vegas" Doc Pomus, hay Billy the Kid nhà soạn nhạc Aaron Copland. Có khá nhiều người Do Thái đã đi đầu trong các vấn đề đấu tranh cho các chị em phụ nữ.

### Chiến tranh thế giới thứ hai

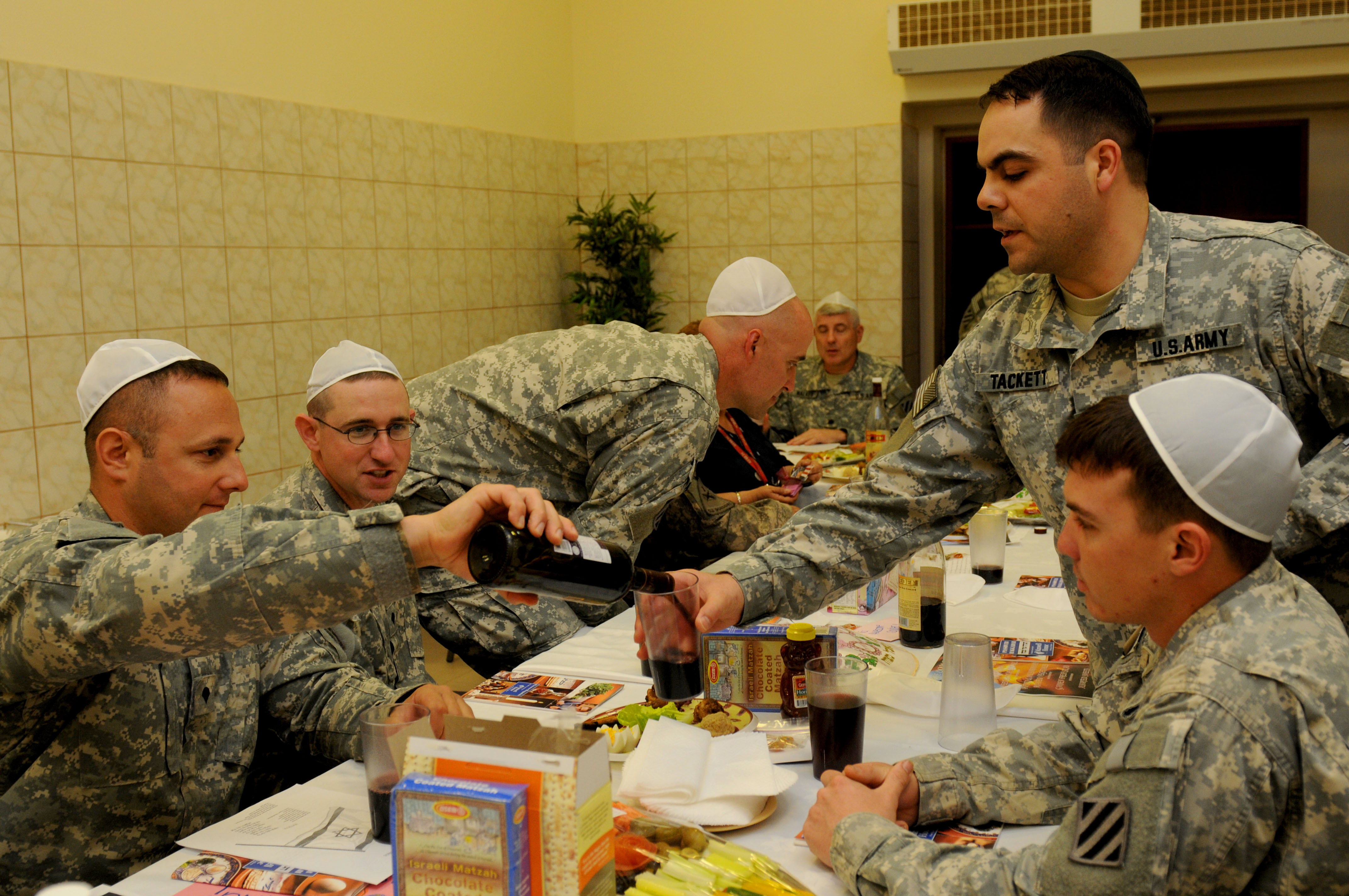
Người Do Thái phục vụ quân sự cho quân đội Mỹ

Đã có hơn 550.000 người Do Thái phục vụ trong quân đội Hoa Kỳ trong chiến tranh thế giới thứ hai; khoảng 11.000 người do thái đã thiệt mạng hy sinh vì tổ quốc Hoa Kỳ và hơn 40.000 người do thái đã bị thương. Có ba người do thái được trao Huy chương Danh dự, 157 người do thái nhận được U.S. Army Distinguished Service Medal, Distinguished Service Medal (United States Navy), Distinguished Service Cross (United States), hay Huân chương Thập tự Hải quân, và khoảng 1600 người do thái nhận được Silver Star. Khoảng 50.000 tấm huy chương và giải thưởng khác được trao cho các chiến binh quân đội Do Thái, với tổng cộng 52.000 huy chương. Trong giai đoạn này, người Do Thái chiếm khoảng 3,3% tổng dân số Hoa Kỳ nhưng người Do thái lại chiếm khoảng 4,23% lực lượng vũ trang Hoa Kỳ. Khoảng 60 phần trăm của tất cả các bác sĩ Do Thái ở Hoa Kỳ dưới 45 tuổi đã phục vụ trong vai trò bác sĩ quân y và medic.
Đã có rất nhiều nhà vật lý người do thái tham gia Đệ Nhị Thế Chiến, bao gồm nhà bác học Robert Oppenheimer dẫn đầu trong Dự án Manhattan bí mật chế tạo vũ khí hạt nhân bom nguyên tử. Nhiều người trong số các nhà khoa học này là những người tị nạn từ Đức Quốc Xã hoặc từ những cuộc bức hại chống lại người do thái ở những nơi khác nhau ở Châu Âu.

## Những người Do Thái nổi tiếng
Dưới đây là danh sách chưa đầy đủ về người Mỹ gốc Do Thái hoặc những người Do Thái có liên quan đến nước Mỹ Hoa Kỳ:

### Nghệ thuật, Văn hoá và Văn học

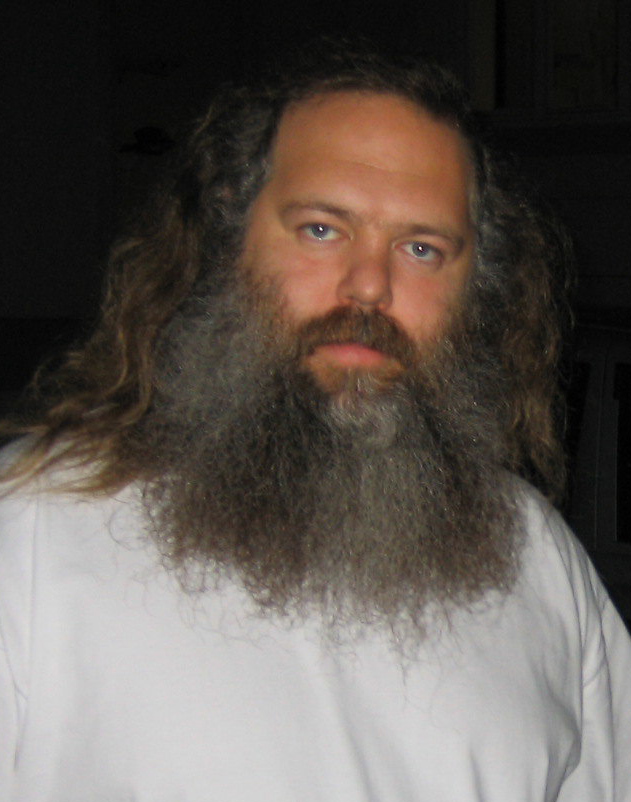
Rick Rubin
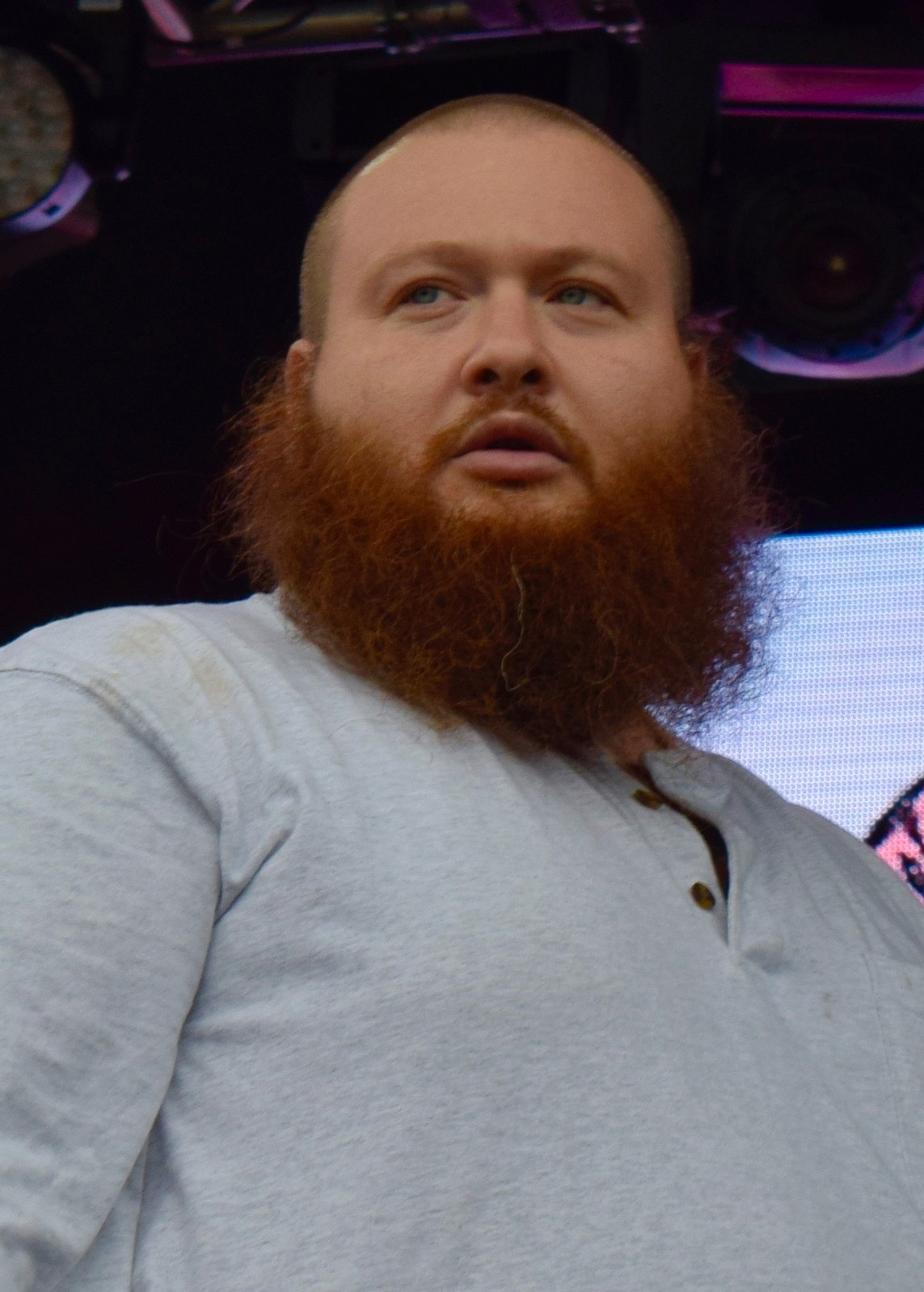
Action Bronson
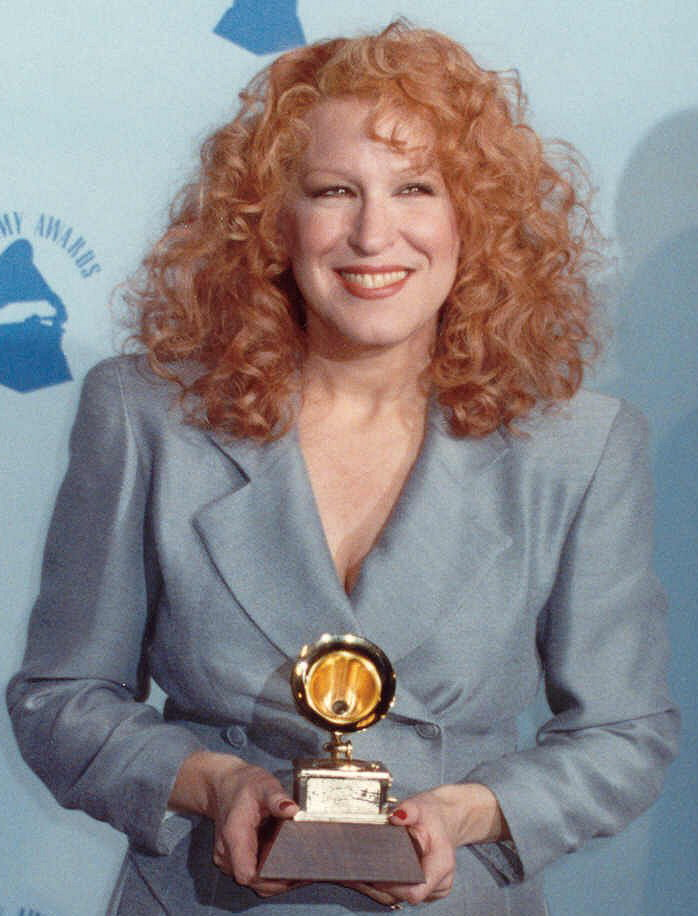
Bette Midler
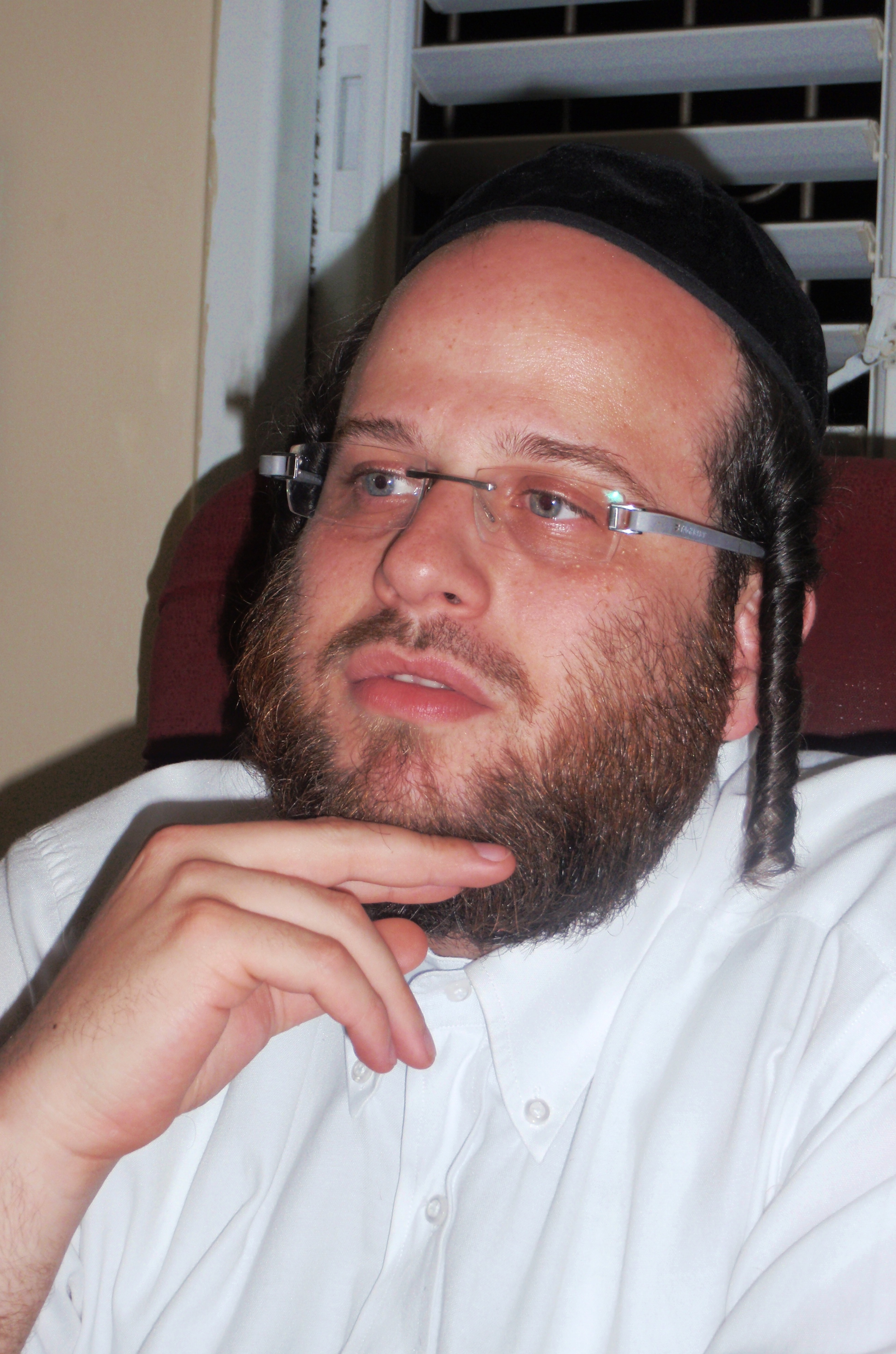
Dudi Kalish
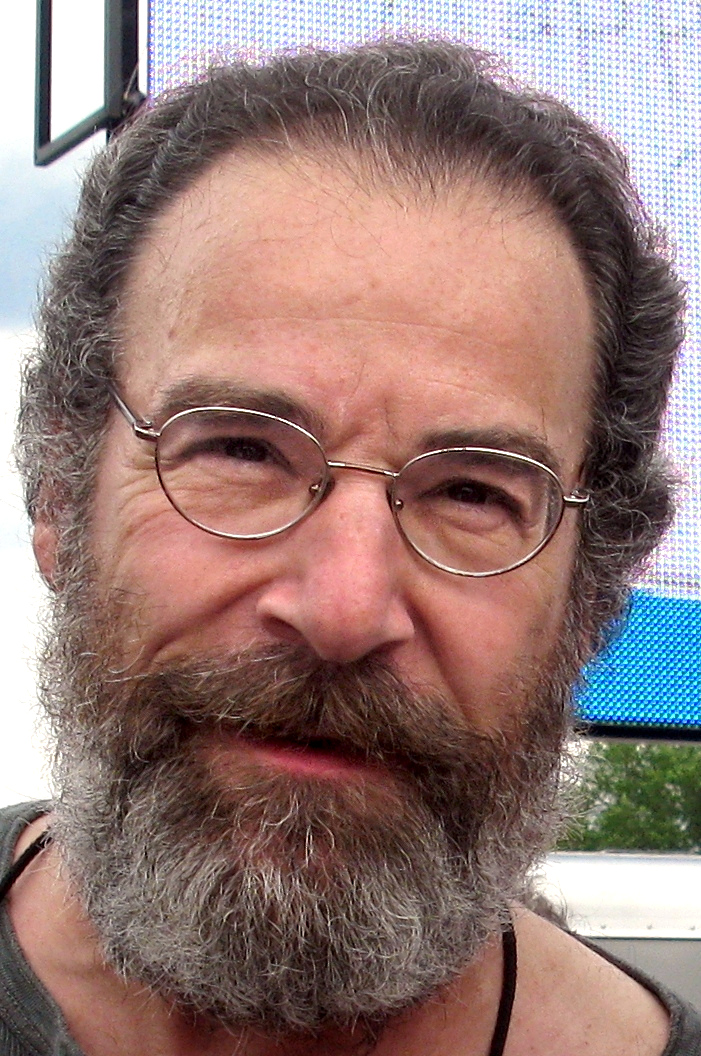
Mandy Patinkin

| Tên                    | Năm đẻ | Quốc gia                   | Năm chết | Quốc gia               |                                                    |
| ---------------------- | ------ | -------------------------- | -------- | ---------------------- | -------------------------------------------------- |
| Action Bronson         | 1983   | NƯỚC MĨ, New York          |          |                        | Ca sĩ và đầu bếp                                   |
| Woody Allen            | 1935   | NƯỚC MĨ, New York          |          |                        | Diễn viên và đạo diền                              |
| Eve Arnold             | 1912   | NƯỚC MĨ, Pennsylvania      | 2012     | Vương quốc Anh         | Nhiếp ảnh gia                                      |
| Mandy Patinkin         | 1952   | NƯỚC MĨ, Chicago, Illinois |          |                        | Diễn viên, ca sĩ, nghệ sỹ giọng nói, diễn viên hài |
| Lauren Bacall          | 1924   | NƯỚC MĨ, New York          | 2014     | NƯỚC MĨ, New York      | Diễn viên                                          |
| Rick Rubin             | 1963   | NƯỚC MĨ, New York          |          |                        | Nhà sản xuất thu âm nhạc                           |
| Vicki Baum             | 1888   | Áo                         | 1960     | NƯỚC MĨ, California    | Nhạc sĩ                                            |
| Benny Friedman (ca sĩ) | 1985   | St. Paul, Minnesota        |          |                        | Ca sĩ                                              |
| Saul Bellow            | 1915   | Canada                     | 2005     | NƯỚC MĨ, Massachusetts | Nhà văn                                            |
| Irving Berlin          | 1888   | Nga                        | 1989     | NƯỚC MĨ, New York      | người soạn nhạc                                    |
| Jack Benny             | 1894   | NƯỚC MĨ, Illinois          | 1974     | NƯỚC MĨ, California    | Diễn viên                                          |
| Leonard Bernstein      | 1918   | NƯỚC MĨ, Massachusetts     | 1990     | NƯỚC MĨ, New York      | Nhạc sĩ và nhạc trưởng                             |
| Joseph Brodsky         | 1940   | Nga                        | 1996     | NƯỚC MĨ, New York      | Thi sĩ                                             |
| Mel Brooks             | 1926   | NƯỚC MĨ, New York          |          |                        | Diễn viên hài và đạo diễn                          |
| Joseph Cedar           | 1968   | NƯỚC MĨ, New York          |          |                        | biên kịch                                          |
| Aaron Copland          | 1900   | NƯỚC MĨ, New York          | 1990     | NƯỚC MĨ, New York      | người soạn nhạc                                    |
| Tony Curtis            | 1925   | NƯỚC MĨ, Virginia          | 2010     | NƯỚC MĨ, New York      | diễn viên                                          |
| Kirk Douglas           | 1916   | NƯỚC MĨ, New York          |          |                        | diễn viên                                          |
| Bob Dylan              | 1941   | NƯỚC MĨ, Minnesota         |          |                        | Nhạc sĩ và nhà lyric                               |
| Helen Frankenthaler    | 1928   | NƯỚC MĨ, New York          | 2011     | NƯỚC MĨ, Connecticut   | Họa sĩ                                             |
| Eddie Fisher           | 1928   | NƯỚC MĨ, Pennsylvania      | 2010     | NƯỚC MĨ, California    | diễn viên và ca sĩ                                 |
| George Gershwin        | 1898   | NƯỚC MĨ, New York          | 1937     | NƯỚC MĨ, California    | Người soạn nhạc                                    |
| Philip Glass           | 1937   | NƯỚC MĨ, Maryland          |          |                        | Người soạn nhạc                                    |
| Benny Goodman          | 1909   | NƯỚC MĨ, Illinois          | 1986     | NƯỚC MĨ, New York      | Nhạc sĩ                                            |
| Eydie Gormé            | 1928   | NƯỚC MĨ, New York          | 2013     | NƯỚC MĨ, Nevada        | Nhạc sĩ                                            |
| Dustin Hoffman         | 1937   | NƯỚC MĨ, California        |          |                        | diễn viên                                          |
| Dudi Kalish            | 1978   | Israel, Netanya            |          |                        | Ca sĩ                                              |
| Ron Jeremy             | 1953   | NƯỚC MĨ, New York          |          |                        | Diễn viên                                          |
| Nicole Krauss          | 1974   | NƯỚC MĨ, New York          |          |                        | Nhà văn                                            |
| Mila Kunis             | 1983   | Ukraine                    |          |                        | Nữ diễn viên                                       |
| Jeannette Lander       | 1931   | NƯỚC MĨ, New York          | 2017     | Đức                    | Nhà văn                                            |
| James Levine           | 1943   | NƯỚC MĨ, Ohio              |          |                        | Nhạc trưởng                                        |
| Norman Mailer          | 1923   | NƯỚC MĨ, New Jersey        | 2007     | NƯỚC MĨ, New York      | Nhà văn                                            |
| Louis B. Mayer         | 1884   | Belarus                    | 1957     | NƯỚC MĨ, California    | Nhà sản xuất phim                                  |
| Yehudi Menuhin         | 1916   | NƯỚC MĨ, New York          | 1999     | Đức                    | người chơi vĩ cầm                                  |
| Bette Midler           | 1945   | NƯỚC MĨ, Hawaii            |          |                        | Nữ diễn viên và ca sĩ                              |
| Natalie Portman        | 1981   | Israel                     |          |                        | Nữ diễn viên                                       |
| Philip Roth            | 1933   | NƯỚC MĨ, New Jersey        |          |                        | Nhà văn                                            |
| Mark Rothko            | 1903   | Latvia                     | 1970     | NƯỚC MĨ, New York      | Họa sĩ                                             |
| Jonathan Safran Foer   | 1977   | NƯỚC MĨ, Washington, D.C.  |          |                        | Nhà văn                                            |
| J.D. Salinger          | 1919   | NƯỚC MĨ, New York          | 2010     | NƯỚC MĨ, New Hampshire | Nhà văn                                            |
| Isaac B. Singer        | 1902   | Ba Lan                     | 1991     | NƯỚC MĨ, Florida       | Nhà văn                                            |
| Rudolf Serkin          | 1903   | Cộng hòa Séc               | 1991     | NƯỚC MĨ, Vermont       | nghệ sĩ piano                                      |
| Barbra Streisand       | 1942   | NƯỚC MĨ, New York          |          |                        | Nữ diễn viên và ca sĩ                              |
| Gertrude Stein         | 1847   | NƯỚC MĨ, Pennsylvania      | 1946     | Pháp                   | Nhà văn và nhà xuất bản                            |
| Isaac Stern            | 1920   | Ukraine                    | 2001     | NƯỚC MĨ, New York      | người chơi vĩ cầm                                  |
| Ben Stiller            | 1965   | NƯỚC MĨ, New York          |          |                        | diễn viên                                          |
| Elizabeth Taylor       | 1932   | Vương quốc Anh             | 2011     | NƯỚC MĨ, California    | Nữ diễn viên                                       |

### Giới chính trị gia và những người hoạt động trong chính phủ

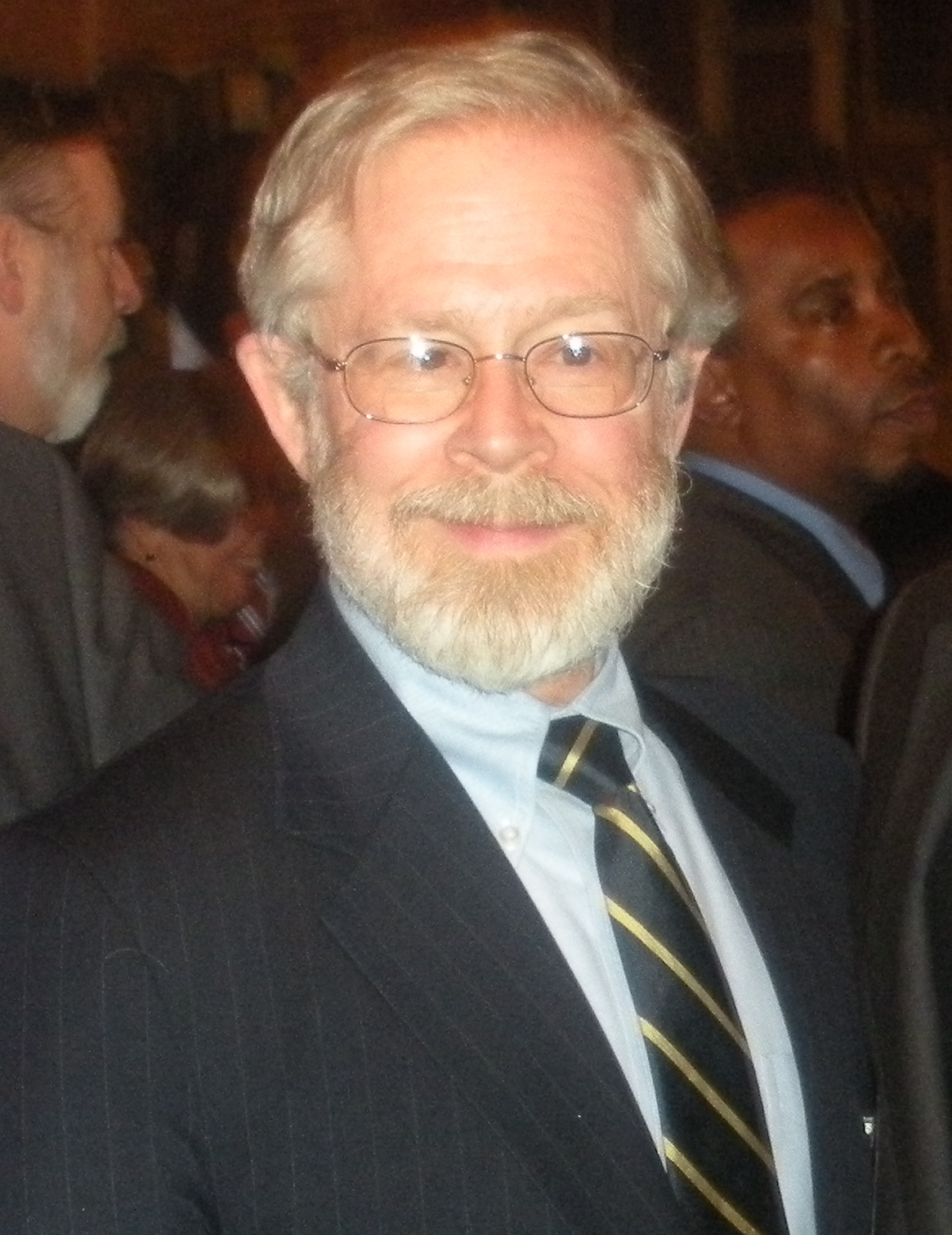
Richard N. Gottfried
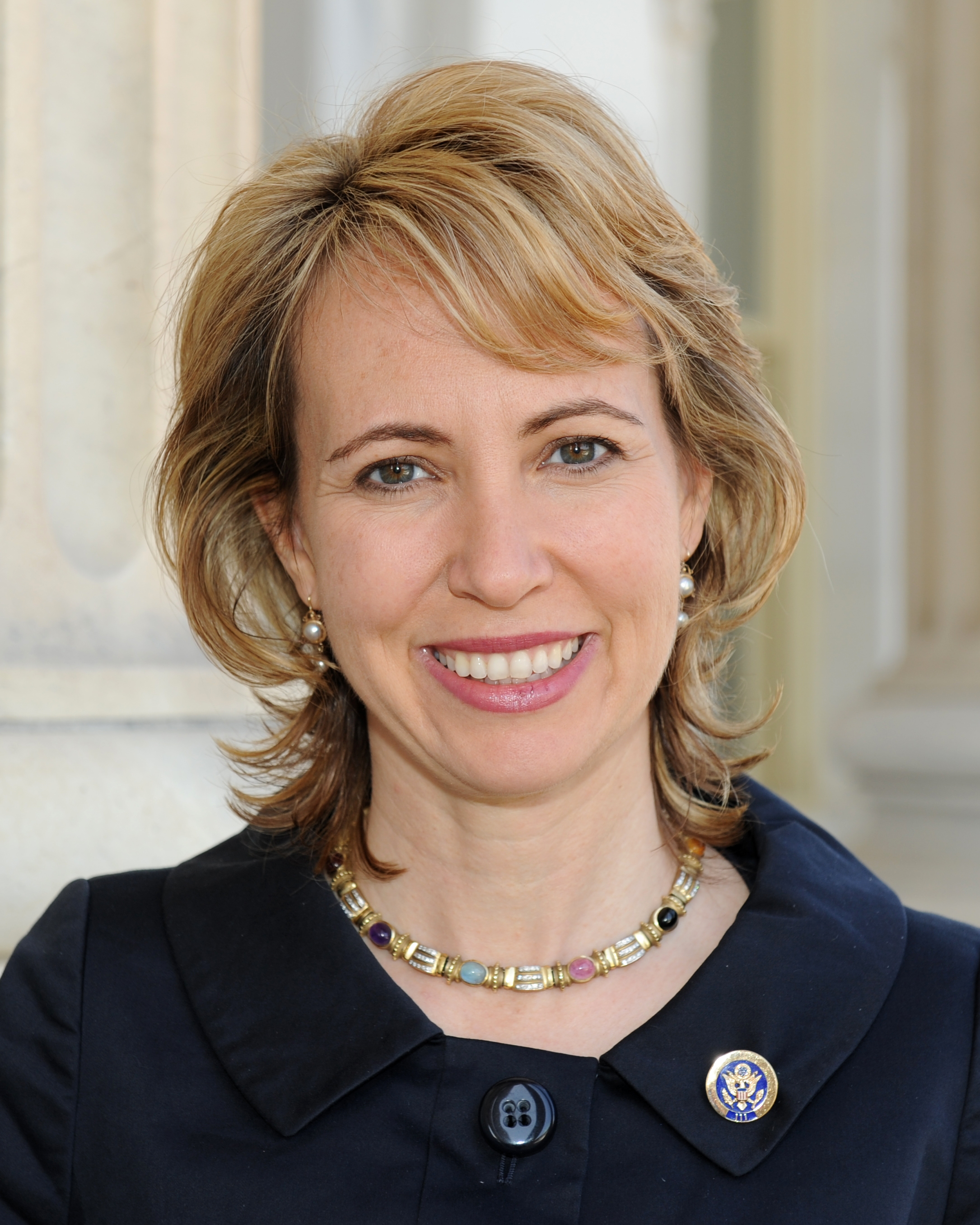
Gabrielle Giffords
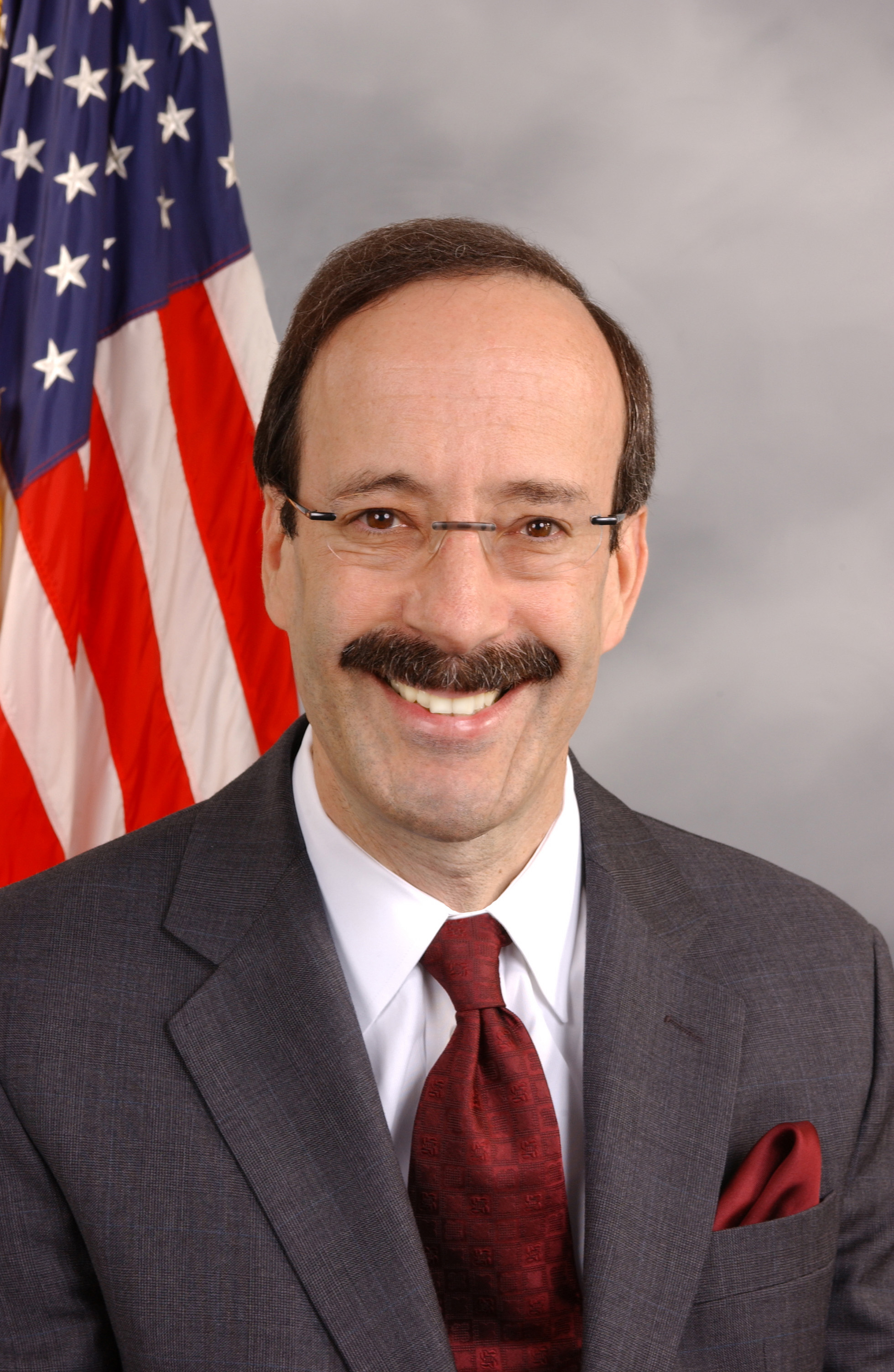
Eliot Engel
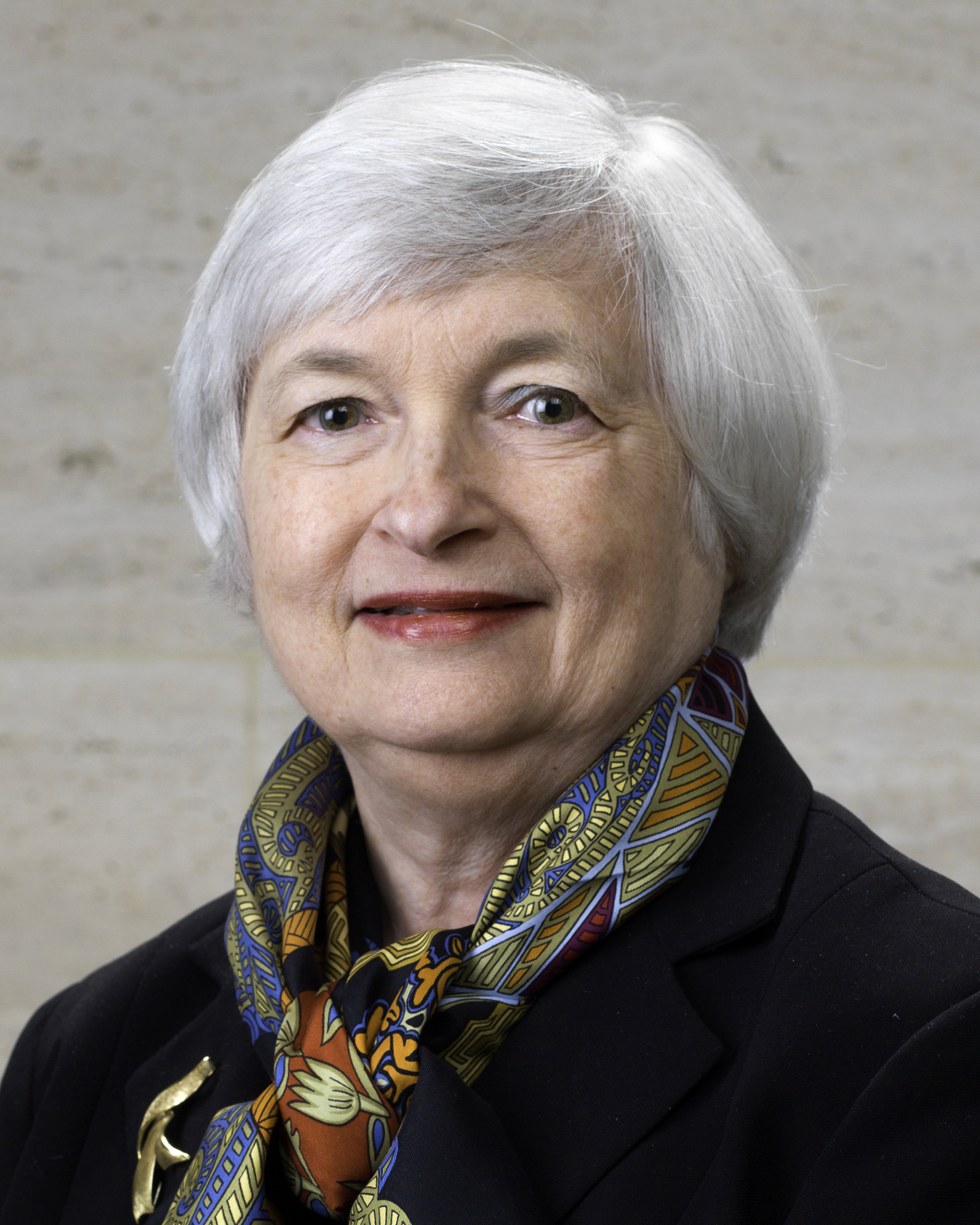
Janet Yellen
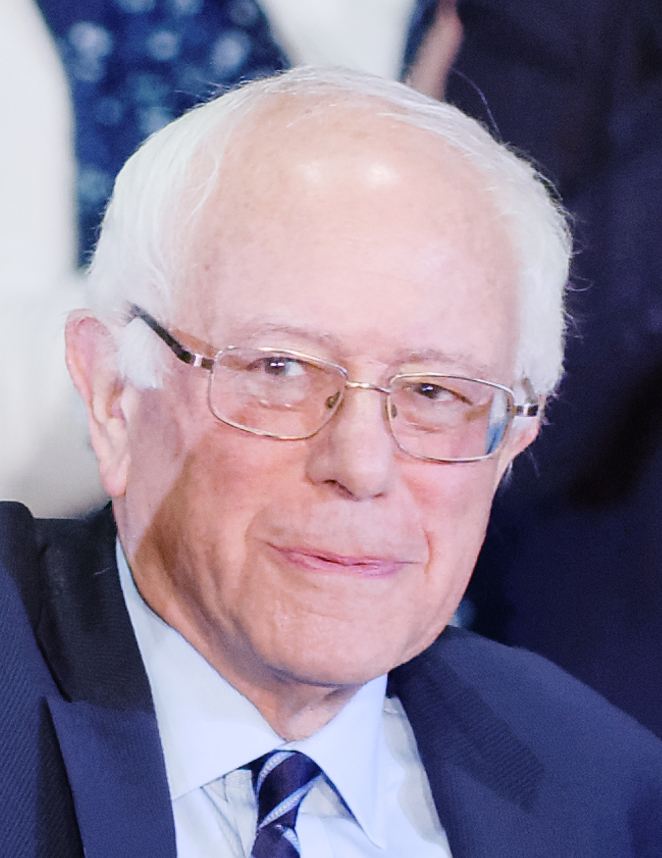
Bernie Sanders

| Tên                          | Năm Đẻ | Quốc gia             | Năm chết | Đất nước                |                                           |
| ---------------------------- | ------ | -------------------- | -------- | ----------------------- | ----------------------------------------- |
| Ruth Bader Ginsburg          | 1933   | Hoa Kỳ, New York     |          |                         | Thẩm phán tại Toà án tối cao              |
| Richard N. Gottfried         | 1947   | Hoa Kỳ, New York     |          |                         | Thành viên Hội đồng tiểu bang New York    |
| Richard Blumenthal           | 1946   | Hoa Kỳ, New York     |          |                         | Thượng nghị sĩ                            |
| Louis Brandeis               | 1856   | Hoa Kỳ, Kentucky     | 1941     | Hoa Kỳ, Washington D.C. | Thẩm phán tại Toà án tối cao              |
| Stephen Breyer               | 1938   | Hoa Kỳ, California   |          |                         | Thẩm phán tại Toà án tối cao              |
| Barbara Boxer                | 1940   | Hoa Kỳ, New York     |          |                         | Thượng nghị sĩ                            |
| Benjamin Cardozo             | 1870   | Hoa Kỳ, New York     | 1938     | Hoa Kỳ, New York        | Thẩm phán tại Toà án tối cao              |
| Dianne Feinstein             | 1933   | Hoa Kỳ, California   |          |                         | Thượng nghị sĩ                            |
| Stanley Fischer              | 1943   | Sambia               |          |                         | Chủ tịch Cục Dự trữ Liên bang             |
| Betty Friedan                | 1921   | Hoa Kỳ, Illinois     | 2006     | Hoa Kỳ, Washington D.C. | Nữ quyền                                  |
| Gabrielle Giffords           | 1970   | Hoa Kỳ, Arizona      |          |                         | Chính trị gia                             |
| Jane Harman                  | 1945   | Hoa Kỳ, New York     |          |                         | Đại diện Hạ viện                          |
| Elena Kagan                  | 1960   | Hoa Kỳ, New York     |          |                         | Thẩm phán tại Toà án tối cao              |
| Ed Koch                      | 1924   | Hoa Kỳ, New York     | 2013     | Hoa Kỳ, New York        | Thị trưởng New York                       |
| Henry Kissinger              | 1923   | Đức                  | 2023     | Connecticut, Hoa Kỳ     | Ngoại giao và Bộ trưởng Ngoại giao        |
| Madeleine M. Kunin           | 1933   | Thụy Sĩ              |          |                         | Nhà ngoại giao và thống đốc bang Vermont  |
| Herbert H. Lehman            | 1878   | Hoa Kỳ, New York     | 1963     | Hoa Kỳ, New York        | Thượng Nghị Sĩ và Thống Đốc New York      |
| Joe Lieberman                | 1942   | Hoa Kỳ, Connecticut  |          |                         | Thượng Nghị Sĩ và Ứng Viên Phó Tổng thống |
| David Marcus                 | 1901   | Hoa Kỳ, New York     | 1948     | Israel                  | Thiếu tướng lữ đoàn quân đội Israel       |
| Marjorie Margolies-Mezvinsky | 1942   | Hoa Kỳ, Pennsylvania |          |                         | Đại diện Hạ viện                          |
| Bernie Sanders               | 1941   | Hoa Kỳ, New York     |          |                         | Thượng nghị sĩ và ứng cử viên tổng thống  |
| Charles Schumer              | 1950   | Hoa Kỳ, New York     |          |                         | Thượng nghị sĩ                            |
| Deborah Wasserman Schultz    | 1966   | Hoa Kỳ, New York     |          |                         | Đại diện Hạ viện                          |
| Gloria Steinem               | 1934   | Hoa Kỳ, Ohio         |          |                         | Nữ quyền                                  |
| Janet Yellen                 | 1946   | Hoa Kỳ, New York     |          |                         | Chủ tịch Cục Dự trữ Liên bang             |
| Eliot Engel                  | 1947   | Hoa Kỳ, New York     |          |                         | Đại diện Hạ viện                          |

### Thể thao thể dục

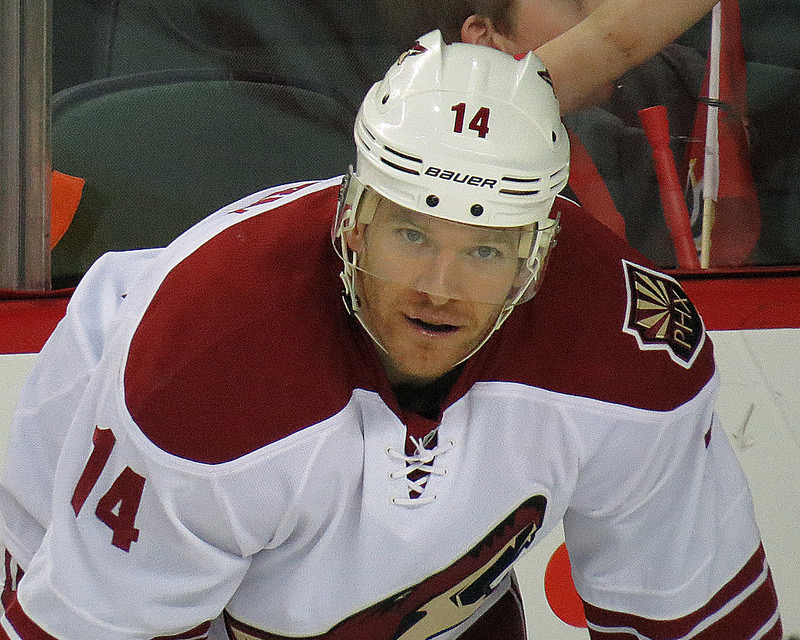
Jeff Halpern
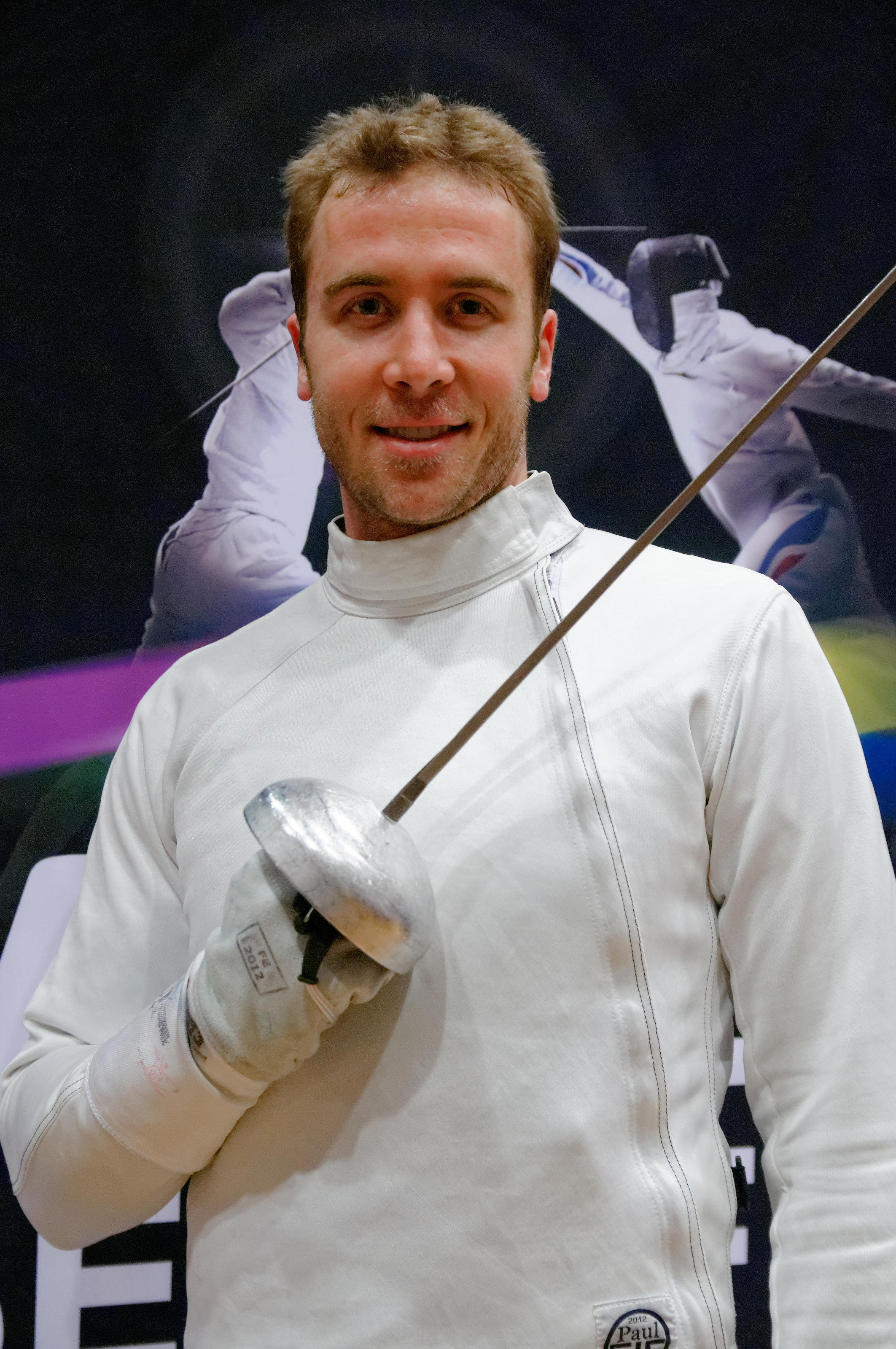
Soren Thompson
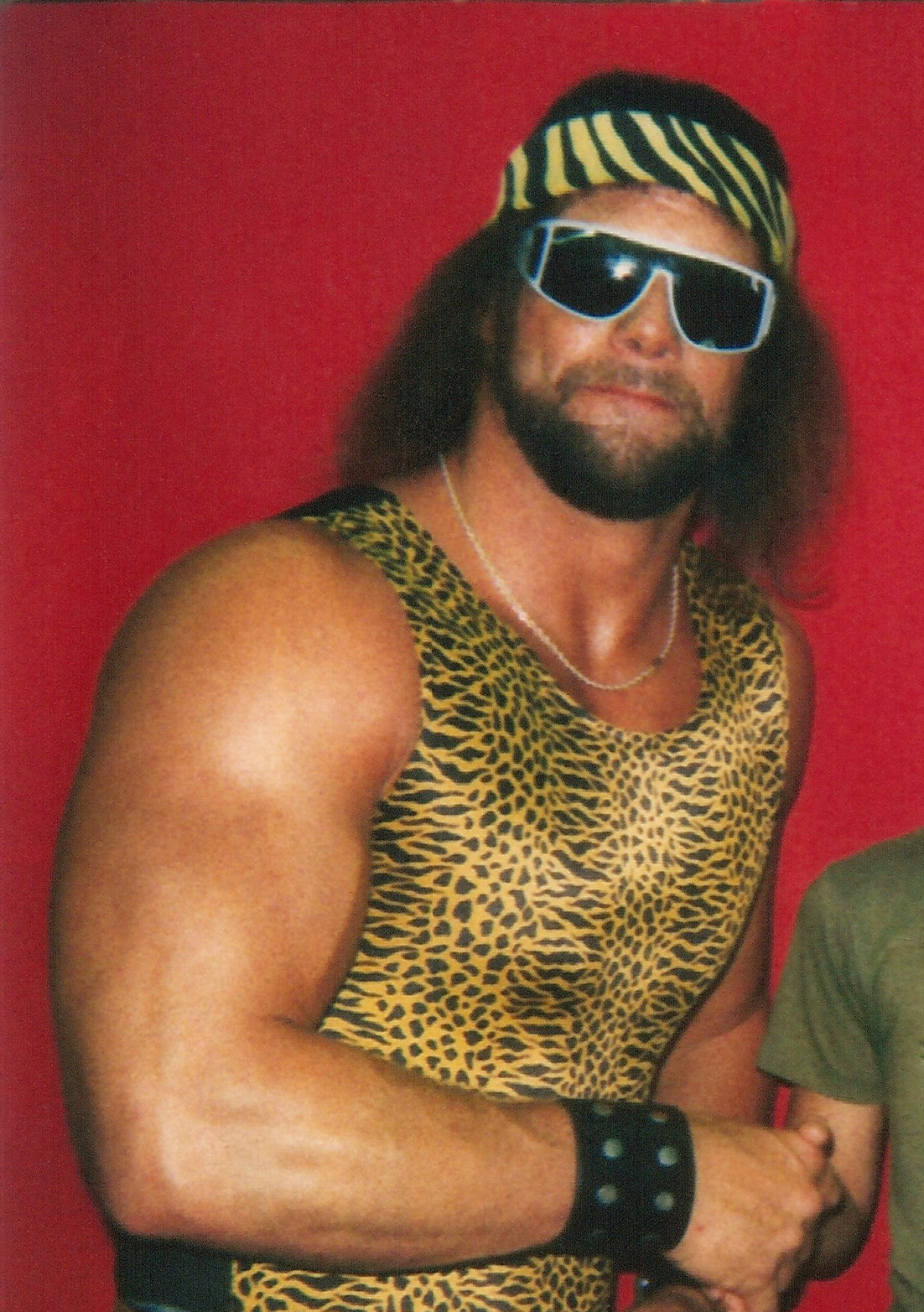
Randy Savage
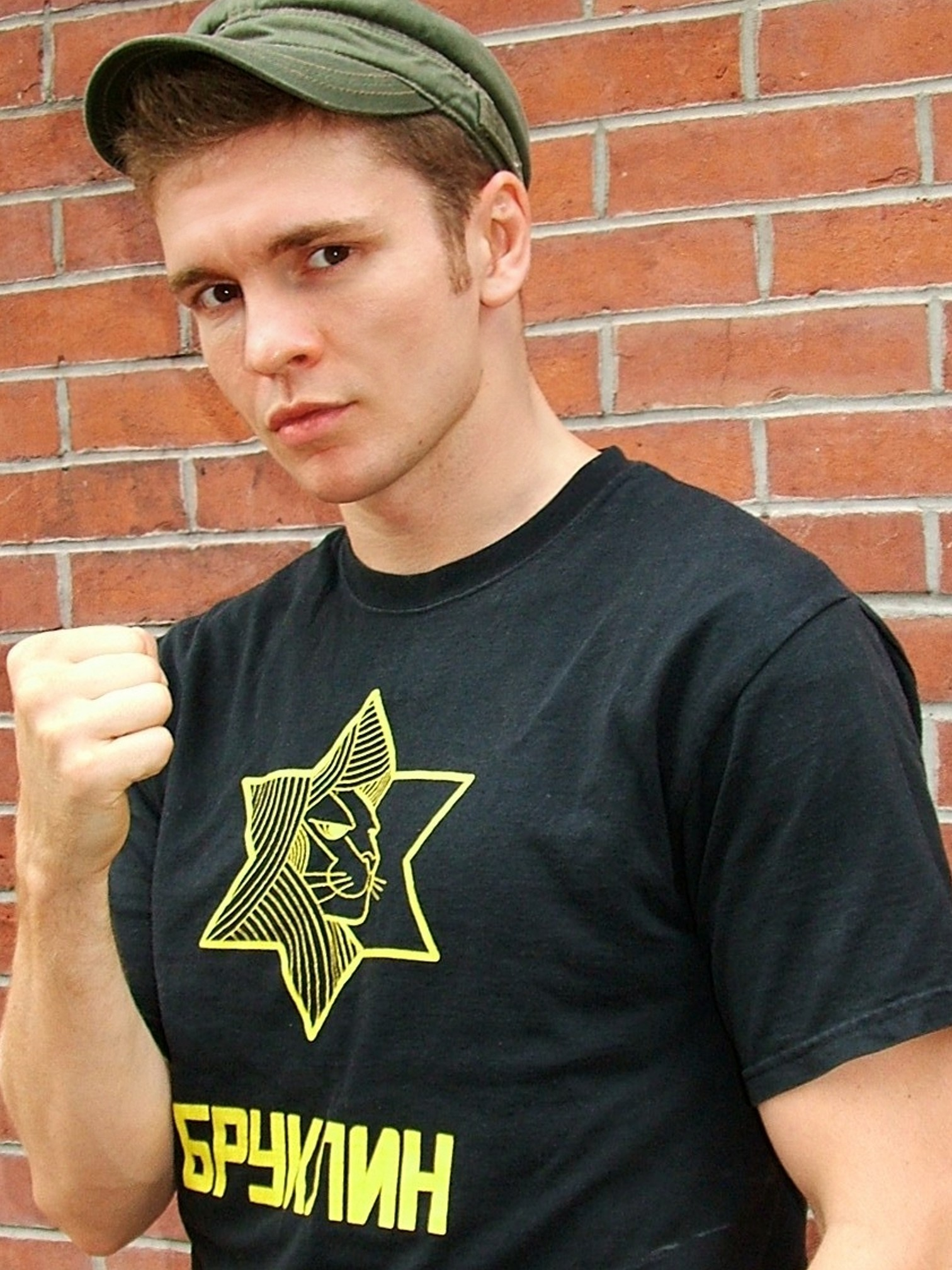
Yuri Foreman
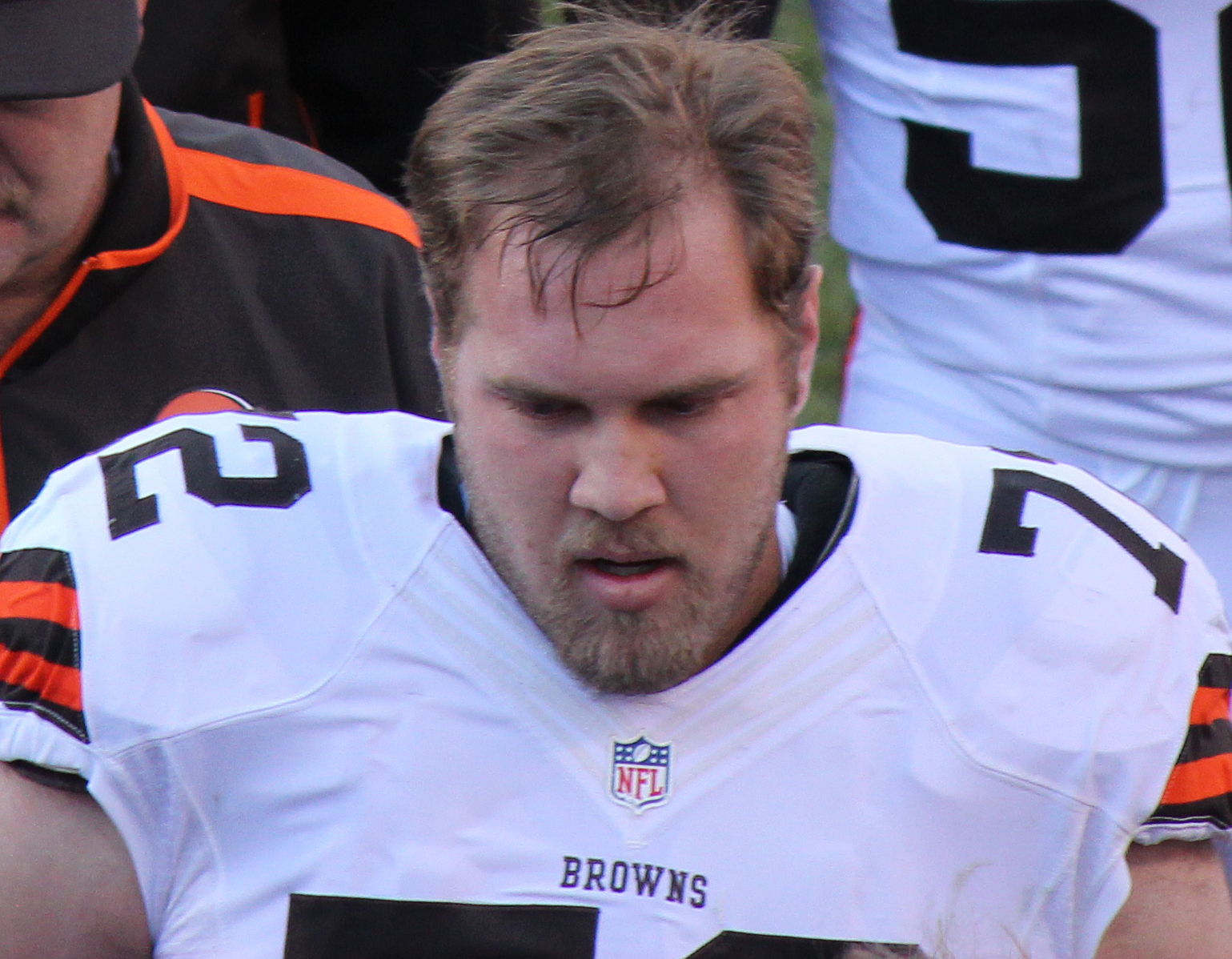
Mitchell Schwartz

| Tên               | Năm Đẻ | Đất nước                                   | Năm Chết | Tổ quốc                | Môn chơi               |
| ----------------- | ------ | ------------------------------------------ | -------- | ---------------------- | ---------------------- |
| Jeff Halpern      | 1976   | Potomac, Maryland, USA                     |          |                        | Khúc côn cầu trên băng |
| Louis Boudreau    | 1917   | USA, Illinois                              | 2001     | USA, Illinois          | Bóng chày              |
| Ryan Braun        | 1983   | USA, California                            |          |                        | Bóng chày              |
| Soren Thompson    | 1981   | USA, New York                              |          |                        | Đấu kiếm               |
| Hank Greenberg    | 1911   | USA, New York                              | 1986     | USA, California        | Bóng chày              |
| Adam Goldberg     | 1980   | Edina, Minnesota, USA                      |          |                        | Bóng cà na             |
| Randy Savage      | 1952   | Columbus, Ohio, USA                        | 2011     | Seminole, Florida, USA | Vật lộn đô vật         |
| Sandy Koufax      | 1935   | USA, New York                              |          |                        | Bóng chày              |
| Emanuel Lasker    | 1869   | Deutschland                                | 1941     | USA, New York          | Cờ Vua                 |
| Sid Luckman       | 1916   | USA, New York                              | 1998     | USA, Florida           | Bóng bầu dục Mỹ        |
| Ossie Schectman   | 1919   | USA, New York                              | 2013     | USA, Florida           | Bóng rổ                |
| Yuri Foreman      | 1980   | Gomel, Belarus                             |          |                        | Quyền anh              |
| Mitchell Schwartz | 1989   | Pacific Palisades, Los Angeles, California |          |                        | Bóng đá kiểu Mỹ        |

### Kinh doanh và Tài chính

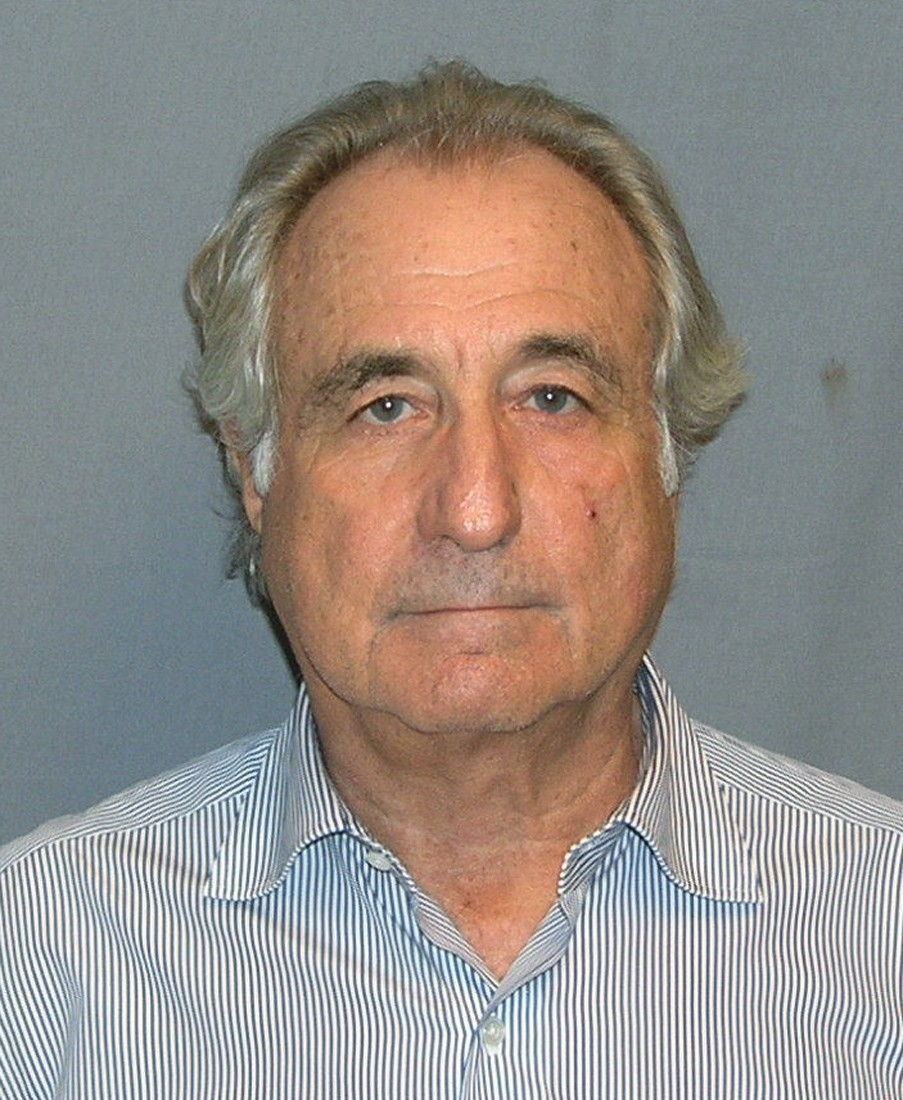
Bernard Madoff
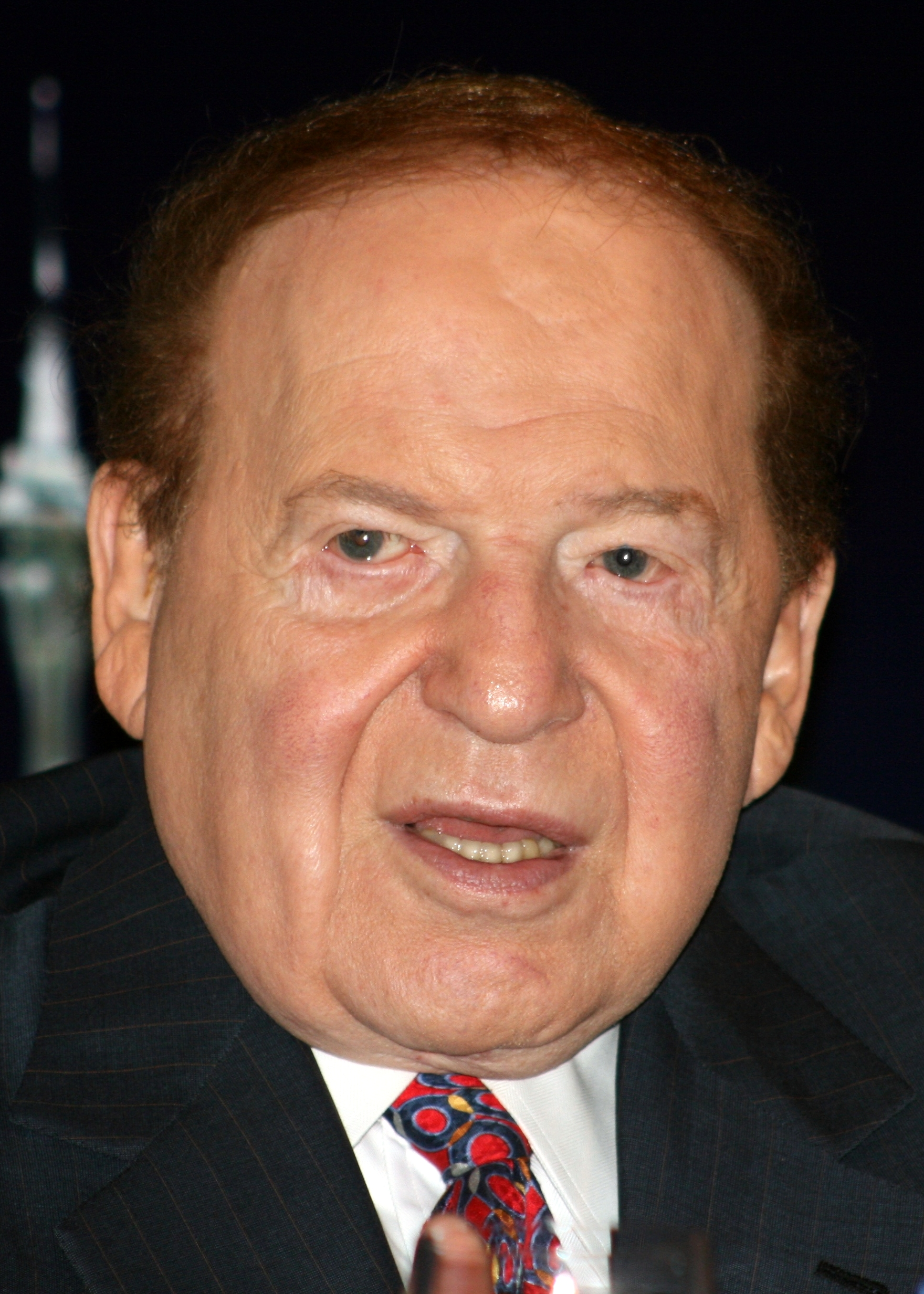
Sheldon Adelson
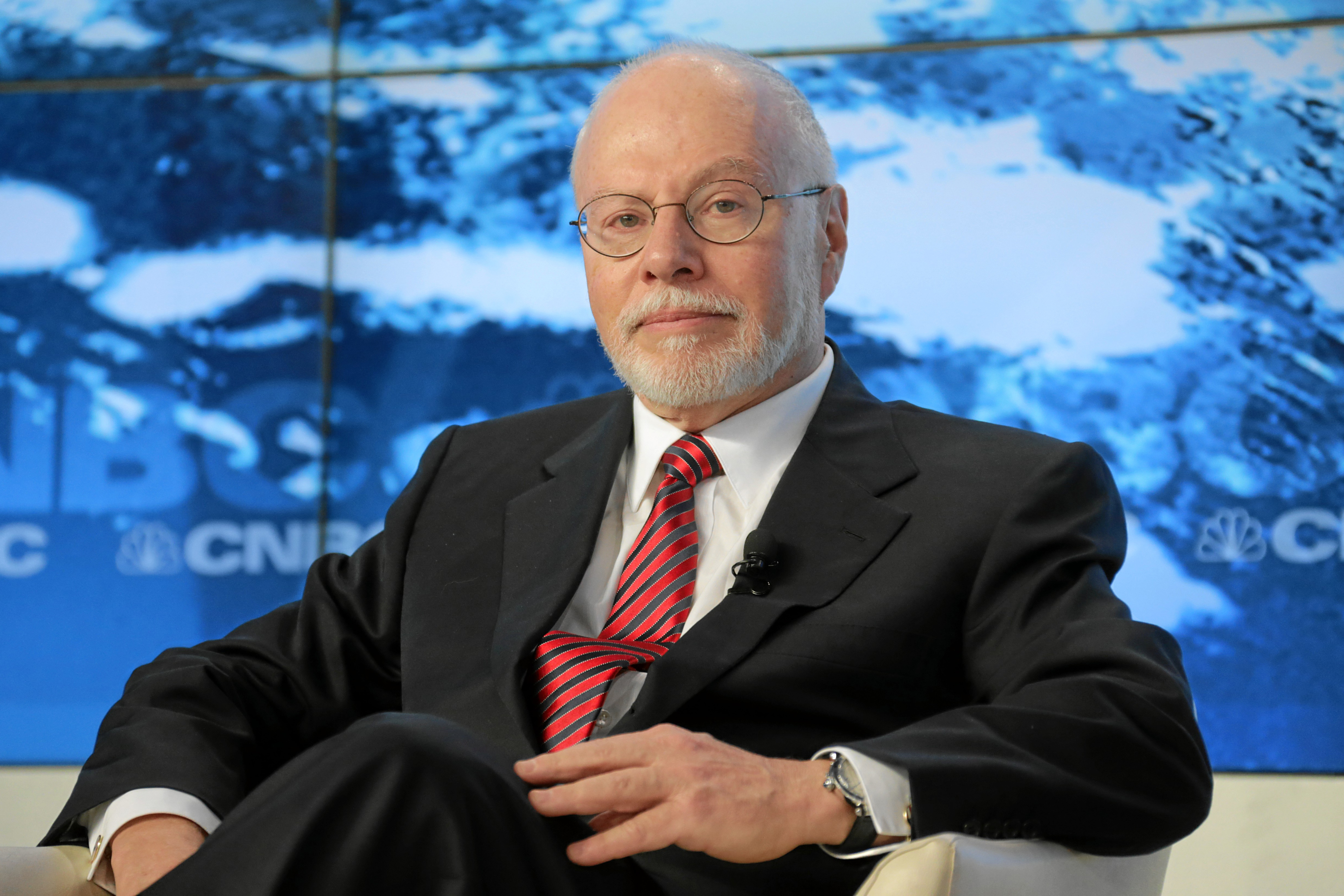
Paul Singer
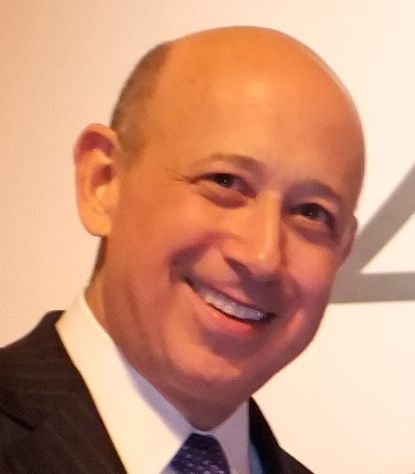
Lloyd Blankfein
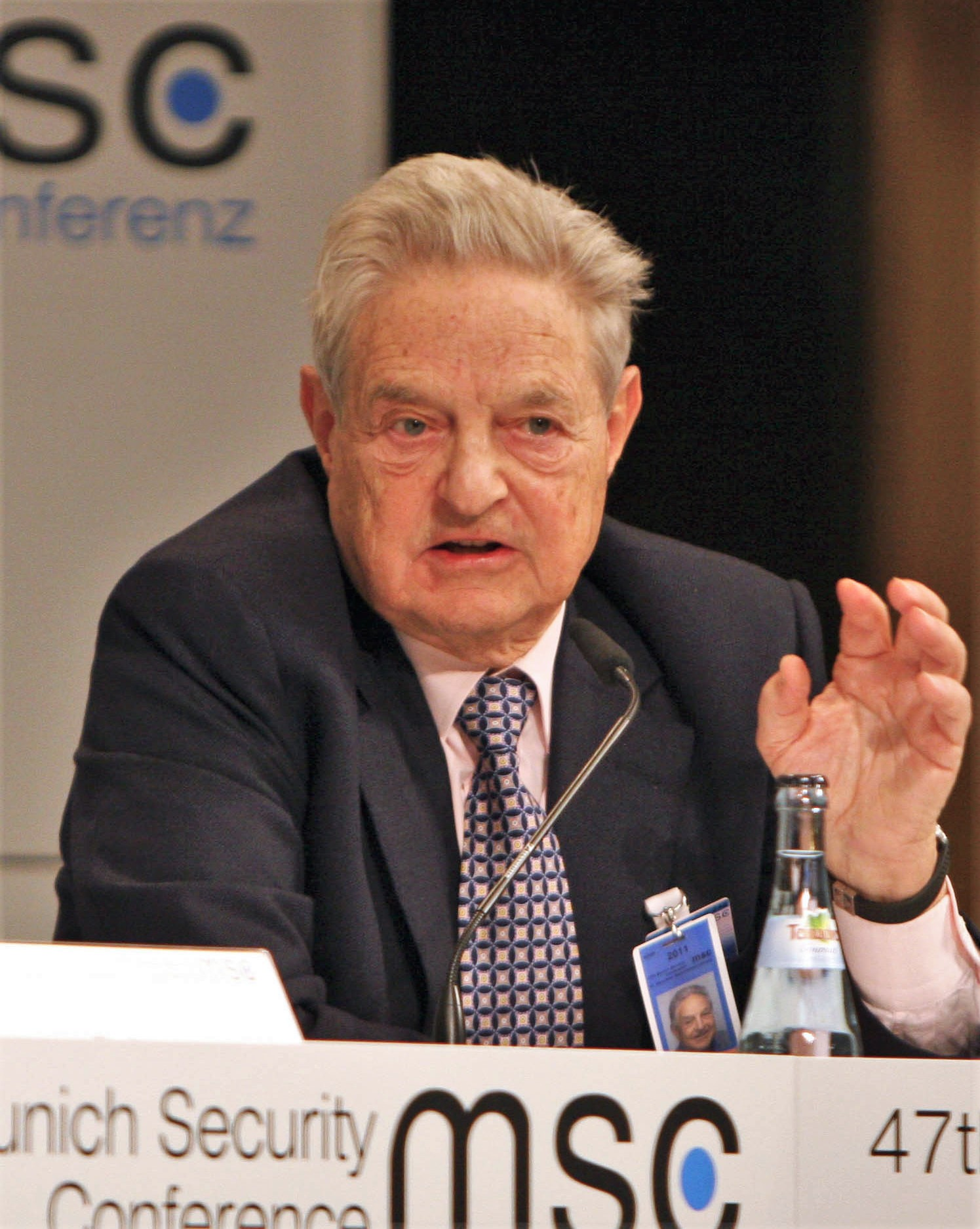
George Soros

| Tên                   | Năm Đẻ | Đất nước                     | Năm Chết | Tổ quốc               |                                        |
| --------------------- | ------ | ---------------------------- | -------- | --------------------- | -------------------------------------- |
| Bill Ackman           | 1966   | NƯỚC MỸ, New York            |          |                       | Nhà quản lý quỹ đầu cơ                 |
| Sheldon Adelson       | 1933   | NƯỚC MỸ, Massachusetts       |          |                       | Chủ doanh nghiệp                       |
| Walter Annenberg      | 1908   | NƯỚC MỸ, Wisconsin           | 2002     | NƯỚC MỸ, Pennsylvania | Chủ doanh nghiệp                       |
| Avi Arad              | 1948   | Israel                       |          |                       | Nhà sản xuất phim                      |
| Micky Arison          | 1949   | Israel                       |          |                       | Chủ doanh nghiệp                       |
| Lloyd Blankfein       | 1954   | NƯỚC MỸ, New York            |          |                       | Chủ ngân hàng                          |
| Leon Black            | 1951   | NƯỚC MỸ, New York            |          |                       | Nhà đầu tư                             |
| Leonard Blavatnik     | 1957   | Ukraine                      |          |                       | Chủ doanh nghiệp                       |
| Michael Bloomberg     | 1942   | NƯỚC MỸ, Massachusetts       |          |                       | Nhà kinh doanh                         |
| Ivan F. Boesky        | 1937   | NƯỚC MỸ, Michigan            |          |                       | Chứng khoán đầu cơ gia                 |
| Donald Bren           | 1932   | NƯỚC MỸ, California          |          |                       | Chủ doanh nghiệp                       |
| Sergey Brin           | 1973   | Nga                          |          |                       | Chủ doanh nghiệp                       |
| Edgar M. Bronfman Sr. | 1929   | Canada                       | 2013     | NƯỚC MỸ, New York     | Chủ doanh nghiệp                       |
| Michael Dell          | 1965   | NƯỚC MỸ, Texas               |          |                       | Chủ doanh nghiệp                       |
| Barry Diller          | 1942   | NƯỚC MỸ, California          |          |                       | Giám đốc                               |
| David Einhorn         | 1968   | NƯỚC MỸ, New Jersey          |          |                       | Nhà quản lý quỹ đầu cơ                 |
| Michael Eisner        | 1942   | NƯỚC MỸ, New York            |          |                       | Giám đốc                               |
| Jeffrey Epstein       | 1953   | NƯỚC MỸ, New York            |          |                       | Ngân hàng Đầu tư                       |
| Max Factor, Sr.       | 1877   | Ba Lan                       | 1938     | NƯỚC MỸ, California   | Chủ doanh nghiệp                       |
| Larry Fink            | 1952   | NƯỚC MỸ, California          |          |                       | Chủ doanh nghiệp                       |
| Donald Fisher         | 1928   | NƯỚC MỸ, California          | 2009     | NƯỚC MỸ, California   | Chủ doanh nghiệp                       |
| Heidi Fleiss          | 1965   | NƯỚC MỸ, California          |          |                       | Chủ doanh nghiệp                       |
| Sidney Frank          | 1919   | NƯỚC MỸ, Connecticut         | 2006     | NƯỚC MỸ, New York     | Chủ doanh nghiệp                       |
| Richard S. Fuld, Jr.  | 1946   | NƯỚC MỸ, New York            |          |                       | Giám đốc ngân hàng                     |
| Leo Gerstenzang       | 1892   | Ba Lan                       | 1973     |                       | Chủ doanh nghiệp                       |
| Solomon R. Guggenheim | 1861   | NƯỚC MỸ, Pennsylvania        | 1949     | NƯỚC MỸ, New York     | Ngành kỷ nghệ                          |
| Ruth Handler          | 1916   | NƯỚC MỸ, Colorado            | 2002     | NƯỚC MỸ, California   | Chủ doanh nghiệp                       |
| Carl Icahn            | 1936   | NƯỚC MỸ, New York            |          |                       | Nhà đầu tư                             |
| Otto H. Kahn          | 1867   | Đức                          | 1934     | NƯỚC MỸ, New York     | Chủ ngân hàng                          |
| Donna Karan           | 1948   | NƯỚC MỸ, New York            |          |                       | Chủ doanh nghiệp                       |
| Phil Katz             | 1962   | NƯỚC MỸ, Wisconsin           | 2000     | NƯỚC MỸ, Wisconsin    | Chủ doanh nghiệp                       |
| Seth Klarman          | 1957   | NƯỚC MỸ, New York            |          |                       | Nhà quản lý quỹ đầu cơ                 |
| Calvin Klein          | 1942   | NƯỚC MỸ, New York            |          |                       | Nhà thiết kế                           |
| Jan Koum              | 1976   | Ukraine                      |          |                       | Chủ doanh nghiệp                       |
| Henry Kravis          | 1944   | NƯỚC MỸ, Oklahoma            |          |                       | Nhà đầu tư                             |
| Estée Lauder          | 1908   | NƯỚC MỸ, New York            | 2004     | NƯỚC MỸ, New York     | Chủ doanh nghiệp                       |
| Ralph Lauren          | 1939   | NƯỚC MỸ, New York            |          |                       | Chủ doanh nghiệp và Nhà thiết kế       |
| Max Levchin           | 1975   | Ukraine                      |          |                       | IT-Chủ doanh nghiệp                    |
| Daniel S. Loeb        | 1961   | NƯỚC MỸ, California          |          |                       | Nhà đầu tư                             |
| Bernard L. Madoff     | 1938   | NƯỚC MỸ, New York            |          |                       | Đầu cơ chứng khoáng gia                |
| Morris Michtom        | 1870   | Nga                          | 1938     | NƯỚC MỸ, New York     | Chủ doanh nghiệp                       |
| Arnon Milchan         | 1944   | Israel                       |          |                       | Nhà sản xuất phim                      |
| Marc Milecofsky       | 1972   | NƯỚC MỸ, New Jersey          |          |                       | Nhà thiết kế                           |
| Juri Milner           | 1961   | Nga                          |          |                       | IT-Chủ doanh nghiệp                    |
| Si Newhouse           | 1927   | NƯỚC MỸ, New York            |          |                       | Phát hành gia                          |
| Larry Page            | 1973   | NƯỚC MỸ, Michigan            |          |                       | Chủ doanh nghiệp                       |
| Ronald Perelman       | 1943   | NƯỚC MỸ, North Carolina      |          |                       | Nhà đầu tư                             |
| Amy Pascal            | 1958   | NƯỚC MỸ, California          |          |                       | Giám đốc                               |
| Jay Pritzker          | 1922   | NƯỚC MỸ, Illinois            | 1999     | NƯỚC MỸ, Illinois     | Chủ doanh nghiệp                       |
| Sumner Redstone       | 1932   | NƯỚC MỸ, Massachusetts       |          |                       | Giám đốc                               |
| Stephen M. Ross       | 1940   | NƯỚC MỸ, Michigan            |          |                       | Chủ doanh nghiệp                       |
| Helena Rubinstein     | 1872   | Ba Lan                       | 1965     | NƯỚC MỸ, New York     | Chủ doanh nghiệp                       |
| Haim Saban            | 1944   | Ai Cập                       |          |                       | Chủ doanh nghiệp                       |
| Henry Samueli         | 1954   | NƯỚC MỸ, New York            |          |                       | Chủ doanh nghiệp                       |
| Stephen A. Schwarzman | 1947   | NƯỚC MỸ, Pennsylvania        |          |                       | Ngân hàng Đầu tư                       |
| Larry Silverstein     | 1931   | NƯỚC MỸ, New York            |          |                       | Chủ doanh nghiệp                       |
| James Simons          | 1938   | NƯỚC MỸ, Massachusetts       |          |                       | Nhà quản lý quỹ đầu cơ                 |
| George Soros          | 1930   | Ungarn, Budapest             |          |                       | Nhà đầu tư                             |
| Steve Wynn            | 1942   | NƯỚC MỸ, Connecticut         |          |                       | Chủ doanh nghiệp                       |
| Paul Singer           | 1944   | NƯỚC MỸ, Teaneck, New Jersey |          |                       | Nhà đầu tư và Nhà quản lý quỹ phòng hộ |
| Sam Zell              | 1941   | NƯỚC MỸ, Illinois            |          |                       | Chủ doanh nghiệp                       |
| Mark Zuckerberg       | 1984   | NƯỚC MỸ, New York            |          |                       | Chủ doanh nghiệp                       |

### Các nhà khoa học gia người Do Thái

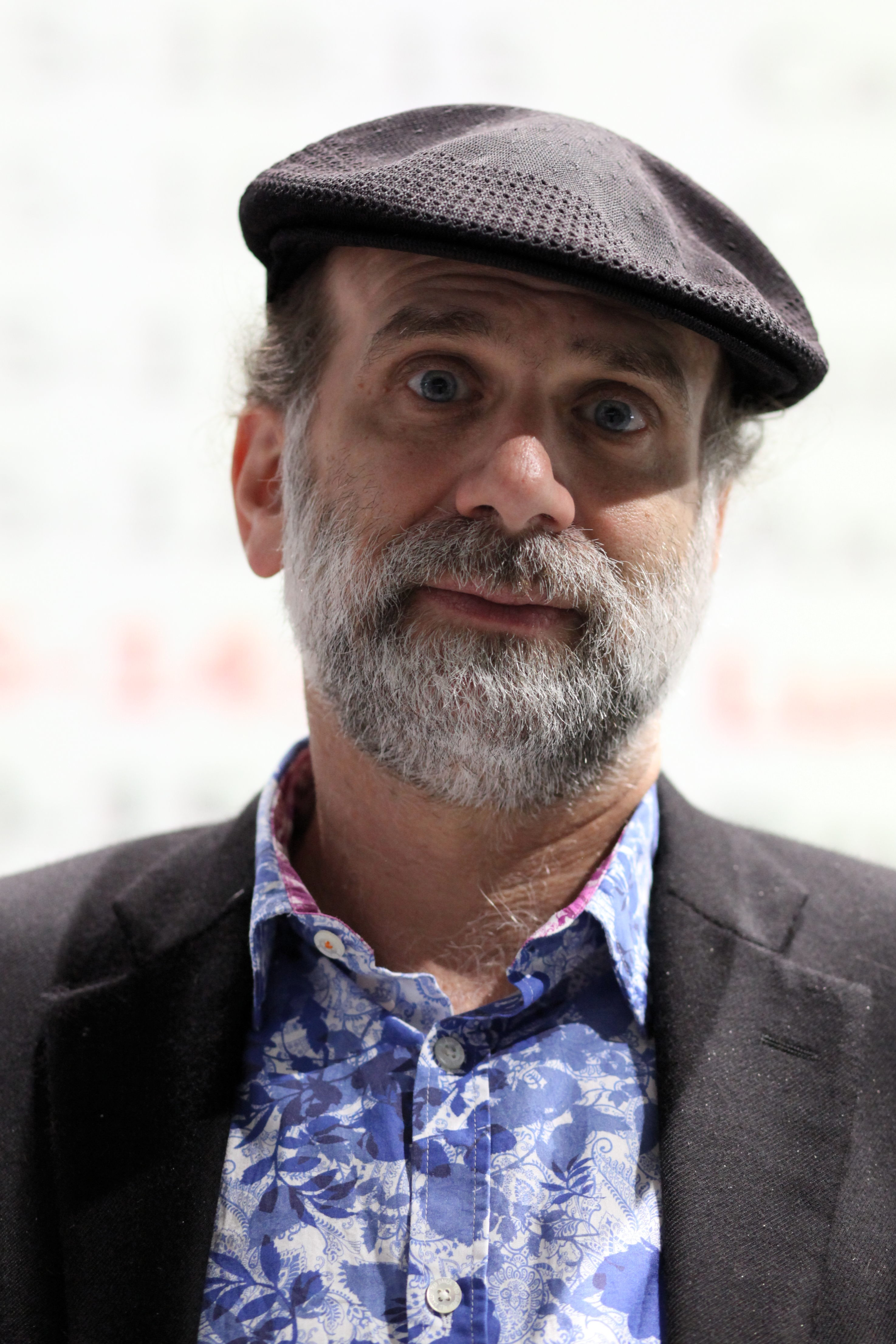
Bruce Schneier
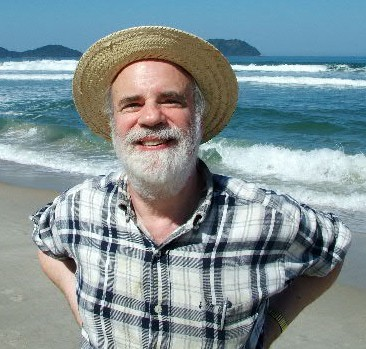
Saul Kripke
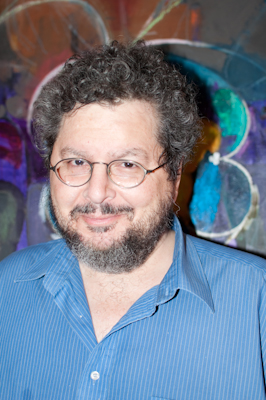
David Gelernter
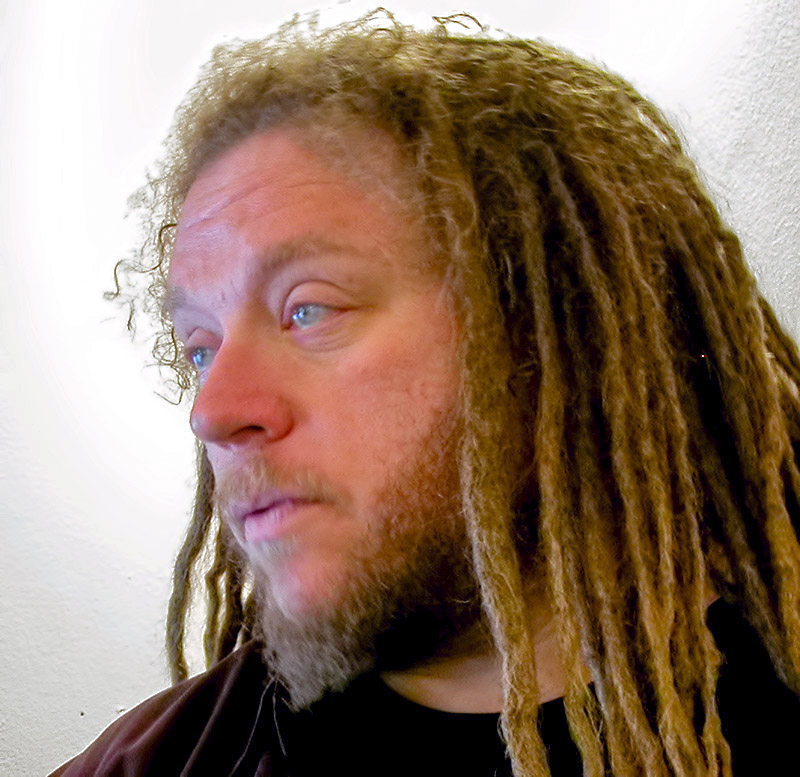
Jaron Lanier
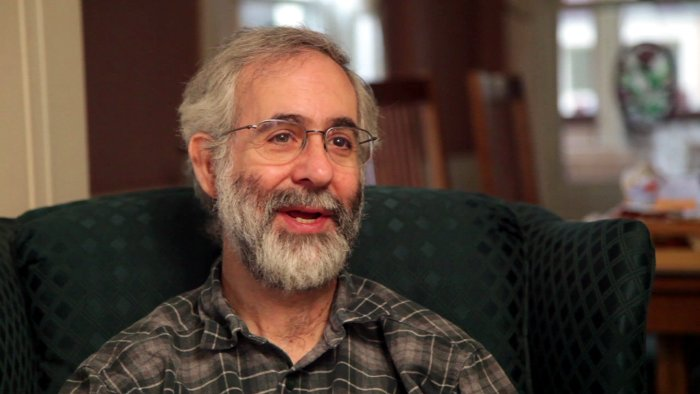
Dan Bricklin

| Tên                         | Năm Đẻ | Mẫu Quốc                 | Năm Chết | Tổ Quốc                  |                          |
| --------------------------- | ------ | ------------------------ | -------- | ------------------------ | ------------------------ |
| Milton Abramowitz           | 1915   | HOA KỲ, New York         | 1958     | HOA KỲ                   | Nhà toán học             |
| Peter Achinstein            | 1935   | HOA KỲ, New York         |          |                          | Nhà triết học            |
| Leonard Adleman             | 1945   | HOA KỲ, California       |          |                          | Khoa học gia máy vi tính |
| Mortimer Adler              | 1902   | HOA KỲ, New York         | 2001     | HOA KỲ, New York         | Nhà triết học            |
| Hannah Arendt               | 1906   | Đức                      | 1975     | HOA KỲ, New York         | Nhà lý luận chính trị    |
| George A. Akerlof           | 1940   | HOA KỲ, Connecticut      |          |                          | Chuyên gia kinh tế       |
| Abraham Adrian Albert       | 1905   | HOA KỲ, Illinois         | 1972     | HOA KỲ, Illinois         | Nhà toán học             |
| Ralph Alpher                | 1921   | HOA KỲ, Washington D.C.  | 2007     | HOA KỲ, Texas            | Vật lý gia               |
| Sidney Altman               | 1939   | Canada                   |          |                          | Nhà vật lý học           |
| Christian B. Anfinsen       | 1916   | HOA KỲ, Pennsylvania     | 1995     | HOA KỲ, Maryland         | Sinh học gia             |
| Kenneth Appel               | 1932   | HOA KỲ, New York         | 2013     | HOA KỲ, New Hampshire    | Nhà toán học             |
| Herbert Aptheker            | 1915   | HOA KỲ, New York         | 2003     | HOA KỲ, California       | Lịch sử gia              |
| Kenneth Arrow               | 1921   | HOA KỲ, New York         |          |                          | Chuyên gia kinh tế       |
| Isaac Asimov                | 1920   | Sowjetunion              | 1992     | HOA KỲ, New York         | Sinh học gia             |
| Robert Aumann               | 1930   | Đức                      |          |                          | Nhà toán học             |
| Richard Axel                | 1946   | HOA KỲ, New York         |          |                          | Bác sĩ                   |
| Julius Axelrod              | 1912   | HOA KỲ, New York         | 2004     | HOA KỲ, Maryland         | Dược vật gia             |
| John N. Bahcall             | 1934   | HOA KỲ, Louisiana        | 2005     | HOA KỲ, New York         | Vật lý thiên văn gia     |
| Bernard Bailyn              | 1922   | HOA KỲ, Connecticut      |          |                          | Lịch sử gia              |
| David Baltimore             | 1938   | HOA KỲ, New York         |          |                          | Virus gia                |
| Paul Baran                  | 1926   | WeißNga                  | 2011     | HOA KỲ, California       | Khoa học máy tính        |
| Allen J. Bard               | 1933   | HOA KỲ, New York         |          |                          | Hóa học gia              |
| Gary Becker                 | 1930   | HOA KỲ, Pennsylvania     | 2014     | HOA KỲ, Illinois         | Chuyên gia kinh tế       |
| Richard Bellman             | 1920   | HOA KỲ New York          | 1984     | HOA KỲ, California       | Nhà toán học             |
| Baruj Benacerraf            | 1920   | Venezuela                | 2011     | HOA KỲ, Massachusetts    | Bác sĩ                   |
| Paul Benacerraf             | 1931   | Pháp                     |          |                          | Nhà triết học            |
| Paul Berg                   | 1926   | HOA KỲ, New York         |          |                          | Sinh học gia             |
| Ben Bernanke                | 1953   | HOA KỲ, Georgia          |          |                          | Kinh tế gia              |
| Daniel J. Bernstein         | 1971   | HOA KỲ, New York         |          |                          | Nhà toán học             |
| Lipman Bers                 | 1914   | Lithuania                | 1993     | HOA KỲ, New York         | Nhà toán học             |
| Hans Bethe                  | 1906   | Đức                      | 2005     | HOA KỲ, New York         | Vật lý gia               |
| Richard Bing                | 1909   | Đức                      | 2010     | HOA KỲ, California       | Tim học gia              |
| Max Black                   | 1909   | Azerbaijan               | 1988     | HOA KỲ, New York         | Nhà triết học            |
| Konrad Bloch                | 1912   | Đức                      | 2000     | HOA KỲ, Massachusetts    | Sinh học gia             |
| Ned Block                   | 1942   | HOA KỲ, Illinois         |          |                          | Nhà triết học            |
| Allan Bloom                 | 1930   | HOA KỲ, Indiana          | 1992     | HOA KỲ, Illinois         | Nhà triết học            |
| Leonard Bloomfield          | 1887   | HOA KỲ, Illinois         | 1949     | HOA KỲ, Connecticut      | Ngôn ngữ gia             |
| Manuel Blum                 | 1938   | Venezuela                |          |                          | Khoa học máy tính        |
| Baruch Samuel Blumberg      | 1925   | HOA KỲ, New York         | 2011     | HOA KỲ, California       | Bác sĩ                   |
| Salomon Bochner             | 1899   | Ba Lan                   | 1982     | HOA KỲ, Texas            | Nhà toán học             |
| David Bohm                  | 1917   | HOA KỲ, Pennsylvania     | 1992     | Anh Quốc                 | Vật lý gia               |
| George Boolos               | 1940   | HOA KỲ, New York         | 1996     | HOA KỲ, Massachusetts    | Nhà triết học            |
| Daniel J. Boorstin          | 1914   | HOA KỲ, Georgia          | 2004     | HOA KỲ, Washington D.C.  | Lịch sử gia              |
| Alfred Theodor Brauer       | 1894   | Đức                      | 1985     | HOA KỲ, North Carolina   | Nhà toán học             |
| Richard Brauer              | 1901   | Đức                      | 1977     | HOA KỲ, Massachusetts    | Nhà toán học             |
| Gregory Breit               | 1899   | Ukraine                  | 1981     | HOA KỲ, Oregon           | Vật lý gia               |
| Dan Bricklin                | 1951   | HOA KỲ, Pennsylvania     |          |                          | Khoa học máy tính        |
| Michael Stuart Brown        | 1941   | HOA KỲ, New York         |          |                          | Di truyền gia            |
| Arthur F. Burns             | 1904   | Ukraine                  | 1987     | HOA KỲ, Maryland         | Kinh tế gia              |
| Judith Butler               | 1956   | HOA KỲ, Ohio             |          |                          | Nhà triết học            |
| Eugenio Calabi              | 1923   | Ý                        |          |                          | Nhà toán học             |
| Norman Cantor               | 1929   | Canada                   | 2004     | HOA KỲ, Florida          | Lịch sử gia              |
| Stanley Cavell              | 1926   | HOA KỲ, Georgia          |          |                          | Nhà triết học            |
| Erwin Chargaff              | 1905   | Áo                       | 2002     | HOA KỲ, New York         | Hóa học gia              |
| Noam Chomsky                | 1928   | HOA KỲ, Pennsylvania     |          |                          | Ngôn ngữ gia             |
| Morris Cohen                | 1911   | HOA KỲ, Massachusetts    | 2005     | HOA KỲ, Massachusetts    | Luyện kim giả thuật gia  |
| Stanley Cohen               | 1922   | HOA KỲ, New York         |          |                          | Thần kinh học gia        |
| Stanley Norman Cohen        | 1935   | HOA KỲ, New Jersey       |          |                          | Di truyền gia            |
| Gerty Cori                  | 1896   | Áo                       | 1957     | HOA KỲ, Missouri         | Sinh học gia             |
| Richard Courant             | 1888   | Đức                      | 1972     | HOA KỲ, New York         | Nhà toán học             |
| Arthur C. Danto             | 1924   | HOA KỲ, Michigan         | 2013     | HOA KỲ, New York         | Nhà triết học            |
| George Dantzig              | 1914   | HOA KỲ, Oregon           | 2005     | HOA KỲ, California       | Nhà toán học             |
| Martin Davis                | 1928   | HOA KỲ, New York         |          |                          | Khoa học máy tính        |
| Persi Diaconis              | 1945   | HOA KỲ, New York         |          |                          | Nhà toán học             |
| Jared Diamond               | 1937   | HOA KỲ, Massachusetts    |          |                          | Sinh vật gia             |
| Peter A. Diamond            | 1940   | HOA KỲ, New York         |          |                          | Kinh tế lao động gia     |
| Carl Djerassi               | 1923   | Áo                       | 2015     | HOA KỲ, California       | Hóa học gia              |
| Jesse Douglas               | 1897   | HOA KỲ, New York         | 1965     | HOA KỲ, New York         | Nhà toán học             |
| Hubert Dreyfus              | 1929   | HOA KỲ, Indiana          | 2017     |                          | Nhà triết học            |
| Ariel Durant                | 1898   | Ukraine                  | 1981     | HOA KỲ, California       | Lịch sử gia              |
| Ronald Dworkin              | 1931   | HOA KỲ, Massachusetts    | 2013     | Anh Quốc                 | Nhà triết học            |
| Paul Edwards                | 1923   | Áo                       | 2004     | HOA KỲ, New York         | Nhà triết học            |
| Gerald M. Edelman           | 1929   | HOA KỲ, New York         | 2014     | HOA KỲ, California       | Bác sĩ                   |
| Samuel Eilenberg            | 1913   | Ba Lan                   | 1998     | HOA KỲ, New York         | Nhà toán học             |
| Albert Einstein             | 1879   | Đức                      | 1955     | HOA KỲ, New Jersey       | Vật lý gia               |
| Peter Elias                 | 1923   | HOA KỲ, New Jersey       | 2001     | HOA KỲ, Massachusetts    | Lý thuyết thông tin gia  |
| Gertrude Belle Elion        | 1918   | HOA KỲ, New York         | 1999     | HOA KỲ, North Carolina   | Sinh học gia             |
| Noam Elkies                 | 1966   | HOA KỲ, New York         |          |                          | Nhà toán học             |
| Joseph Erlanger             | 1874   | HOA KỲ, California       | 1965     | HOA KỲ, Missouri         | Sinh lý học gia          |
| Paul Sophus Epstein         | 1883   | Ba Lan                   | 1966     | HOA KỲ, California       | Vật lý gia               |
| Richard Ettinghausen        | 1906   | Đức                      | 1979     | HOA KỲ, New Jersey       | Nhà sử học nghệ thuật    |
| Robert Fano                 | 1917   | Ý                        |          |                          | Khoa học máy tính        |
| Solomon Feferman            | 1928   | HOA KỲ, New York         |          |                          | Nhà toán học             |
| Charles Fefferman           | 1949   | HOA KỲ, Washington, D.C. |          |                          | Nhà toán học             |
| Edward Feigenbaum           | 1936   | HOA KỲ, New Jersey       |          |                          | Khoa học máy tính        |
| Mitchell Feigenbaum         | 1944   | HOA KỲ, Pennsylvania     |          |                          | Vật lý gia               |
| Herbert Feigl               | 1902   | Áo                       | 1988     | HOA KỲ, Minnesota        | Nhà triết học            |
| William Feller              | 1906   | Kroatien                 | 1970     | HOA KỲ, New York         | Nhà toán học             |
| Herman Feshbach             | 1917   | HOA KỲ, New York         | 2000     | HOA KỲ, Massachusetts    | Vật lý gia               |
| Richard Feynman             | 1918   | HOA KỲ, New York         | 1988     | HOA KỲ, California       | Vật lý gia               |
| David Finkelstein           | 1929   | HOA KỲ, New York         | 2016     | HOA KỲ, Georgia          | Vật lý gia               |
| Edmond Henri Fischer        | 1920   | Trung Quốc               |          |                          | Sinh học gia             |
| Stanley Fish                | 1938   | HOA KỲ, Rhode Island     |          |                          | Cảm thụ văn học gia      |
| Joshua Fishman              | 1926   | HOA KỲ, Pennsylvania     | 2015     | HOA KỲ, New York         | Ngôn ngữ gia             |
| Jerry Fodor                 | 1935   | HOA KỲ, New York         |          |                          | Nhà triết học            |
| Robert Fogel                | 1926   | HOA KỲ, New York         | 2013     | HOA KỲ, Illinois         | Kinh tế gia              |
| Judah Folkman               | 1933   | HOA KỲ, Ohio             | 2008     | HOA KỲ, Colorado         | Nhà sinh vật học tế bào  |
| James Franck                | 1882   | HOA KỲ, Đức              | 1964     | Đức                      | Vật lý gia               |
| Philipp Frank               | 1884   | Áo                       | 1966     | HOA KỲ, Massachusetts    |                          |
| Edward Fredkin              | 1934   | HOA KỲ, California       |          |                          | Vật lý gia               |
| Michael Freedman            | 1951   | HOA KỲ, California       |          |                          | Nhà toán học             |
| David D. Friedman           | 1945   | HOA KỲ, New York         |          |                          | Pháp luật gia            |
| Milton Friedman             | 1912   | HOA KỲ, New York         | 2006     | HOA KỲ, California       | Kinh tế gia              |
| Jerome Isaac Friedman       | 1930   | HOA KỲ, Illinois         |          |                          | Vật lý gia               |
| William Friedman            | 1891   | Moldawien                | 1969     | HOA KỲ, Washington D.C.  | Mật mã học               |
| Casimir Funk                | 1884   | Ba Lan                   | 1967     | HOA KỲ, New York         | Sinh học gia             |
| Robert Francis Furchgott    | 1916   | HOA KỲ, South Carolina   | 2009     | HOA KỲ, Washington       | Sinh học gia             |
| Peter Gay                   | 1923   | Đức                      | 2015     | HOA KỲ, New York         | Lịch sử gia              |
| David Gelernter             | 1955   | HOA KỲ, New York         |          |                          | Khoa học máy tính        |
| Herbert Gelernter           | 1929   | HOA KỲ, New York         | 2015     |                          | Vật lý gia               |
| Murray Gell-Mann            | 1929   | HOA KỲ, New York         |          |                          | Vật lý gia               |
| Eugene T. Gendlin           | 1926   | Áo                       |          |                          | Nhà tâm lý học           |
| Bernard Gert                | 1934   | HOA KỲ, Ohio             | 2011     | HOA KỲ                   | Nhà triết học            |
| Walter Gilbert              | 1932   | HOA KỲ, Massachusetts    |          |                          | Sinh học phân tử gia     |
| Alfred Goodman Gilman       | 1941   | HOA KỲ, Connecticut      |          |                          | Dược vật gia             |
| Henry Gilman                | 1893   | HOA KỲ, Massachusetts    | 1986     | HOA KỲ, Iowa             | Hóa học gia              |
| Seymour Ginsburg            | 1927   | HOA KỲ, New York         | 2004     | HOA KỲ                   | Khoa học máy tính        |
| Donald Arthur Glaser        | 1926   | HOA KỲ, Ohio             | 2013     | HOA KỲ, California       |                          |
| Sheldon Lee Glashow         | 1932   | HOA KỲ, New York         |          |                          | Vật lý gia               |
| Roy Jay Glauber             | 1925   | HOA KỲ, New York         |          |                          |                          |
| Adele Goldberg              | 1945   | HOA KỲ, Ohio             |          |                          | Khoa học máy tínhin      |
| Dorian Goldfeld             | 1947   | Đức                      |          |                          | Nhà toán học             |
| Alvin Goldman               | 1938   | HOA KỲ, New York         |          |                          | Nhà triết học            |
| Herbert Goldstein           | 1922   | HOA KỲ, New York         | 2005     | HOA KỲ, New York         | Vật lý gia               |
| Joseph L. Goldstein         | 1940   | HOA KỲ, South Carolina   |          |                          | Di truyền gia            |
| Adele Goldstine             | 1920   | HOA KỲ, New York         | 1964     | HOA KỲ, Michigan         | Nhà toán học             |
| Herman H. Goldstine         | 1913   | HOA KỲ, Illinois         | 2004     | HOA KỲ, Pennsylvania     | Nhà toán học             |
| Shafrira Goldwasser         | 1958   | HOA KỲ, New York         |          |                          | Khoa học máy tínhin      |
| Solomon W. Golomb           | 1932   | HOA KỲ, Maryland         | 2016     | HOA KỲ, California       | Nhà toán học             |
| Moses Gomberg               | 1866   | Ukraine                  | 1947     | HOA KỲ, Michigan         | Hóa học gia              |
| Nelson Goodman              | 1906   | HOA KỲ, Massachusetts    | 1998     | HOA KỲ, Massachusetts    | Nhà triết học            |
| Samuel Abraham Goudsmit     | 1902   | Niederlande              | 1978     | HOA KỲ, Nevada           | Vật lý gia               |
| Stephen Jay Gould           | 1941   | HOA KỲ, New York         | 2002     | HOA KỲ, New York         | Nhà sinh vật khảo cổ học |
| Anthony Grafton             | 1950   | HOA KỲ, Connecticut      |          |                          | Lịch sử gia              |
| Joseph Greenberg            | 1915   | HOA KỲ, New York         | 2001     | HOA KỲ, California       | Ngôn ngữ gia             |
| Brian Greene                | 1963   | HOA KỲ, New York         |          |                          | Vật lý gia               |
| Paul Greengard              | 1925   | HOA KỲ, New York         |          |                          | Sinh học gia             |
| Alan Greenspan              | 1926   | HOA KỲ, New York         |          |                          | Chuyên gia kinh tế       |
| David Gross                 | 1941   | HOA KỲ, Washington, D.C. |          |                          | Vật lý gia               |
| Alan Guth                   | 1947   | HOA KỲ, New Jersey       |          |                          | Vật lý gia               |
| Norman Hackerman            | 1912   | HOA KỲ, Maryland         | 2007     | HOA KỲ, Texas            | Hóa học gia              |
| Morris Halle                | 1923   | Lettland                 |          |                          | Ngôn ngữ gia             |
| Paul Halmos                 | 1916   | Hungary                  | 2006     | HOA KỲ, California       | Nhà toán học             |
| Zellig S. Harris            | 1909   | Ukraine                  | 1992     | HOA KỲ, New York         | Ngôn ngữ gia             |
| John Harsanyi               | 1920   | Hungary                  | 2000     | HOA KỲ, California       | Chuyên gia kinh tế       |
| Herbert A. Hauptman         | 1917   | HOA KỲ, New York         | 2011     | HOA KỲ, New York         | Nhà toán học             |
| Michael Heidelberger        | 1888   | HOA KỲ, New York         | 1991     | HOA KỲ, New York         | Hóa học gia              |
| Martin Hellman              | 1945   | HOA KỲ, New York         |          |                          | Mật mã học               |
| Robert Herman               | 1914   | HOA KỲ, New York         | 1997     | HOA KỲ, Texas            | Vật lý gia               |
| Raul Hilberg                | 1926   | Áo                       | 2007     | HOA KỲ, Vermont          | Lịch sử gia              |
| Roald Hoffmann              | 1937   | Ba Lan                   |          |                          | Hóa học gia              |
| Douglas R. Hofstadter       | 1945   | HOA KỲ, New York         |          |                          | Vật lý gia               |
| Richard Hofstadter          | 1916   | HOA KỲ, New York         | 1970     | HOA KỲ, New York         | Lịch sử gia              |
| Robert Hofstadter           | 1915   | HOA KỲ, New York         | 1990     | HOA KỲ, California       | Vật lý gia               |
| Sidney Hook                 | 1902   | HOA KỲ, New York         | 1989     | HOA KỲ, California       | Nhà triết học            |
| H. Robert Horvitz           | 1947   | HOA KỲ, Illinois         |          |                          | Sinh vật gia             |
| Jerome P. Horwitz           | 1919   | HOA KỲ, Michigan         | 2012     | HOA KỲ, Michigan         | Hóa học gia              |
| Leonid Hurwicz              | 1917   | Nga                      | 2008     | HOA KỲ, Minnesota        | Chuyên gia kinh tế       |
| Joseph Jacobs               | 1854   | Australien               | 1916     | HOA KỲ, New York         | Lịch sử gia              |
| Roman Ossipowitsch Jakobson | 1896   | Nga                      | 1982     | HOA KỲ, Massachusetts    | Ngôn ngữ gia             |
| Elvin Morton Jellinek       | 1890   | HOA KỲ, New York         | 1963     | HOA KỲ, California       | Sinh lý học gia          |
| Hans Jonas                  | 1903   | Đức                      | 1993     | HOA KỲ, New York         | Nhà triết học            |
| Mark Kac                    | 1914   | Ukraine                  | 1984     | HOA KỲ, California       | Nhà toán học             |
| Herman Kahn                 | 1922   | HOA KỲ, New Jersey       | 1983     | HOA KỲ, New York         | Vật lý gia               |
| Robert E. Kahn              | 1938   | HOA KỲ, New York         |          |                          | Khoa học máy tính        |
| Daniel Kahneman             | 1934   | Israel                   |          |                          | Nhà tâm lý học           |
| Martin Kamen                | 1913   | Canada                   | 2002     | HOA KỲ, California       | Vật lý gia               |
| Eric Kandel                 | 1929   | Áo                       |          |                          | Thần kinh học gia        |
| Irving Kaplansky            | 1917   | Canada                   | 2006     | HOA KỲ, California       | Nhà toán học             |
| Theodore von Kármán         | 1881   | Hungary                  | 1963     | Đức                      | Vật lý gia               |
| Richard M. Karp             | 1935   | HOA KỲ, Massachusetts    |          |                          | Khoa học máy tính        |
| Martin Karplus              | 1930   | Áo                       |          |                          | Hóa học gia              |
| Robert Karplus              | 1927   | Áo                       | 1990     | HOA KỲ, Washington       | Vật lý gia               |
| Edward Kasner               | 1878   | HOA KỲ, New York         | 1955     | HOA KỲ, New York         | Nhà toán học             |
| Nicholas Katz               | 1943   | HOA KỲ, Maryland         |          |                          | Nhà toán học             |
| Walter Kaufmann             | 1921   | Đức                      | 1980     | HOA KỲ, New Jersey       | Nhà triết học            |
| Joseph B. Keller            | 1923   | HOA KỲ, New Jersey       |          |                          | Nhà toán học             |
| John G. Kemeny              | 1926   | Hungary                  | 1992     | HOA KỲ, New Hampshire    | Nhà toán học             |
| Israel M. Kirzner           | 1930   | Anh Quốc                 |          |                          | Chuyên gia kinh tế       |
| Lawrence Klein              | 1920   | HOA KỲ, Nebraska         | 2013     | HOA KỲ, Pennsylvania     | Chuyên gia kinh tế       |
| Leonard Kleinrock           | 1934   | HOA KỲ, New York         |          |                          | Khoa học máy tính        |
| Daniel Kleppner             | 1932   | HOA KỲ, New York         |          |                          | Vật lý gia               |
| Walter Kohn                 | 1923   | Áo                       | 2016     | HOA KỲ, California       | Vật lý gia               |
| Rudolf Kompfner             | 1909   | Áo                       | 1977     | HOA KỲ, California       | Vật lý gia               |
| Arthur Kornberg             | 1918   | HOA KỲ, New York         | 2007     | HOA KỲ, California       | Sinh học gia             |
| Roger D. Kornberg           | 1947   | HOA KỲ, Missouri         |          |                          | Sinh học gia             |
| Lawrence Krauss             | 1954   | HOA KỲ, New York         |          |                          | Vật lý gia               |
| Saul Aaron Kripke           | 1940   | HOA KỲ, New York         |          |                          | Nhà triết học            |
| Paul Krugman                | 1953   | HOA KỲ, New York         |          |                          | Chuyên gia kinh tế       |
| Joseph Kruskal              | 1928   | HOA KỲ, New York         | 2010     | HOA KỲ, New Jersey       | Nhà toán học             |
| Martin Kruskal              | 1925   | HOA KỲ, New York         | 2006     | HOA KỲ, New Jersey       | Nhà toán học             |
| William Kruskal             | 1919   | HOA KỲ, New York         | 2005     | HOA KỲ, Illinois         | Nhà toán học             |
| Thomas S. Kuhn              | 1922   | HOA KỲ, Ohio             | 1996     | HOA KỲ, Massachusetts    | Nhà triết học kinh tế    |
| Solomon Kullback            | 1907   | HOA KỲ, New York         | 1994     | HOA KỲ, Florida          | Nhà toán học             |
| Raymond Kurzweil            | 1948   | HOA KỲ, New York         |          |                          | Phát minh gia            |
| Simon Smith Kuznets         | 1901   | Nga                      | 1985     | HOA KỲ, Massachusetts    | Kinh tế gia              |
| William Labov               | 1927   | HOA KỲ, New Jersey       |          |                          | Ngôn ngữ gia             |
| George Lakoff               | 1941   | HOA KỲ, New Jersey       |          |                          | Ngôn ngữ gia             |
| Cornelius Lanczos           | 1893   | Hungary                  | 1974     | Hungary                  | Vật lý gia               |
| Rolf Landauer               | 1927   | Đức                      | 1999     | HOA KỲ, New York         | Vật lý gia               |
| Eric Lander                 | 1957   | HOA KỲ, New York         |          |                          | Nhà toán học             |
| Jaron Lanier                | 1960   | HOA KỲ, New York         |          |                          | Khoa học máy tính        |
| Peter Lax                   | 1941   | Hungary                  |          |                          | Nhà toán học             |
| Leon Max Lederman           | 1922   | HOA KỲ, New York         |          |                          | Vật lý gia               |
| Joshua Lederberg            | 1925   | HOA KỲ, New Jersey       | 2008     | HOA KỲ, New York         | Sinh học phân tử gia     |
| Emil Lederer                | 1882   | Tschechische Republik    | 1939     | HOA KỲ, New York         | Kinh tế gia              |
| David Morris Lee            | 1931   | HOA KỲ, New York         |          |                          | Vật lý gia               |
| Solomon Lefschetz           | 1884   | Nga                      | 1972     | HOA KỲ, New Jersey       | Nhà toán học             |
| Emma Lehmer                 | 1906   | Nga                      | 2007     | HOA KỲ, California       | Nhà toán học             |
| Wassily Leontief            | 1905   | Đức                      | 1999     | HOA KỲ, New York         | Chuyên gia kinh tế       |
| Richard A. Lerner           | 1938   | HOA KỲ, Illinois         |          |                          | Sinh học gia             |
| Phoebus Levene              | 1869   | Lithuania                | 1940     | HOA KỲ, New York         | Sinh học gia             |
| Rita Levi-Montalcini        | 1909   | Ý                        | 2012     | Ý                        | Nhà thần kinh học        |
| Leonid Levin                | 1948   | Ukraine                  |          |                          | Khoa học máy tính        |
| Norman Levinson             | 1912   | HOA KỲ, Massachusetts    | 1975     | HOA KỲ, Massachusetts    | Nhà toán học             |
| Bernard Lewis               | 1916   | Anh Quốc                 |          |                          | Lịch sử gia              |
| Richard Lewontin            | 1929   | HOA KỲ, New York         |          |                          | Sinh vật gia             |
| Fritz Albert Lipmann        | 1899   | Đức                      | 1986     | HOA KỲ, New York         | Sinh học gia             |
| Deborah Lipstadt            | 1947   | HOA KỲ, New York         |          |                          | Lịch sử gia              |
| Otto Loewi                  | 1873   | Đức                      | 1961     | HOA KỲ, New York         | Dược vật gia             |
| Fritz London                | 1900   | Đức                      | 1954     | HOA KỲ, North Carolina   | Vật lý gia               |
| John Lukacs                 | 1924   | Hungary                  |          |                          | Lịch sử gia              |
| Herman Lukoff               | 1923   | HOA KỲ, Pennsylvania     | 1979     | HOA KỲ, Pennsylvania     | Kỹ sư máy tính           |
| Salvador Edward Luria       | 1912   | Ý                        | 1991     | HOA KỲ, Massachusetts    | Nhà vi sinh học          |
| George Lusztig              | 1946   | Romania                  |          |                          | Nhà toán học             |
| Theodore Maiman             | 1927   | HOA KỲ, California       | 2007     | Canada                   | Vật lý gia               |
| Ruth Barcan Marcus          | 1921   | HOA KỲ, New York         | 2012     | HOA KỲ, Connecticut      | Nhà triết học            |
| Lynn Margulis               | 1938   | HOA KỲ, Illinois         | 2011     | HOA KỲ, Massachusetts    | Nhà sinh vật học         |
| Jacob A. Marinsky           | 1918   | HOA KỲ, New York         | 2005     | HOA KỲ New York          | Hóa học gia              |
| Harry Markowitz             | 1927   | HOA KỲ, Illinois         |          |                          | Kinh tế gia              |
| Eric S. Maskin              | 1950   | HOA KỲ, New York         |          |                          | Nhà toán học             |
| Barry Mazur                 | 1937   | HOA KỲ, New York         |          |                          | Nhà toán học             |
| John McCarthy               | 1927   | HOA KỲ, Massachusetts    | 2011     | HOA KỲ, California       | Khoa học máy tính        |
| Matthew Meselson            | 1930   | HOA KỲ, Colorado         |          |                          | Di truyền gia            |
| Otto Fritz Meyerhof         | 1884   | Đức                      | 1951     | HOA KỲ, Pennsylvania     | Sinh học gia             |
| Ernest Michael              | 1925   | Thụy Sĩ                  | 2013     | HOA KỲ, Washington       | Nhà toán học             |
| Albert A. Michelson         | 1852   | Đức                      | 1931     | HOA KỲ, California       | Vật lý gia               |
| Merton H. Miller            | 1923   | HOA KỲ, Massachusetts    | 2000     | HOA KỲ, Illinois         | Kinh tế gia              |
| Stanley Miller              | 1930   | HOA KỲ, California       | 2007     | HOA KỲ, California       | Sinh vật gia             |
| Marvin Minsky               | 1927   | HOA KỲ, New York         | 2016     | HOA KỲ, Massachusetts    | Trí tuệ nhân tạo gia     |
| Franco Modigliani           | 1918   | Ý                        | 2003     | HOA KỲ, Massachusetts    | Chuyên gia kinh tế       |
| Sidney Morgenbesser         | 1921   | HOA KỲ, New York         | 2004     | HOA KỲ, New York         | Nhà triết học            |
| Ben Mottelson               | 1926   | HOA KỲ, Illinois         |          |                          | Vật lý gia               |
| Hermann Joseph Muller       | 1890   | HOA KỲ, New York         | 1967     | HOA KỲ, Indiana          | Sinh vật gia             |
| Roger B. Myerson            | 1951   | HOA KỲ, Massachusetts    |          |                          | Chuyên gia kinh tế       |
| Ernest Nagel                | 1901   | Slovakia                 | 1985     | HOA KỲ, New York         | Nhà triết học            |
| Thomas Nagel                | 1937   | Nam Tư                   |          |                          | Nhà triết học            |
| Daniel Nathans              | 1928   | HOA KỲ, Delaware         | 1999     | HOA KỲ, Maryland         | Nhà vi sinh học          |
| John von Neumann            | 1903   | Hungary                  | 1957     | HOA KỲ, Washington D. C. | Nhà toán học             |
| Marshall Warren Nirenberg   | 1927   | HOA KỲ, New York         | 2010     | HOA KỲ, New York         | Sinh học gia             |
| Robert Nozick               | 1938   | HOA KỲ, New York         | 2002     | HOA KỲ, Massachusetts    | Nhà triết học            |
| Martha Nussbaum             | 1947   | HOA KỲ, New York         |          |                          | Nhà triết học            |
| Frank Oppenheimer           | 1912   | HOA KỲ, New York         | 1985     | HOA KỲ, California       | Vật lý gia               |
| Robert Oppenheimer          | 1904   | HOA KỲ, New York         | 1967     | HOA KỲ, New Jersey       | Vật lý gia               |
| Douglas Dean Osheroff       | 1945   | HOA KỲ, Washington       |          |                          | Vật lý gia               |
| Jeremiah P. Ostriker        | 1937   | HOA KỲ, New York         |          |                          | Vật lý thiên văn gia     |
| Abraham Pais                | 1918   | Niederlande              | 2000     | Đan Mạch                 | Vật lý gia               |
| Erwin Panofsky              | 1892   | Đức                      | 1968     | HOA KỲ, New Jersey       | Nhà sử học nghệ thuật    |
| Seymour Papert              | 1928   | Nam Phi                  |          |                          | Nhà toán học             |
| Judea Pearl                 | 1936   | Israel                   |          |                          | Khoa học máy tính        |
| Arno Penzias                | 1933   | Đức                      |          |                          | Vật lý gia               |
| Martin Lewis Perl           | 1927   | HOA KỲ, New York         | 2014     | HOA KỲ, California       | Vật lý gia               |
| Alan J. Perlis              | 1922   | HOA KỲ, Pennsylvania     | 1990     | HOA KỲ, Connecticut      | Khoa học máy tính        |
| Gregory Pincus              | 1903   | HOA KỲ, New Jersey       | 1967     | HOA KỲ, Massachusetts    | Sinh lý học gia          |
| David Politzer              | 1949   | HOA KỲ, New York         |          |                          | Vật lý gia               |
| George Pólya                | 1887   | Hungary                  | 1985     | HOA KỲ, California       | Nhà toán học             |
| Martin Pope                 | 1918   | HOA KỲ, New York         |          |                          | Hóa học gia              |
| Richard Popkin              | 1923   | HOA KỲ, New York         | 2005     | HOA KỲ, California       | Nhà sử gia triết học     |
| Emil Leon Post              | 1897   | Ba Lan                   | 1954     | HOA KỲ, New York         | Nhà toán học             |
| Karl H. Pribram             | 1919   | Áo                       | 2015     | HOA KỲ, Virginia         | Thần kinh học gia        |
| Stanley Prusiner            | 1942   | HOA KỲ, Iowa             |          |                          | Sinh học gia             |
| Hilary Putnam               | 1926   | HOA KỲ, Illinois         | 2016     |                          | Nhà triết học            |
| Isidor Isaac Rabi           | 1898   | Ba Lan                   | 1988     | HOA KỲ, New York         | Vật lý gia               |
| Lawrence Rabiner            | 1943   | HOA KỲ, New York         |          |                          | Khoa học máy tính        |
| Simon Ramo                  | 1913   | HOA KỲ, Utah             | 2016     | HOA KỲ, California       | Vật lý gia               |
| Ayn Rand                    | 1905   | Nga                      | 1982     | HOA KỲ, New York         | Nhà triết học            |
| Frederick Reines            | 1918   | HOA KỲ, New Jersey       | 1998     | HOA KỲ, California       | Vật lý gia               |
| Burton Richter              | 1931   | HOA KỲ, New York         |          |                          | Vật lý gia               |
| Herbert Robbins             | 1915   | HOA KỲ, Pennsylvania     | 2001     | HOA KỲ, New Jersey       | Nhà toán học             |
| Abraham Robinson            | 1918   | Đức                      | 1974     | HOA KỲ, Connecticut      | Nhà toán học             |
| Martin Rodbell              | 1925   | HOA KỲ, Maryland         | 1998     | HOA KỲ, North Carolina   | Sinh học gia             |
| Frank Rosenblatt            | 1928   | HOA KỲ, New York         | 1971     | HOA KỲ, New York         | Khoa học máy tính        |
| Alvin E. Roth               | 1951   | HOA KỲ, New York         |          |                          | Chuyên gia kinh tế       |
| Nouriel Roubini             | 1958   | Thổ Nhĩ Kỳ               |          |                          | Nhà kinh tế học          |
| Albert Sabin                | 1906   | Ba Lan                   | 1993     | HOA KỲ, Washington D. C. | Bác sĩ                   |
| Carl Sagan                  | 1934   | HOA KỲ, New York         | 1996     | HOA KỲ, Washington       | Thiên văn học gia        |
| Jonas Salk                  | 1914   | HOA KỲ, New York         | 1995     | HOA KỲ, California       | Bác sĩ                   |
| Paul A. Samuelson           | 1915   | HOA KỲ, Indiana          | 2009     | HOA KỲ, Massachusetts    | Chuyên gia kinh tế       |
| Michael Sandel              | 1953   | HOA KỲ, Minnesota        |          |                          | Nhà triết học            |
| Edward Sapir                | 1884   | Đức                      | 1939     | HOA KỲ, Connecticut      | Ngôn ngữ gia             |
| Andrew Victor Schally       | 1926   | Lithuania                |          |                          | Sinh lý học gia          |
| Meyer Schapiro              | 1904   | Lithuania                | 1996     | HOA KỲ, New York         | Nhà sử học nghệ thuật    |
| Albert Schatz               | 1920   | HOA KỲ, Connecticut      | 2005     | HOA KỲ, Pennsylvania     | Nhà vi sinh học          |
| Arthur Leonard Schawlow     | 1921   | HOA KỲ, New York         | 1999     | HOA KỲ, California       | Vật lý gia               |
| Menachem Mendel Schneerson  | 1902   | Ukraine                  | 1994     | HOA KỲ, New York         | Kabbalist                |
| Bruce Schneier              | 1963   | HOA KỲ, New York         |          |                          | Nhà mật mã học           |
| Rudolf Schönheimer          | 1898   | Đức                      | 1941     | HOA KỲ, New York         | Sinh học gia             |
| Myron S. Scholes            | 1941   | Canada                   |          |                          | Chuyên gia kinh tế       |
| Anna J. Schwartz            | 1915   | HOA KỲ, New York         | 2012     | HOA KỲ, New York         | Kinh tế gia              |
| Melvin Schwartz             | 1932   | HOA KỲ, New York         | 2006     | HOA KỲ, Idaho            | Vật lý gia               |
| Julian Seymour Schwinger    | 1918   | HOA KỲ, New York         | 1994     | HOA KỲ, California       | Vật lý gia               |
| Emilio Segrè                | 1905   | Ý                        | 1989     | HOA KỲ, California       | Vật lý gia               |
| Adi Shamir                  | 1952   | Israel                   |          |                          | Mật mã học               |
| Herbert A. Simon            | 1916   | HOA KỲ, Wisconsin        | 2001     | HOA KỲ, Pennsylvania     | Khoa học xã hội gia      |
| Isadore M. Singer           | 1924   | HOA KỲ, Illinois         |          |                          | Nhà toán học             |
| Abraham Sinkov              | 1907   | HOA KỲ, Pennsylvania     | 1998     | HOA KỲ, Arizona          | Nhà toán học             |
| Lee Smolin                  | 1955   | HOA KỲ, New York         |          |                          | Vật lý gia               |
| Alan Sokal                  | 1955   | HOA KỲ, Massachusetts    |          |                          | Vật lý gia               |
| Gustave Solomon             | 1930   | HOA KỲ, New York         | 1996     | HOA KỲ, California       | Nhà toán học             |
| Joseph Ber Soloveitchik     | 1903   | WeißNga                  | 1993     | HOA KỲ, Massachusetts    | Nhà triết học            |
| Robert M. Solow             | 1924   | HOA KỲ, New York         |          |                          | Kinh tế gia              |
| Gábor A. Somorjai           | 1935   | Hungary                  |          |                          | Hóa chất gia             |
| Eugene Stanley              | 1941   | HOA KỲ, Oklahoma         |          |                          | Vật lý gia               |
| Richard P. Stanley          | 1944   | HOA KỲ, New York         |          |                          | Nhà toán học             |
| Elias Stein                 | 1931   | Belgien                  |          |                          | Nhà toán học             |
| Herbert Stein               | 1916   | HOA KỲ, Michigan         | 1999     | HOA KỲ, Washington D. C. | Chuyên gia kinh tế       |
| William Howard Stein        | 1911   | HOA KỲ, New York         | 1980     | HOA KỲ, New York         | Sinh học gia             |
| Jack Steinberger            | 1921   | Đức                      |          |                          | Vật lý gia               |
| Otto Stern                  | 1888   | Đức                      | 1969     | HOA KỲ, California       | Vật lý gia               |
| Leo Sternbach               | 1908   | Kroatien                 | 2005     | HOA KỲ, North Carolina   | Hóa học gia              |
| Joseph E. Stiglitz          | 1943   | HOA KỲ, Indiana          |          |                          | Chuyên gia kinh tế       |
| Leo Strauss                 | 1899   | Đức                      | 1973     | HOA KỲ, Maryland         | Nhà triết học            |
| Andrew Strominger           | 1955   | Anh Quốc                 |          |                          | Vật lý gia               |
| Gerald Jay Sussman          | 1947   | HOA KỲ                   |          |                          | Khoa học máy tính        |
| Leonard Susskind            | 1940   | HOA KỲ, New York         |          |                          | Vật lý gia               |
| Morris Swadesh              | 1909   | HOA KỲ, Massachusetts    | 1967     | Mexiko                   | Ngôn ngữ gia             |
| Leó Szilárd                 | 1898   | Hungary                  | 1964     | HOA KỲ, California       | Vật lý gia               |
| Deborah Tannen              | 1945   | HOA KỲ, New York         |          |                          | Ngôn ngữ gia             |
| Edward Teller               | 1908   | Hungary                  | 2003     | HOA KỲ, California       | Vật lý gia               |
| Howard M. Temin             | 1934   | HOA KỲ, Pennsylvania     | 1994     | HOA KỲ, Wisconsin        | Sinh vật gia             |
| Michel Thomas               | 1914   | Ba Lan                   | 2005     | HOA KỲ, New York         | Đa ngôn ngữ học          |
| Judith Jarvis Thomson       | 1929   | HOA KỲ                   |          |                          | Nhà triết học            |
| Max Tishler                 | 1906   | HOA KỲ, Massachusetts    | 1989     | HOA KỲ, Connecticut      | Dược vật gia             |
| Barbara Tuchman             | 1912   | HOA KỲ, New York         | 1989     | HOA KỲ, Connecticut      | Lịch sử gia              |
| Stanisław Marcin Ulam       | 1909   | Ukraine                  | 1984     | HOA KỲ, New Mexico       | Nhà toán học             |
| Harold Elliot Varmus        | 1939   | HOA KỲ, New York         |          |                          | Virus gia                |
| George Wald                 | 1906   | HOA KỲ, New York         | 1997     | HOA KỲ, Massachusetts    | Sinh lý học gia          |
| Selman Abraham Waksman      | 1888   | Ukraine                  | 1973     | HOA KỲ, Massachusetts    | Sinh học gia             |
| Michael Walzer              | 1935   | HOA KỲ, New York         |          |                          | Xã hội học               |
| André Weil                  | 1906   | Pháp                     | 1998     | HOA KỲ, New Jersey       | Nhà toán học             |
| Steven Weinberg             | 1933   | HOA KỲ, New York         |          |                          | Vật lý gia               |
| Peter J. Weinberger         | 1942   | HOA KỲ, New York         |          |                          | Khoa học máy tính        |
| Max Weinreich               | 1894   | Lithuania                | 1969     | HOA KỲ, New York         | Ngôn ngữ gia             |
| Uriel Weinreich             | 1926   | Lithuania                | 1967     | HOA KỲ, New York         | Ngôn ngữ gia             |
| Victor Weisskopf            | 1908   | Áo                       | 2002     | HOA KỲ, Massachusetts    | Vật lý gia               |
| Joseph Weizenbaum           | 1923   | Đức                      | 2008     | Đức                      | Khoa học máy tính        |
| Eugene Paul Wigner          | 1902   | Hungary                  | 1995     | HOA KỲ, New Jersey       | Vật lý gia               |
| Alexander Solomon Wiener    | 1907   | HOA KỲ, New York         | 1976     | HOA KỲ, New York         | Huyết thanh học          |
| Norbert Wiener              | 1894   | HOA KỲ, Missouri         | 1964     | Schweden                 | Nhà toán học             |
| Terry Winograd              | 1946   | HOA KỲ, Maryland         |          |                          | Khoa học máy tính        |
| Edward Witten               | 1951   | HOA KỲ, Maryland         |          |                          | Nhà toán học             |
| Rudolf Wittkower            | 1901   | Đức                      | 1971     | HOA KỲ, New York         | Nhà sử học nghệ thuật    |
| Jacob Wolfowitz             | 1910   | Ba Lan                   | 1981     | HOA KỲ, Florida          | Thống kê gia             |
| Harry Austryn Wolfson       | 1887   | Lithuania                | 1974     | HOA KỲ, Massachusetts    | Nhà triết học            |
| Rosalyn Sussman Yalow       | 1921   | HOA KỲ, New York         | 2011     | HOA KỲ, New York         | Vật lý gia               |
| Charles Yanofsky            | 1925   | HOA KỲ, New York         |          |                          | Di truyền gia            |
| Lotfi Zadeh                 | 1921   | Azerbaijan               |          |                          | Nhà toán học             |
| Richard N. Zare             | 1939   | HOA KỲ, Ohio             |          |                          | Hóa chất gia             |
| Oscar Zariski               | 1899   | WeissNga                 | 1986     | HOA KỲ, Massachusetts    | Nhà toán học             |
| Howard Zinn                 | 1922   | HOA KỲ, New York         | 2010     | HOA KỲ, California       | Lịch sử gia              |
| George Zweig                | 1937   | Nga                      |          |                          | Vật lý gia               |

### Biên soạn lịch sử
- Appel, John J. "Hansen's Third-Generation" Law" and the Origins of the American Jewish Historical Society." Jewish Social Studies (1961): 3–20. in JSTOR
- Butler, Jon. "Jacob Rader Marcus and the Revival of Early American History, 1930–1960." American Jewish Archives 50#1/2 (1998): 28–39. online
- Fried, Lewis, et al., eds. Handbook of American-Jewish literature: an analytical guide to topics, themes, and sources (Greenwood Press, 1988)
- Gurock, Jeffrey S (2013). "Writing New York's Twentieth Century Jewish History: A Five Borough Journey". History Compass. Quyển 11 số 3. tr. 215–226. doi:10.1111/hic3.12033.
- Gurock, Jeffrey S. American Jewish orthodoxy in historical perspective (KTAV Publishing House, Inc., 1996)
- Handlin, Oscar. "A Twenty Year Retrospect of American Jewish Historiography." American Jewish Historical Quarterly (1976): 295–309. in JSTOR
- Kaufman, David. Shul with a Pool: The" synagogue-center" in American Jewish History (University Press of New England, 1999.)
- Robinson, Ira. "The Invention of American Jewish History." American Jewish History (1994): 309–320. in JSTOR
- Sussman, Lance J. "'Historian of the Jewish People': A Historiographical Reevaluation of the Writings of Jacob R. Marcus." American Jewish Archives 50.1/2 (1998): 10–21. online
- Whitfield, Stephen J. In Search of American Jewish Culture. 1999
- Yerushalmi, Yosef Hayim. Zakhor: Jewish history and Jewish memory (University of Washington Press, 2012)